# モンゴル帝国

モンゴル帝国の領土

モンゴル帝国
ᠶᠡᠭᠡ
ᠮᠣᠩᠭᠣᠯ
ᠣᠯᠣᠰ
Их Монгол Улс (モンゴル語)（キリル文字表記）
Yeke Mongγol Ulus（ラテン文字転写）

モンゴル帝国の版図の変遷 テムジンがチンギス・カンを名乗った1206年から1294年のモンゴル帝国（赤）の領域に続き、4つの領域国家のゆるやかな連邦体制に移行した帝国の版図を示した（1294年時点）。ジョチ・ウルス（黄）、チャガタイ・ウルス（濃緑）、フレグ・ウルス（緑）、大元ウルス（紫）である。

| 先代 | 次代 |
| --- | --- |
| カムク・モンゴル ケレイト ナイマン メルキト オイラト オングト カルルク 金 (王朝) 西夏 アッバース朝 西遼 ルーム・セルジューク朝 キプチャク キエフ大公国 ウラジーミル・スーズダリ大公国 高麗 | 明 ティムール朝 モスクワ大公国 後金 高麗 グルジア王国 ジャライル朝 ムザッファル朝 インジュー朝 クリミア・ハン国 カザン・ハン国 カザフ・ハン国 シャイバーニー朝 ブハラ・ハン国 ヒヴァ・ハン国 ジュンガル |
モンゴル帝国（モンゴルていこく）は、モンゴル高原の遊牧民を統合したチンギス・カンが1206年に創設した遊牧国家（ウルス）である。中世モンゴル語ではイェケ・モンゴル・ウルス （ᠶᠡᠭᠡ
ᠮᠣᠩᠭᠣᠯ
ᠣᠯᠣᠰ Yeke Mongγol Ulus）すなわち「大モンゴル・ウルス(大蒙古国)」と称した。

## 概要
モンゴル帝国の創始者チンギス・カンとその兄弟・子息たち、『四駿四狗』に代表される部将(ノヤン)たち、及びそれらの後継者たちはモンゴル高原から領土を大きく拡大し、西は東ヨーロッパ・アナトリア（現在のトルコ）・シリア、南はアフガニスタン・チベット・ミャンマー、東は中国・朝鮮半島まで、ユーラシア大陸を横断する帝国を作り上げた。最盛期の領土面積は約3300万平方キロメートルで、地球上の陸地の約17%を統治し、当時の人口は1億人を超えていた。その領土の範囲は人類史上において大英帝国に次ぐ2番目の巨大さだった。
モンゴル帝国は、モンゴル高原に君臨するモンゴル皇帝（カアン、ハーン）を中心に、「アルタン・ウルク(「黄金の一族」の意味)」と呼ばれるチンギス・カンの子孫の王族たちと彼らに従属する部将(ノヤン)たちによって、主に戦功等に応じて各地に分与された領民と領国を支配する国（ウルス）が集まって形成された連合国家の構造をなした。モンゴル帝国は、「千戸(ミンガン)制度」と呼ばれるテュルク・モンゴル系の騎馬軍団を基礎とした。血縁的な部族制を再編成したもので、十人の兵士を出す集団を十戸とし、十戸を10集めて百戸、百戸を10集めて千戸とし、それぞれ十戸長、百戸長、千戸長を置いた。千戸集団は百個近くあったともいわれ、皇帝の命によって分与されたそれら数十もの千戸軍団を各モンゴル王族や部将たちが管轄し、軍団や征服地域の租税や民政の管理を皇帝直属の財務官僚(ビチクチ)たちが担った。彼らの行動規範は「チンギス・カンの遺訓(ジャサク)」によって律せられ、モンゴル皇帝はこの「チンギス・カンの遺訓」に基づき、これらの諸ウルスの存廃と租税管理を最終的に統御する存在でもあった。
しかし、1260年に、第４代皇帝モンケの死去に伴い皇位継承戦争が勃発し、その次弟クビライが上都で第5代皇帝としてこれを制して即位したが、当時の主要なモンゴル王族であったジョチ・ウルスのベルケ、クビライの実弟フレグ、チャガタイ家のアルグらが相次いで死去したため、モンゴル皇帝を正式に選出する全帝国的な統一クリルタイの開催が事実上不可能になってしまった。そのため、クビライは自らが直接支配できていた中国とモンゴル高原、チベットを中心とする、現在の区分でいう東アジア部分の統治機構を整え、あわせてモンケの死去によって中断されていた南宋遠征を完遂させる事で、モンケの後を継いだ事実上のモンゴル皇帝である事を内外にアピールした。この過程で、中央アジアのモンゴル王族たちとの紛争の前線基地と化していたカラコルムに替わり、1271年に帝国の中国方面支配の拠点のひとつであった金朝の旧都・中都の北隣に大都（現在の北京）を建設し、帝国の東半分の地域は事実上クビライとその子孫が領国として継承する体制ができあがった。他の地域もそれぞれの地域の主要な王族たちが領民と領国を囲い込むようになり、13世紀後半、帝国はモンゴル皇帝による全土支配の時代から、徐々にモンゴル皇帝を盟主としジョチ家、チャガタイ家、オゴデイ家、フレグ家のような各地の主要王族を頂点とする諸ウルスの連合による緩やかな「連邦」化が進んで行った。このうち、クビライはモンゴル皇帝直轄の中核国家の国号を大元大モンゴル国と改称するが、その後も皇帝を頂点とする帝国はある程度の繋がりを有した。
この大連合は14世紀にゆるやかに解体に向かう。背景に、14世紀前半のユーラシア全体の寒冷化があったともいわれる。農作物生産が減少、各地で飢饉・疫病が蔓延した（14世紀の危機）。欧州の黒死病にみられる疫病の蔓延はモンゴル帝国の交易網を通じて運ばれたともみられる。各地の交通網は停滞、中国では農民が蜂起し紅巾の乱が起こる。元は、1368年に明に追われて、中原を失い、モンゴル高原に戻る。しかし、モンゴル帝国の皇帝位自体は1634年の北元滅亡まで存続した。また、チンギス・カンの末裔を称する王家たちは実に20世紀に至るまで、中央ユーラシアの各地に君臨し続けることになる。

## 歴史

### 建国

初代皇帝チンギス・カン

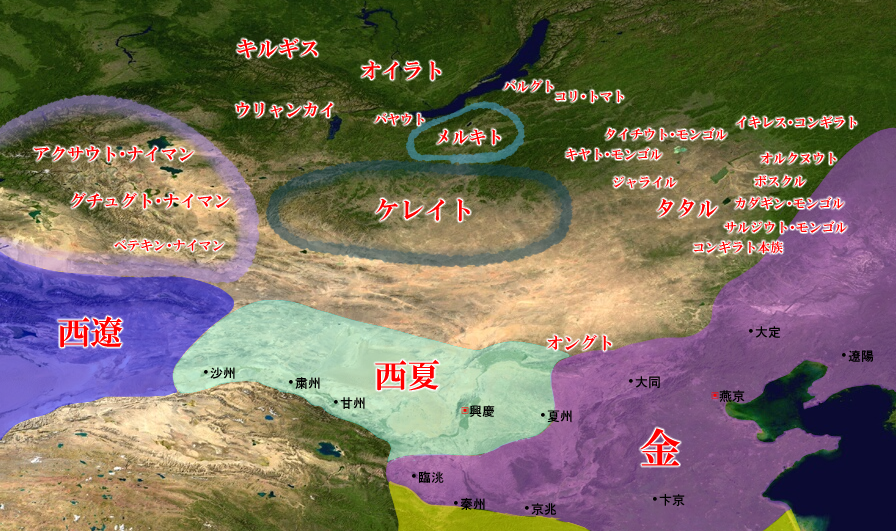
12世紀末の周辺地図

モンゴル高原（モンゴリア）は9世紀の回鶻可汗国の崩壊以来、統一政権が存在しない状況にあり、契丹の住む南モンゴリア（現内モンゴル自治区）は遼朝や金朝の統治下にあったが、北モンゴリアでは遊牧民が様々な部族連合を形成し、お互いに抗争していた。
13世紀に入ると、モンゴルを含む中央アジアは、過去1000年の間の中で、最も穏やかで最も湿潤な気候へと変化していた。この結果、馬などの家畜が急増し、モンゴルの軍事力が大幅に強化されたとの説がある。
このような情勢のもと12世紀末、北東モンゴリアに遊牧するモンゴル・カン国のキヤト氏（Qiyad）出身のテムジンは、父イェスゲイの死後に同族から冷遇されたことから、同族の絆ではなく個人的な主従関係で結ばれた遊牧戦士集団を率い、高原中央部の有力集団ケレイト・カン国の当主オン・カンと同盟を結び、1196年に金朝に背いたタタル部をオン・カンと共同して討伐し（ウルジャ河の戦い）、同族の諸氏族を討って頭角を現した。1203年、オン・カンと仲違いしたテムジンは、これを倒してケレイト・カン国を併合し、翌年には高原西部の強国ナイマン・カン国を滅ぼした。
テムジンのもとにはコンギラト、オングトなど周縁部の有力部族集団も服属するようになり、モンゴリアを統一したテムジンは、1206年初春、ココ・ナウルに近いオノン川上流の河源地において開かれたクリルタイ（大集会）において服属した諸部族に推戴される形で即位し、チンギス・カン（Činggis Qan）と称した。
チンギス・カンは、高原の全ての遊牧民を腹心の僚友（ノコル）や同盟部族の王たちを長（ノヤン）とする95の「千人隊（千戸）」と呼ばれる集団に編成し、それぞれの千人隊から1000人の兵士が供出可能な軍事動員制度を整えた。さらに、高原の東部大興安嶺方面には3人の弟、ジョチ・カサル、カチウン(本人は死去していたので代わりに嗣子のアルチダイに分与される)、テムゲ・オッチギンを、西部アルタイ山脈方面には3人の息子、ジョチ、チャガタイ、オゴデイにそれぞれの遊牧領民集団（ウルス）を分与し、東西に向かって一族が広がってゆく基礎を築いた。また、即位したオノン川河源地域に自らの拠点を据えて「大オルド(イェケ・オルド)」と称し、宮廷と武器武具などの軍事物資を生産する工房や貯蔵施設などの体制を整えた。

### チンギス・カンの征服と「帝国」化

チンギス・カン在世中の諸遠征とモンゴル帝国の拡大

即位したチンギス・カンは南の西夏に親征し、これを服属させた。さらに、1211年には西遼に服属していた天山ウイグル王国が帰順し、モンゴル高原西部のオイラト、トメト、カルルク、西遼などの周辺諸国に次々に遠征軍を送って帰順と征服を達成し、南シベリア、中央アジアまで勢力を広げた。
同1211年中にチンギス・カンは正式に国号を「イェケ・モンゴル・ウルス（大モンゴル国）」と定め、金朝への全面侵攻を開始した。モンゴル軍は中国の東北地区（満洲）と華北を席捲し、金朝皇帝宣宗は先代衛紹王の公主をチンギスに嫁がせて和睦を結んだが、1214年には首都の中都（後の大都）を放棄して河南の開封へ遷都し、金朝は河南のみを支配する小国に転落した。
1218年からは中央アジアのオアシス農業地帯に対する大規模な遠征軍を発し、スィル川（シルダリア川）流域からイランまでを支配する大国ホラズム・シャー朝に侵攻した。モンゴル軍はサマルカンド、ブハラ、ウルゲンチ、ニーシャープール、ヘラートなど中央アジアの名だたる大都市に甚大な被害を与え、ホラズム・シャー朝は壊滅した。チンギス・カンの本隊はガズニーを領有していたホラズム・シャー朝の王子ジャラールッディーンを討伐するためにアフガニスタン方面へ進軍し、ホラーサーンのバルフやバーミヤーンなどの大都市をことごとく殲滅しながら南下して行った。しかし、バーミヤーンではチャガタイの長男モエトゥゲンが戦死し、アフガニスタン中南部のパルワーンでは駐留していたボルテの養子シギ・クトクの軍がジャラールッディーンの軍に壊滅させられるなど手痛い反撃を受けた（パルワーンの戦い）。チンギスはトルイを殿軍としてホラーサーンに駐留させて自らの本軍とジョチ、チャガタイ、オゴデイ率いる諸軍を引き連れ、マー・ワラー・アンナフルから南下してジャラールッディーンをインダス川のほとりまで追い落として捕縛は出来なかったものの撃退することには成功した（インダス河畔の戦い）。
一方、カスピ海まで逃げた君主アラーウッディーンを追ったジェベ、スベエテイ率いる別働隊はアラーウッディーンを取り逃がしたものの、そのまま捜索を続けてアゼルバイジャンからカフカスを抜けてロシアに至り、ルーシ諸公を破って勇名を轟かせた（カルカ河畔の戦い）。
モンゴリア本土への帰還後、チンギス・カンは中央アジア遠征への参加の命令に従わなかった西夏への懲罰遠征に赴いたが、1227年、西夏を完全に滅ぼす直前に陣中で病没した。

#### モンゴル帝国への諸勢力の帰順
チンギス・カンは戦闘による征服活動以外に、幾度かのモンゴル高原周辺の有力諸勢力の帰順によって自勢力を遊牧政権の「国家」として段階的に発展させている。
オングトの帰順
1203年春にオン・カンの息子イルカ・セングン率いるケレイト・カン国軍と戦い、善戦するものの大敗を喫し、麾下の諸軍も潰走してしまった。この時バルジュナと呼ばれる湖まで落ち延び、ジョチ・カサルなど一部の供回りとともにこの湖水をすすって再起を誓ったという。程なくイルカ・セングンらが戦勝で油断していた隙をついて、コンギラト、コルラス部族などの臣従をとりつけケレイト本軍の幕営に夜襲をかけて逆にケレイト・カン国を制圧してしまった。この時オン・カンの弟ジャガ・ガンボが降服し、その娘たちがジョチやトルイと婚姻を結んでいる。
『元朝秘史』などによれば、この「バルジュナ湖の誓い」には敗戦以前からチンギスに付き従っていた近親や譜代家臣以外に、ゴビ砂漠以南の陰山山脈に拠点をもつオングト部族長アラクシ・テギト・クリからマー・ワラー・アンナフル方面出身のムスリム商人と思しきアサン・サルタクタイなる人物が使者としてチンギスのもとに赴き援助を行っていた。また『元史』によれば後のモンゴル帝国の筆頭書記となって帝国の財政分野などを総覧した大ビチクチ・チンカイもこの「バルジュナ湖の誓い」に加わっていたと伝えている。
翌1204年には、オングト王家が正式にチンギスに帰順し、モンゴル高原の勢力図が一変。この年のうちにタヤン・カンを討ってナイマン・カン国を滅ぼし、メルキト部族連合の盟主トクトアもまた敗れて逃走。ウワス・メルキト氏族の首長ダイル・ウスンは降服・帰順した。
オイラトの帰順
1208年、クドカ・ベキ率いるオイラト部族が降服・帰順しキルギスなどモンゴル高原の西部境域への制圧の足掛かりが出来た。このクドカ・ベキ家は一時チンギス・カン各王家の当主に準じるような主要王族たちと婚姻関係を結んでいる。
ウイグルの帰順
1211年、西遼に臣従していた天山ウイグル王国国王バルチュク・アルト・テギンが離反してチンギス・カンに帰順し、同じ時期にウイグル同様に臣従していたホラズム・シャー朝とカラハン朝の離叛に苦しんでいた西遼は急速に弱体化した。
これらのオングト、オイラト、ウイグルそれぞれのモンゴル帝国への帰順は、それぞれモンゴル帝国にとって重大な転機となった。オングトの援助と帰順は窮地に陥っていたチンギス・カン陣営がモンゴル高原を統一するまでに一気に躍起した契機となり、またチンカイやタタ・トゥンガらウイグル系やサルト人のアサンといった中央アジア系のムスリム勢力との接触の端緒となった。オイラトの帰順は西方境域への拡大、天山ウイグル王国の帰順は王国が保留していたウイグル系の官僚たちを取り込み、その後の中国、イラン・中央アジア方面といった農耕地域への征服を通じて支配領域を拡大して行くが、彼らウイグル系やムスリム系の財務官僚たちがこれら新期の領土における支配体制の確立に大きく寄与している。特にウイグルの帰順は、ウイグル人官僚がテュルク語文語として確立していた古典ウイグル語や漢語、イラン系言語に通じていたため、帝国経営における財務関係のノウハウや人材を提供したことや、初期だけでなくモンゴル帝国全体のその後の農耕地域支配の基礎を整備し、帝国において遊牧以外の生産・財政基盤を確立したことから、重大である。オングトやカルルク、ウイグル王家などはモンゴル帝国の地域支配の要として「駙馬王家」というモンゴル王家に準じコンギラト部族などとならぶ高い地位を得た。

### 第2代皇帝オゴデイの時代

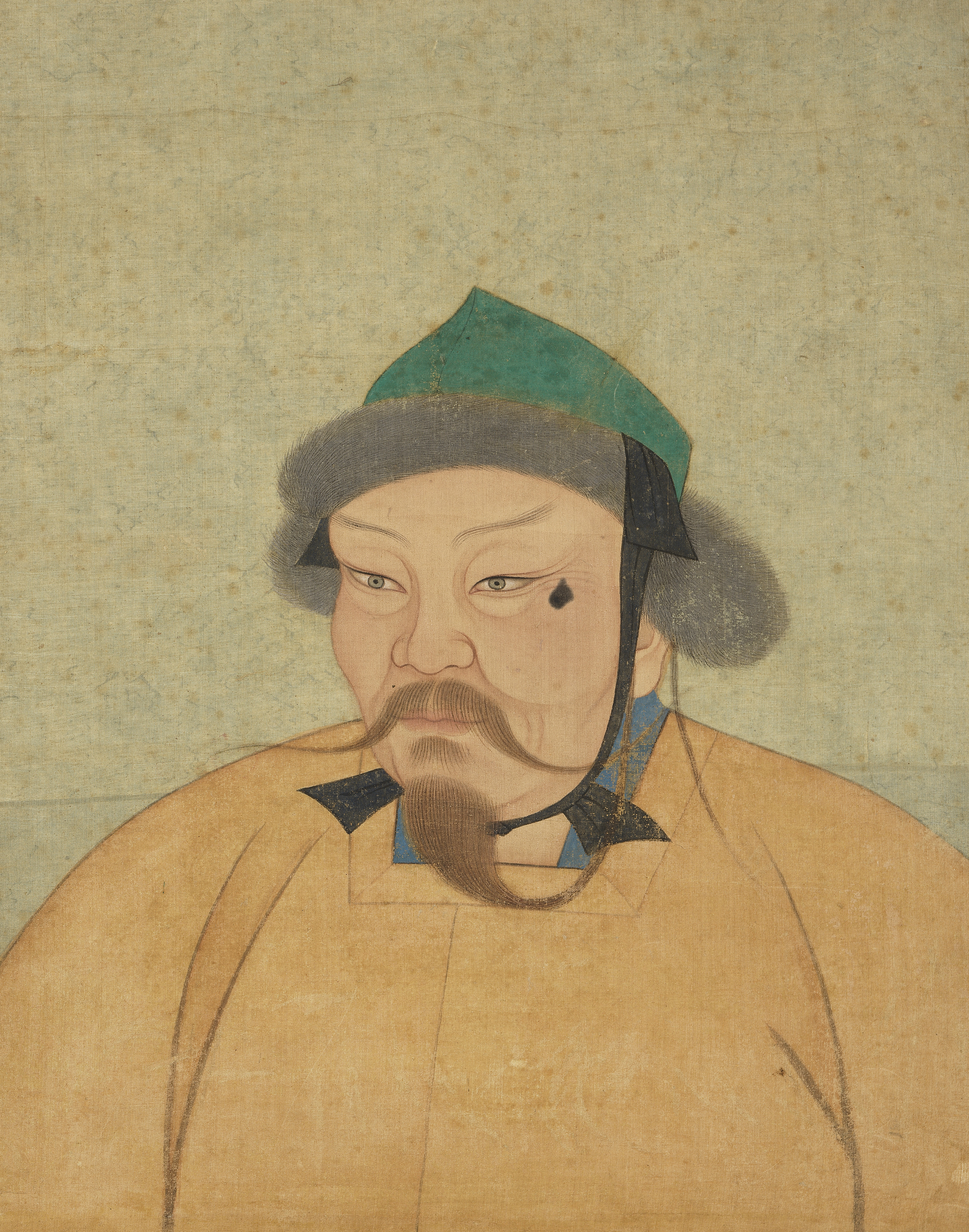
オゴデイ

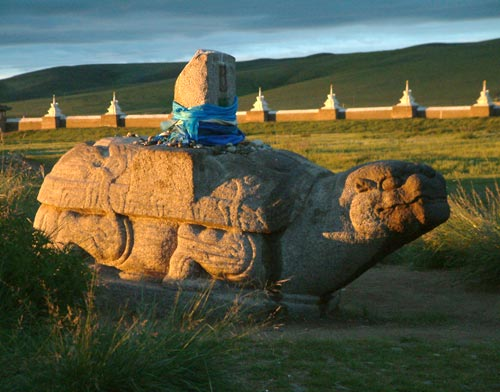
カラコルム都城跡、エルデニ・ズー寺院周壁外のモンゴル時代の亀趺

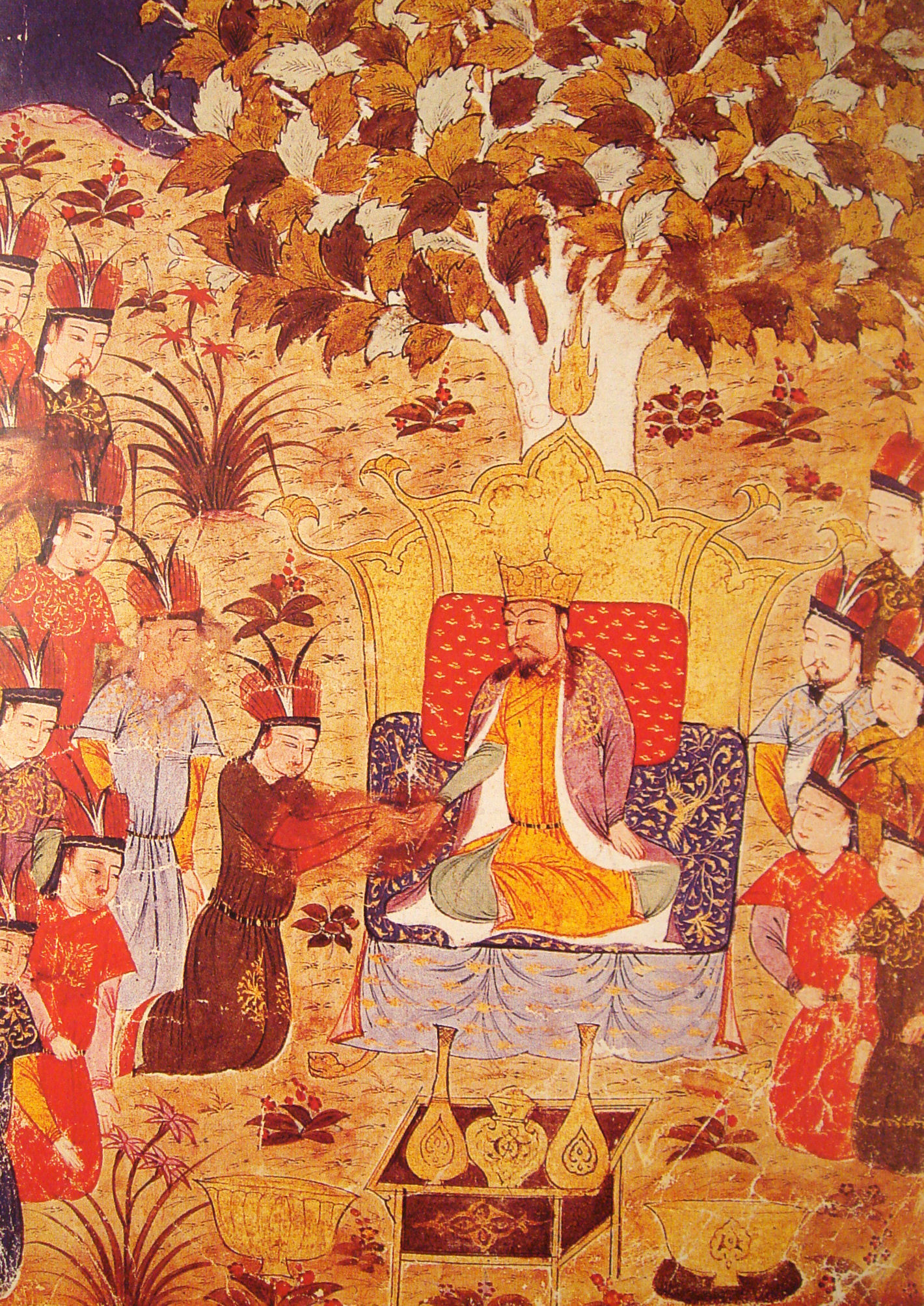
モンゴル帝国皇帝オゴデイ

初代チンギス・カンの死後、生前の勅令によってモンゴルの全千人隊のうち8割を占めるその直属軍は10万1000戸が四男のトルイが相続し、トルイは監国としてモンゴル皇帝である次期チンギス・カンの選出を差配する役割を与えられた。このとき軍才にすぐれた長兄のジョチは既に亡く、財産の多寡でいえばトルイが圧倒的に有利であったが、次兄チャガタイら有力者たちは、兄弟のいずれとも仲がよく、そのためチンギス・カンが生前に後継者とすることを望んでいた三兄オゴデイを推した。こうしてオゴデイが即位し、トルイは帝国の分裂を防ぐために中央軍の指揮権を新モンゴル皇帝に譲ったと言われている。オゴデイは「チンギス・カン」を襲名せず、新たに古代のカガン（qaγan　可汗）に由来する「カアン qa'an」（のちのハーン）の称号を皇帝号とした。
父の死から2年後の1229年に即位したオゴデイは、トルイと協力して金朝との最終戦争にあたり、1232年に金朝を完全に滅ぼした。トルイは金朝との遠征からの帰路に病没するが、これによってチャガタイの強い支持を受けたオゴデイは皇帝としての地位を固め、1234年に自らの主導するクリルタイを開いてモンゴル高原の中央部に首都カラコルムを建設させた。
これ以降、オゴデイはカラコルム周辺の草原に留まり、遠征は皇帝ではなく配下の軍隊に委ねられる。近年の研究によると、トルイのウルスはカラコルムの北西方向を中心に存在し、トルイが統帥していた10万戸以上の軍団も、オゴデイの政策によって金朝への遠征などを通じて中軍・左翼軍団へ分散され、オゴデイを含む王族直属としてはなおも最大であったものの結局トルイ麾下の軍団は2万戸余りにまで縮小されてしまったようである（宇野伸浩らの研究による）。

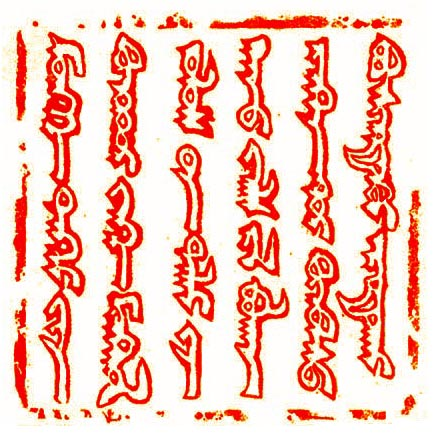
グユクのインノケンティウス4世宛国書に捺されたモンゴル皇帝の朱印。左から1-4行目にかけて「長生なる天（テングリ）の力によりて。イェケ・モンゴル・ウルスの海のカンの勅令（ヤルリク）（Möngke ṭngri-yin / küčündür. Yeke Mongγol / Ulus-un dalai-in / Qanu Jrlγ）」とある

オゴデイの治世にはカラコルムを中心として行政機構が整備され、チンカイ、マフムード・ヤラワチ、耶律楚材ら様々な民族出身の書記官（ビチクチ）たちによる文書行政が行われた。中国や中央アジアでは戸口調査が行われ、遊牧民には家畜100に対して1が、農耕民には10の収穫に対して1が税となる十分の一税制が帝国全土に適用された。帝国の主要幹線路には一定距離ごとにジャムチ（駅伝）が置かれ、モンゴル皇帝（カアン）の発給した許可状（パイザ）をもった使者や旅行者、商人は帝国内を自由に行き来することができるようにされた。
また、オゴデイは即位以前の1228年に、ホラズム・シャー朝のジャラールッディーンがインドからイラン高原に帰還したとの情報を受け、監国となっていたトルイとともに協議し、イラン方面へチョルマグンを司令とするタンマチ（鎮戍軍）（タマ軍/lashkar-i Tamāとも）の派遣に合意している。1229年にオゴデイは第2代モンゴル皇帝となると、改めてチョルマグンに4つの万戸隊を授け、ジャラールッディーン討伐のためにチョルマグン率いる鎮戍軍にアムダリヤ川を渡河させてイラン入りさせている。ジャラールッディーンはイラン高原に戻ったもののイラン西部の諸勢力との紛争の末孤立し、1231年、チョルマグン率いるイラン鎮戍軍はジャラールッディーンの軍勢を急襲してこれを撃破した。ジャラールッディーンは逃亡中にクルド人兵士によって殺害され、ホラズム・シャー朝は完全に滅亡した。モンゴル帝国のイラン鎮戍軍はイラン高原西部の諸政権やアッバース朝カリフとも衝突を繰り返し、アゼルバイジャンのイルデニズ朝を滅ぼすなどしたものの、これらの地域からの支配権の承認は得られず、イラン高原の完全制圧をすることはできなかった。オゴデイの治世にはこれ以外にも高麗の征服を開始し（→モンゴルの高麗侵攻）、インドなどにも遠征軍が派遣され、モンゴル帝国は膨脹を続けた。
1235年、建設間もないカラコルムで開かれたクリルタイでは、中国の南宋と、アジア北西のキプチャク草原およびその先に広がるヨーロッパに対する二大遠征軍の派遣を決定した。
南宋に対する遠征は司令官とされたオゴデイの皇子クチュの急死により失敗したが、ジョチの次男バトゥを司令官とするヨーロッパ遠征軍はヴォルガ・ブルガール侵攻やルーシ侵攻を敢行してロシアまでの全ての遊牧民の世界を征服し、遠くポーランド（モンゴルのポーランド侵攻）、ハンガリー（モヒの戦い）など中央ヨーロッパまで席捲した。
1241年4月9日、モンゴルのポーランド侵攻を食い止めるべく、ポーランド王国、神聖ローマ帝国、そしてテンプル騎士団やドイツ騎士団、聖ヨハネ騎士団などのヨーロッパ連合軍はポーランドのレグニツァ近郊に2万の兵を集結させたが、バイダルが率いるモンゴル軍の支隊に手も足もでなかった。これが後年ヨーロッパで恐れられ語り継がれていくワールシュタットの戦い（レグニツァの戦い）である。その後、モンゴル軍はハンガリー領モラヴィア（現：チェコ東部）地方に移動した後、オーストリア公国領ウィーナーノイシュタットを攻めるが、1242年にオゴデイの崩御に伴ってモンゴルへ帰還した。

### 第3代皇帝グユクの時代

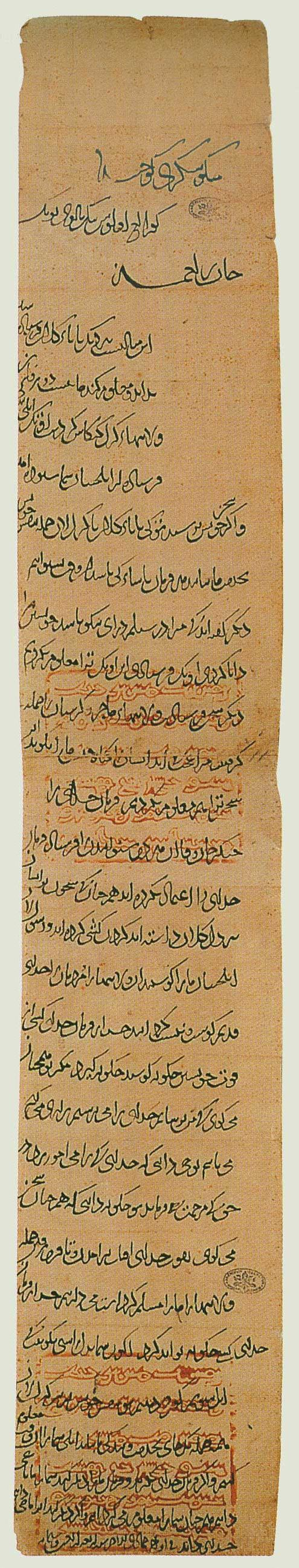
グユクが1246年に ローマ教皇インノケンティウス4世に宛てたペルシア語文国書。文面15行目に「チンギス・カンとカアン（Chinkīz Khān wa Qā'ān）」と見える

1241年にオゴデイが急死し、翌年にはチャガタイが病死すると、チンギス・カンの実子がいなくなった帝国には権力の空白が訪れた。次期モンゴル皇帝（カアン）の選出作業にはオゴデイの皇后ドレゲネが監国となってあたったが、生前オゴデイが指名した後継者シレムンを無視して自身の子であるグユクを擁立しようとしたため、皇帝（カアン）の選出が遅れた（シレムンは、1236年に南宋遠征中に陣没しオゴデイが生前後継者と指名していた三男クチュの長男）。1246年、ようやく開催されたクリルタイはグユクを皇帝に指名したが、グユクと仲の悪いバトゥは兄弟たちを出席させたものの自身は病気療養を口実にクリルタイをボイコットした。皇帝のグユクと西方の有力者バトゥの対立により帝国は一時分裂の危機に陥るが、グユクは即位わずか2年後の1248年に崩御した。
この間の1243年にはアナトリア半島でキョセ・ダグの戦いがあり、チョルマグンから鎮戍軍の指揮権を継いだバイジュ・ノヤン率いるモンゴル軍がルーム・セルジューク朝軍を打ち破り、ルーム・セルジューク朝、アルメニア王国、グルジア王国などがモンゴル帝国に帰順した。イラン鎮戍軍と同時に進駐して来たイラン総督府と1250年代のフレグの西方遠征までは20年余りの時間差があるが、この時期にチンギス・カンの遠征時には東部でモンゴル軍による掠奪と殺戮のみで通過しただけであったイラン高原は、鎮戍軍の軍事的支配と総督府の財政的な掌握によって徐々にモンゴル帝国の支配地域として組み込まれて行った。

### 皇帝（カアン）位を巡る抗争
グユクの死後、監国となった皇后オグルガイミシュは続いてオゴデイ家から皇帝を選出しようとクリルタイを召集したが、バトゥは叔父トルイの未亡人ソルコクタニ・ベキと結んでトルイの長男モンケを皇帝に即位させようと目論み、クリルタイを欠席した。オグルガイミシュにはオゴデイ家とチャガタイ家、ソルカクタニにはジョチ家とトルイ家がつき、両陣営は後継者をめぐって水面下の対立を続けた。
1251年、トルイ家の陣営はついにオゴデイ家・チャガタイ家の説得を諦め、ジョチ家の協力を受けて自領内のチンギス・カンの幕営（オルド）においてモンケの即位式を強行した。モンケは即位するやいなやオゴデイ家とチャガタイ家の有力者に皇帝暗殺を計画した嫌疑をかけて弾圧し、オグルガイミシュ以下の有力者は処刑され、オゴデイ家とチャガタイ家のウルスは解体寸前の状態にされてしまった。

### 第4代皇帝モンケの時代
モンケはオゴデイが行った占領地域に統治政策を受け継ぎ、帝国のうち定住民が居住する地帯をゴビ砂漠以南の漢地（中国）、ハンガイ山脈以西の中央アジア、アム川（アムダリア川）以西の西アジアの3大ブロックに分けて地方行政機関（行尚書省）を再編した。『元史』に載るいわゆる燕京等処行尚書省、別失八里等処行尚書省、阿母河等処行尚書省の3つの行尚書省がこれにあたり、マフムード・ヤラワチやサイイド・アジャッル、マスウード・ベク、アルグン・アカといった財務官僚たちこれらの管轄やその補佐として各地に任命された。さらに3人の同母弟のうち次弟のクビライを漢地の軍団の総督、三弟のフレグを西アジアの軍団の総督に任命してそれぞれにその方面の征服を委ねた。

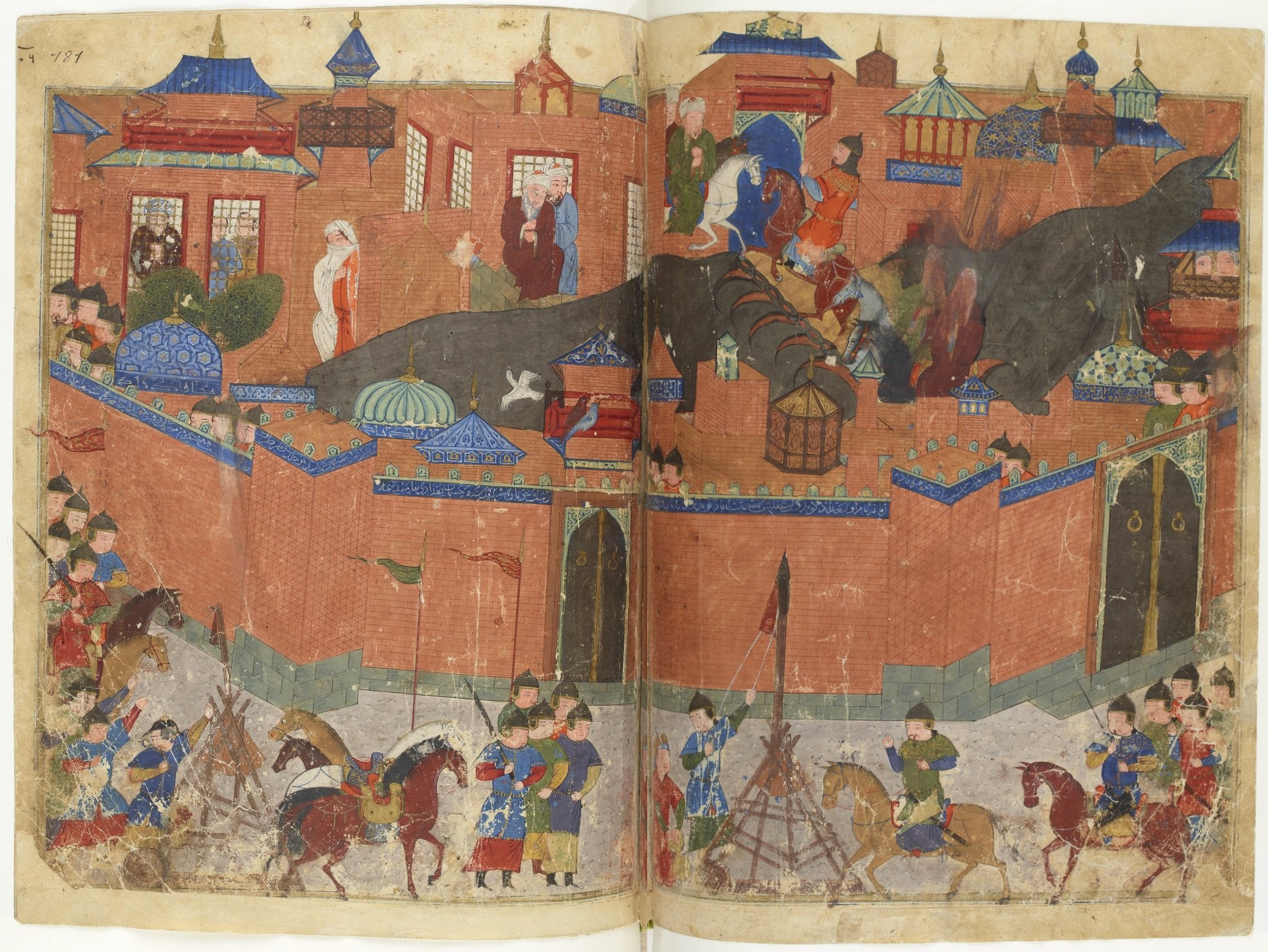
1258年のフレグ西方遠征軍による『バグダードの戦い』（『集史』パリ本より）

クビライは1253年雲南・大理遠征にて大理国を征服し、フレグは1256年にはアラムートのニザール派を、1258年にはバグダードのアッバース朝を壊滅させた（→バグダードの戦い）。一方、かねてからモンケに服属を表明していたアナトリアのルーム・セルジューク朝やファールスのアタベク政権サルグル朝、ケルマーン州のカラヒタイ朝などのムスリム（イスラム教徒）諸政権に加え、大小アルメニア王国やグルジア王国など、イラン以西の諸勢力の掌握に努めた。さらにモンケは南宋との決戦のため自ら長江上流域に侵入したが、1259年8月の合州釣魚城の攻囲中に不明な原因により急死した。

### イルハン朝の自立
モンケの死は1260年の春頃に西征中のフレグに届き、フレグの本隊は西進を中止して帰還を開始した。その際、モンゴル軍はアイン・ジャールートの戦いに破れ、シリア一帯をマムルーク朝に譲り渡すことになった。
時に首都カラコルムにあって留守を守っていたのは末弟のアリクブケであった。アリクブケはモンケの旧政府の支持を受け、事実上の監国の立場で第5代モンゴル皇帝（カアン）に即位しようとしたが、南宋遠征で別働隊を率いて中国にいた次兄のクビライが中国および南モンゴリア、そして東モンゴリアのチンギス・カン諸弟のウルスの支持を受けて、本拠地の金蓮川（開平）で自らモンゴル皇帝（カアン）に即位した。続いてアリクブケも首都カラコルムで即位し、モンゴル帝国は2人のモンゴル皇帝が並立する南北分裂状態となる（モンゴル帝国帝位継承戦争）。
この情勢を知ったフレグは帰還を取りやめ、アム川以西の行政機関を支配下におき、イランに留まって西アジアを支配する自立政権、イルハン朝を建設した。それまでの帝国内諸ウルスは、帝国中央から直属の遊牧民を分与され、遊牧勢力圏を認められてはいたが、たとえその勢力圏であろうと、都市や定住民の統治は帝国中央のカアンの統治下にあった。イルハン朝は西アジア方面軍の将兵として配下にあった遊牧騎士だけでなく征服地の都市や定住民も統治下に置き、カアンの権威を戴きつつも領域国家としての自立性をもった最初の帝国内勢力となった。これは後にモンゴル帝国が4つの領域国家がカアンの権威下に緩やかに連合する体制に移行する嚆矢となった。イルハン朝は南カフカスの草原地帯の支配をめぐってジョチ・ウルスを継承したバトゥの弟ベルケと対立し、両政権は争い始めた（ベルケ・フレグ戦争）。
東方のモンゴル帝国帝位継承戦争と、西方のベルケ・フレグ戦争は、モンケの弾圧以来低迷していた中央アジアのオゴデイ・ウルスおよびチャガタイ・ウルス勢にとって、その間に勢力を盛り返す絶好の機会となり、カイドゥらが台頭する土壌となった。

### 第5代皇帝クビライの時代

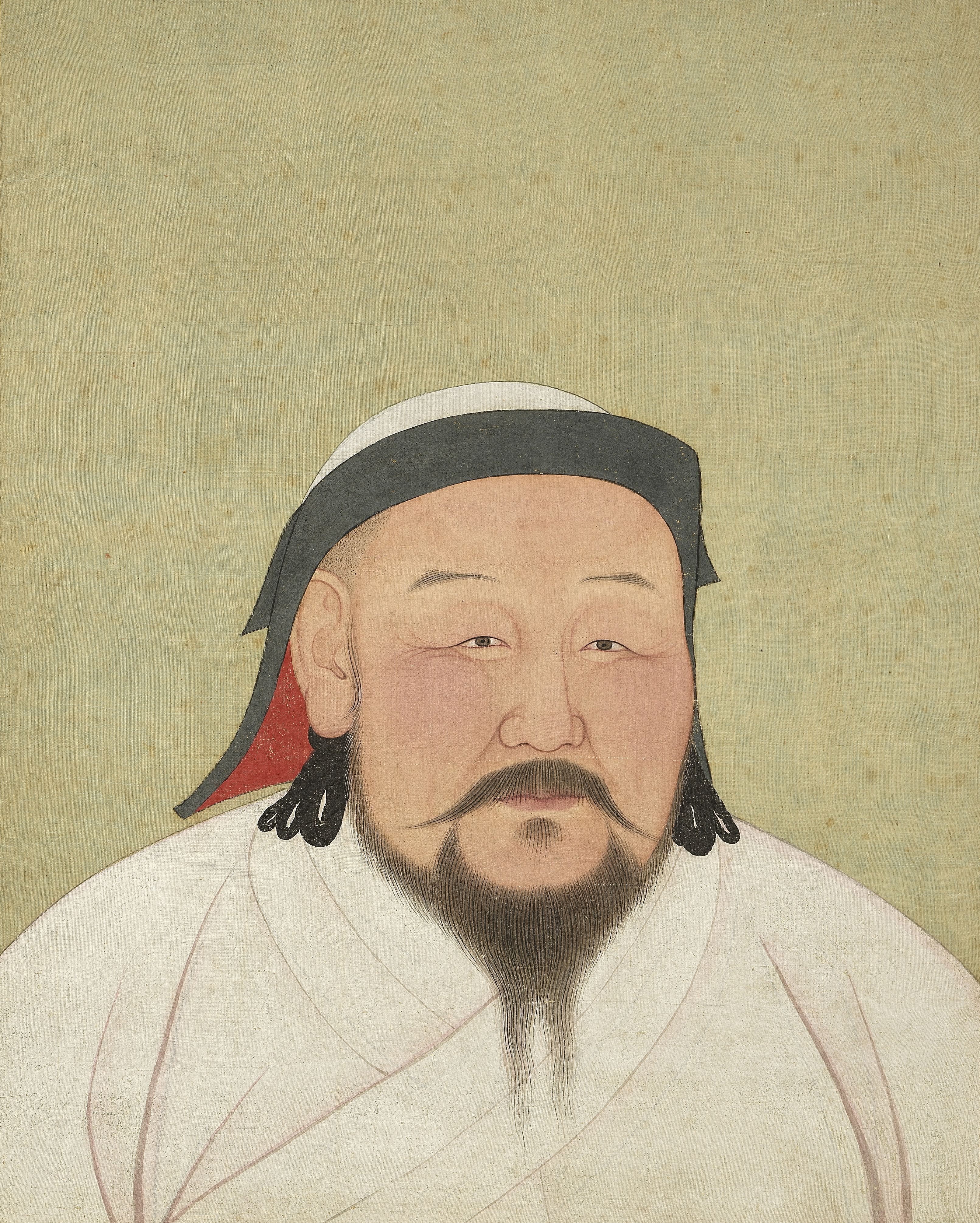
第5代皇帝クビライ

#### 緩やかな連合へ
1264年、クビライがアリクブケを降し単独のモンゴル皇帝（セチェン・カアン）となったとき、モンゴル皇帝の影響力が直接及ぶのはモンゴル高原、天山ウイグル王国、チベットより東側のみになっていた。モンゴル帝国がバトゥのヨーロッパ遠征、フレグの西征のように帝国の全力をあげて遠征を遂行することは不可能になり、帝国の膨張は東アジアを除いて停滞に向かう。
クビライは帝国の分裂的な状況を追認してフレグのイラン支配を認めるとともに、中国を安定的に支配することを目指し様々な改革を打ち出した。しかしこの間、様々な問題が噴出し、事態は混迷していった。まず、アリクブケの命によってチャガタイ家当主となったアルグは、しかしこれに離反してクビライ支持を表明してアリクブケと戦い、これを破りアリクブケ一党の降服とクビライの勝利を確実にさせた（1266年にはアリクブケ没する）。
1264年、クビライはアリクブケの降服によって帝国中枢の混乱を一旦収束させると、統一クリルタイの開催を帝国全土に呼び掛けた。西方のイルハン朝のフレグとジョチ・ウルスのベルケはカフカス以南での度重なる戦闘で膠着状態に陥っていたため、この呼び掛けに応じた。クビライのカアン位宣言は自己の勢力のみで行ったクーデター同然の無理矢理の即位であったため、モンゴル帝国皇帝であるカアンの即位式は、アルグ、ベルケ、フレグの三者を会してのモンゴル全王家臨席の正式なクリルタイが必要であった。

#### 諸王家の混乱
しかし、1265年2月にフレグが突如死去し、続いて1266年初めにはこれを好機としてカフカスを南進して来たベルケも陣没、チャガタイ・ウルスを支配するアルグも程なく死亡するという一連の事態によって、西アジア・中央アジア情勢は再び不穏となった。クビライは緊急措置としてイルハン朝の後継者としてフレグの長男アバカを任命し、ジョチ家の当主にはバトゥの孫モンケ・テムルを任じ、アルグにかわってチャガタイ家の当主には、第2代当主カラ・フレグとその妃オルガナとの息子ムバーラク・シャーを任命した（このオルガナはカラ・フレグの死後に当主となったアルグと再婚し、アルグの没後はチャガタイ家の監国となっていた）。この時、ムバーラク・シャーはまだ成人間もないため、クビライはカラ・フレグの甥にあたるバラクを重ねて派遣してチャガタイ家を共同統治させることにした。

#### バラクの奪権と「カイドゥ王国」の出現

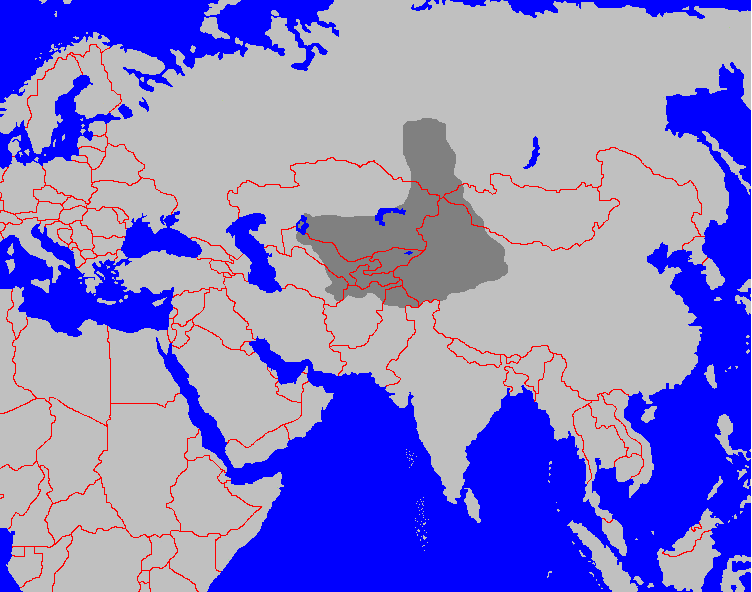
カイドゥが支配したチャガタイ・ウルスの領域

ところがムバーラク・シャーとオルガナのもとに至ると、バラクは両者を押さえてチャガタイ家の当主位を奪ってしまった。一方同じ時期にオゴデイ家の有力者カイドゥは、クビライとアリクブケのカアン位争奪の合間に、一連の混乱やモンケの粛清によってモンゴル高原から追われた王族やその他の勢力を糾合し、勢力を伸長させていた。カイドゥは度重なるクビライからの召還を口実をもうけては逃れていたが、1268年についにイミル河畔でカイドゥはクビライに対して公然と反旗を翻した。
クビライのバラク派遣はカイドゥに対する牽制もしくは屈服させる意味合いが強かったが、チャガタイ家の当主位を奪ったバラクはこれに反してこのオゴデイ家の有力者カイドゥと協定を結び、ブハラやサマルカンドをはじめとするモンゴル皇帝直轄であったマー・ワラー・アンナフルの諸都市を接収した。しかし、程なくその配分を巡って徐々に対立を深めていく。一方、チンギス・カンのホラズム・シャー朝征討以来マー・ワラー・アンナフルに多くの権益を有していたジョチ・ウルスでは、新当主モンケ・テムルがこれらカイドゥとバラクの動静を強く警戒し、カイドゥに対して一軍を派遣してこれを牽制した。カイドゥはモンケ・テムル側と和平を結び、逆にバラクに対してジョチ・ウルス左翼の統帥であるオルダ家当主のコニチ以下5万騎の援軍をもって破った。
この戦いに敗退したバラクはチャガタイ家に約束された中央アジアの取り分を主張し、カイドゥ側の王族たちを説得してクリルタイの開催を訴えた。こうして1269年にジョチ・ウルスの代表者でベルケの次弟ベルケチェルらの臨席の下、カイドゥとバラク側の王族たちは会盟して中央アジアのカアン領を3王家の間で分割した。バラクがマー・ワラー・アンナフルの3分の2、残り3分の1はモンケ・テムルとカイドゥが分割するという取り決めで、なお不足するバラクの分はアムダリヤ川を超えてイルハン朝のアバカが治めるイラン地域を奪取することになり、1269年秋にバラクはカイドゥ側の王族たちを引き連れてアムダリヤを渡ってホラーサーン地方へ侵攻した。ジョチ・ウルスはクビライ側と事を構えるつもりはなかったようであったが、現実に中央アジアを支配下に置いているのはカイドゥ率いるオゴデイ家と、チャガタイ家およびクビライの派遣した中央アジア遠征軍を指揮したバラクであったので、マー・ワラー・アンナフルの利権を守るためバラク側の要求に応じざるを得なかったのではないかと、現在では考えられている。しかし、途中でバラクは彼らオゴデイ家の人々と不和になり、加えて1270年7月20日、ヘラート近郊のカラ・スゥの地でアゼルバイジャン地方から迎撃に出たアバカ軍の総攻撃に逢い（カラ・スゥ平原の戦い）、大敗北した。アバカはカラスウの勝利ののち1270年11月7日にクビライからの使節団によって正式にイラン地域の支配を認めた王冠、封冊の賜衣、封冊書を拝領し、加えてジョチ・ウルスのモンケ・テムルからもハヤブサなどの祝賀の献上品を受領して、イランにおけるフレグ家の支配がモンゴル皇帝とジョチ家という二大勢力から正式に認証されることとなった。

### 国号をダイオン・イェケ・モンゴル・ウルスに改称

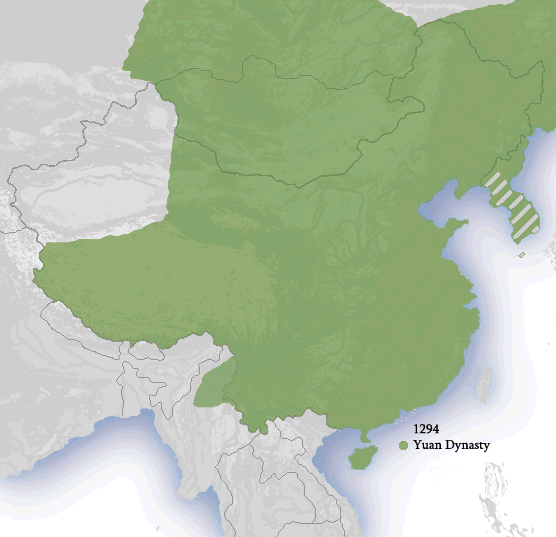
大元ウルスの版図

1271年、クビライはカアンの支配する国の国号を「大元大モンゴル国（ダイオン・イェケ・モンゴル・ウルス）」と改めた。さらに1271年にはブハラまで敗走したバラクが急死してカイドゥが中央アジアの最有力者となった。1274年には日本に遠征した（元寇）。1276年にクビライは南宋の首都杭州を降して肥沃な江南を支配下においた。
1282年に即位したバラクの遺児ドゥアやクビライに対して反乱を起こしたアリクブケの遺児メリク・テムルらはカイドゥの庇護下に入った。中央アジアに誕生したこの勢力はカイドゥ王国などと呼ばれる。
カイドゥはクビライの元と真っ向から対立し、モンゴリアおよび中央アジアの支配を巡って長く抗争を続けるが、1301年に行われたテケリクの戦いで負った傷によって亡くなった。カイドゥの死をもってカイドゥ王国の有力者となったドゥアはカイドゥの遺児チャパルを説いて、時の君主であるクビライの孫テムルに和睦を申し出た。続いてドゥアは元と結んでチャパルを追放、オゴデイ・ウルスをチャガタイ・ウルスに併合し、カイドゥの王国は中央アジアを支配するチャガタイ・ハンに変貌する。
こうしてモンケの死より40年以上にわたった内部抗争は終結し、モンゴル帝国は東アジアの宗主国大元ウルス（元朝）、中央アジアのチャガタイ・ウルス（中央ハン国）、キプチャク草原のジョチ・ウルス、西アジアのフレグ・ウルス（イルハン朝）という、元を盟主とする緩やかな連合国家に再編された。

### 繁栄と解体

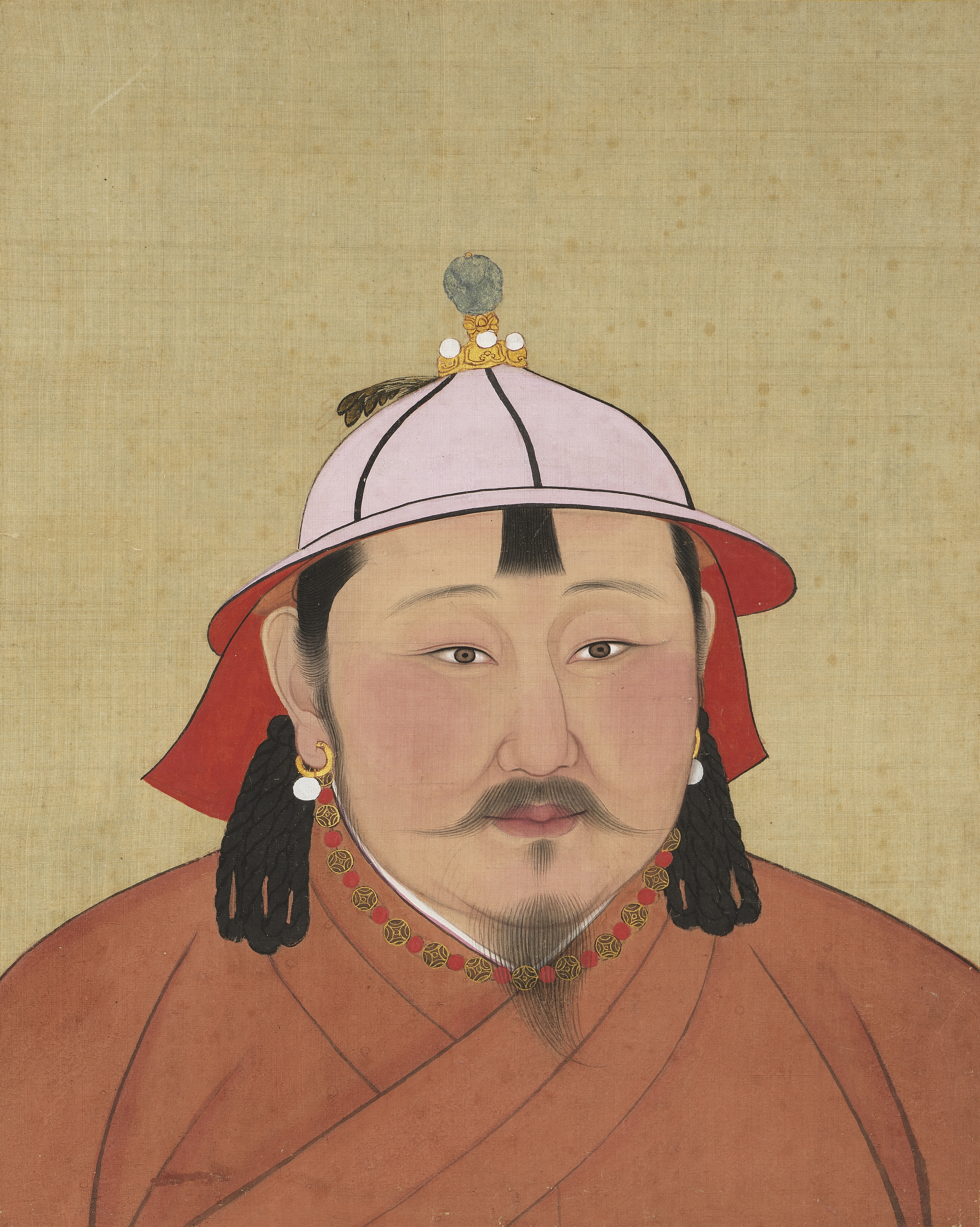
第6代皇帝テムル

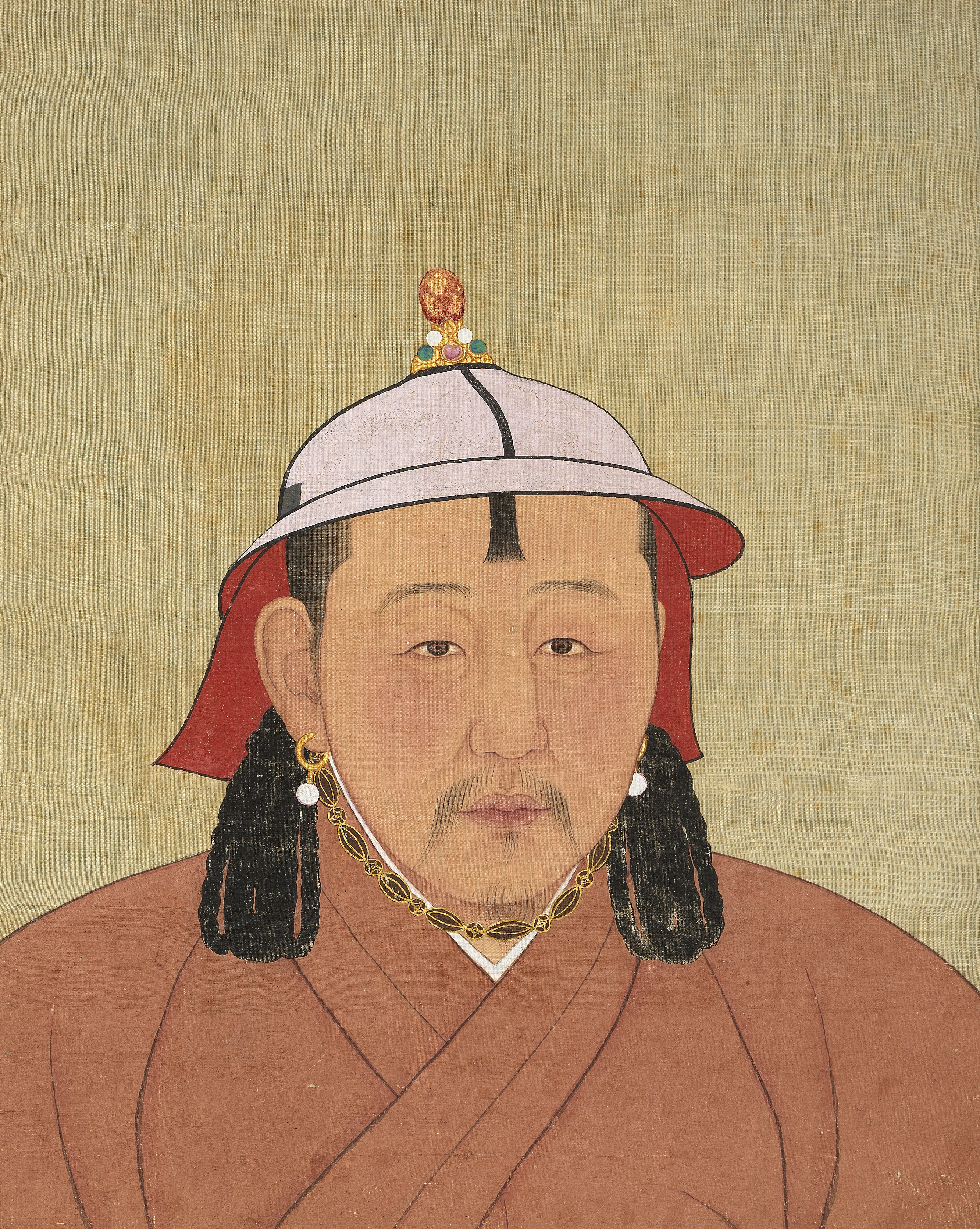
第7代皇帝カイシャン

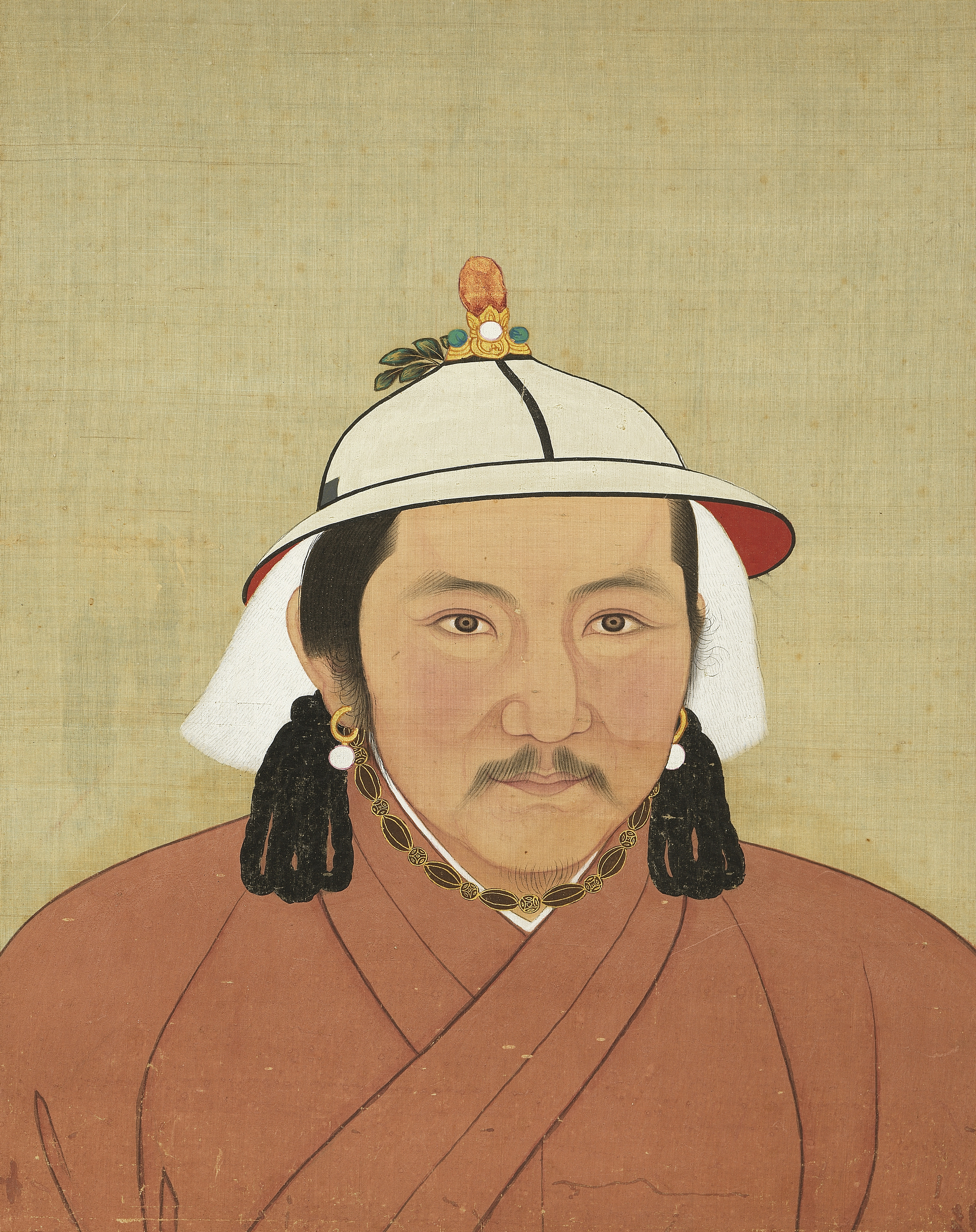
第12代皇帝トク・テムル

モンゴル帝国の再編とともに、ユーラシア大陸全域を覆う平和の時代が訪れ、陸路と海路には様々な人々が自由に行き交う時代が生まれた。モンゴルは関税を撤廃して商業を振興したので国際交易が隆盛し、モンゴルに征服されなかった日本や東南アジア、インド、エジプトまでもが海路を通じて交易のネットワークに取り込まれた。後年この繁栄の時代をパクス・モンゴリカ（あるいはパクス・タタリカ）と呼んでいる。
しかし、元では1307年の第６代カアンのテムルの死後、皇后ブルガンはアナンダを擁立しようとしたが、テムルの兄ダルマバラの夫人ダギがクーデターを決行し、息子のカイシャン（クルク・カアン）を第７代カアン位に据えた。
1311年のカイシャンの死後、第８代カアンに弟のアユルバルワダ（ブヤント・カアン）が即位するが、カイシャンとアユルバルワダの母であるダギがカイシャンの側近を追放して実権を握った。
1320年にアユルバルワダが崩御すると、子のシデバラが第9代カアン（ゲゲーン・カアン）に即位する。1322年にダギが死去すると、翌1323年に御史大夫テクシ旗下のアスト衛兵にシデバラが暗殺された南坡の変が起こってからは、君主位を巡る対立と抗争が相次ぎ、次々に君主が交代して王朝の安定が失われていった。さらにモンゴル諸政権の安定にとどめを刺したのはペストの大流行をはじめとする疫病と天災の続発であった（参照：ペストの歴史#中世の黒死病）。
1323年、御史大夫テクシによって晋王（ジノン）家のイェスン・テムルが第10代カアンに擁立された。イェスン・テムルの治世では地震、豪雨、旱魃、蝗害に見舞われる。1324年には皆既日食と彗星が観測され、中国人とモンゴル人の間に大きな不安を引き起こした。イェスン・テムルは1328年に崩御した。イェスン・テムルの死後、まだ幼い皇太子アリギバが第11代カアンに立てられたが、カイシャンの遺児を支持する党派はアリギバの即位に反対して挙兵、同年9月に懐王トク・テムルが大都に迎え入れられ、アリギバに対抗してカアン（第12代）を称した。アリギバを擁する左丞相ダウラト・シャーはトク・テムルを擁した右丞相エル・テムルによって攻め込まれて敗北し、アリギバもその最中に没した。
翌年（1329年）、トク・テムルの兄コシラがアルタイ山脈の西から戻ってきたため、トク・テムルはカアン位をコシラに譲った。しかし、右丞相エル・テムルら大都のトク・テムルを擁立して政権の中枢を掌握した人々は、コシラが即位すればコシラの側近やモンゴル高原の遊牧貴族たちに政権を奪われることを恐れたためコシラを殺害。再びトク・テムルが復位した。1332年トク・テムルが崩御すると、コシラの次男イリンジバルが7歳で第14代カアンに擁立されたが、わずか43日の在位で急逝してしまう。
ドゥアの子が相次いで当主に立っていたチャガタイ・ウルスは、1334年の当主タルマシリンの死後、東西に分裂した。イルハン朝では1335年にアブー・サイードが没した後に後継者争いの末にフレグの王統が断絶、ジョチ・ウルスでは1359年に左翼諸家の当主オルダ家に続いてジョチ家宗家であるバトゥの王統が断絶し、傍系の王子たちを擁立する有力者同士の争いが起こって急速に分裂していった。
大元ウルスでも1351年に起こった紅巾の乱によって経済の中心地であった江南を失い、1368年、ついに紅巾党の首領のひとりであった朱元璋の立てた明によって中国を追われた。北元と呼ばれるようになった元はモンゴリアに拠って明への抵抗を続けるが、1388年にクビライ王統最後のカアン、第17代トグス・テムルが内紛により殺害され、かつてモンゴル帝国を構成した諸部族は分裂した。

### 北元（韃靼）の時代

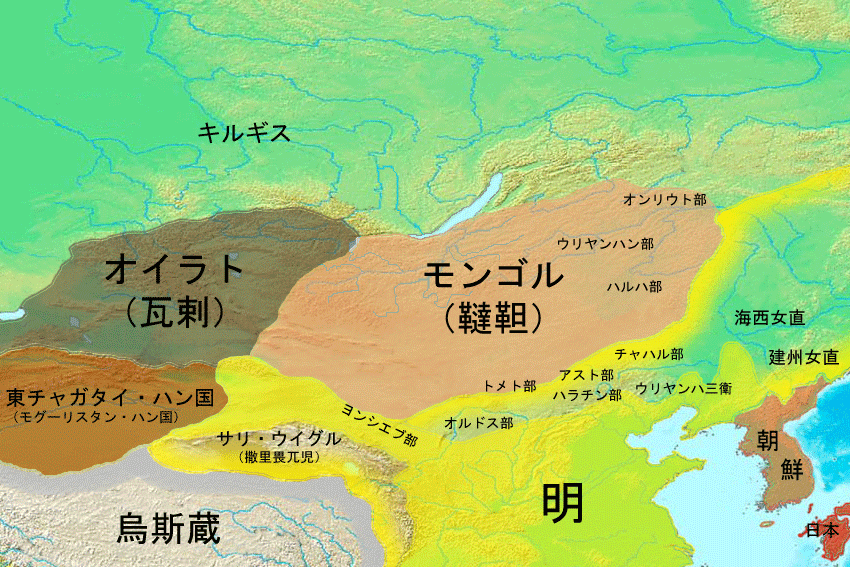
15世紀の東アジア諸国と北方諸民族。

モンゴル帝国が中国を追われ、モンゴル高原に後退した政権を明では「韃靼 dádá」と呼んだが、あくまでモンゴル側の国号は「大元大モンゴル国」のままである。
第17代ウスハル・ハーン（トグス・テムル）を殺害して、第18代皇帝（ハーン）に即位したのはクビライ家ではなく、アリクブケ家のイェスデル（ジョリクト・ハーン）であった。このジョリクト・ハーンを支援したのはアリクブケ派のオイラト部族であった。また、オイラトをはじめ、ケレヌート（旧ケレイト）、チョロース（旧ナイマン）、バルグトは「四（ドルベン）オイラト」と呼ばれ、以後の北元において強い権限を持つようになる。四オイラトに対し、モンゴル側を「四十（ドチン）モンゴル」と呼ぶ。
このころの北元では四オイラトによるハーンの廃立が頻繁に起き、明の永楽帝による侵攻も頻繁にあって混乱を極める。そんな中台頭してきたのがオイラトのトゴン・タイシ、エセン・タイシ父子であり、彼らのときに傀儡ハーンとして立てられたトクトア・ブハ（タイスン・ハーン）とともに明に侵攻し、正統帝を捕虜とする土木の変（1449年）を起こす。1453年にはトクトア・ブハを殺し、チンギス統原理を無視してエセン・タイシ自らが第29代ハーンに即位した。しかし、翌年エセン・ハーンは同じオイラトの者に殺され、オイラトの栄光は終焉する。
以後はモンゴル側のボライ・タイシやモーリハイによって実権が握られ、数年間ハーンが空位の時代が続いた。

### ダヤン・ハーンの再統一
マンドゥールン・ハーン、バヤン・モンケ・ボルフ・ハーンと続いてバトゥ・モンケが第34代ダヤン・ハーンとして即位した。即位したてのダヤン・ハーンはこれまでのハーン同様、イスマイルというモンゴルの有力者の傀儡に過ぎなかったが、成長後はイスマイルを打倒、同時に四オイラトの有力者ケシク・オロクをも打倒してハーンによる直接統治を実現した。
さらにダヤン・ハーンは自身に反抗的な右翼3トゥメン（トゥメト、オルドス、ヨンシエブ）を平定し、左翼3トゥメン（チャハル、ハルハ、ウリヤンハン）とともに6トゥメンを再編成して以後の安定的な帝国統治を実現した。

### アルタン・ハーン

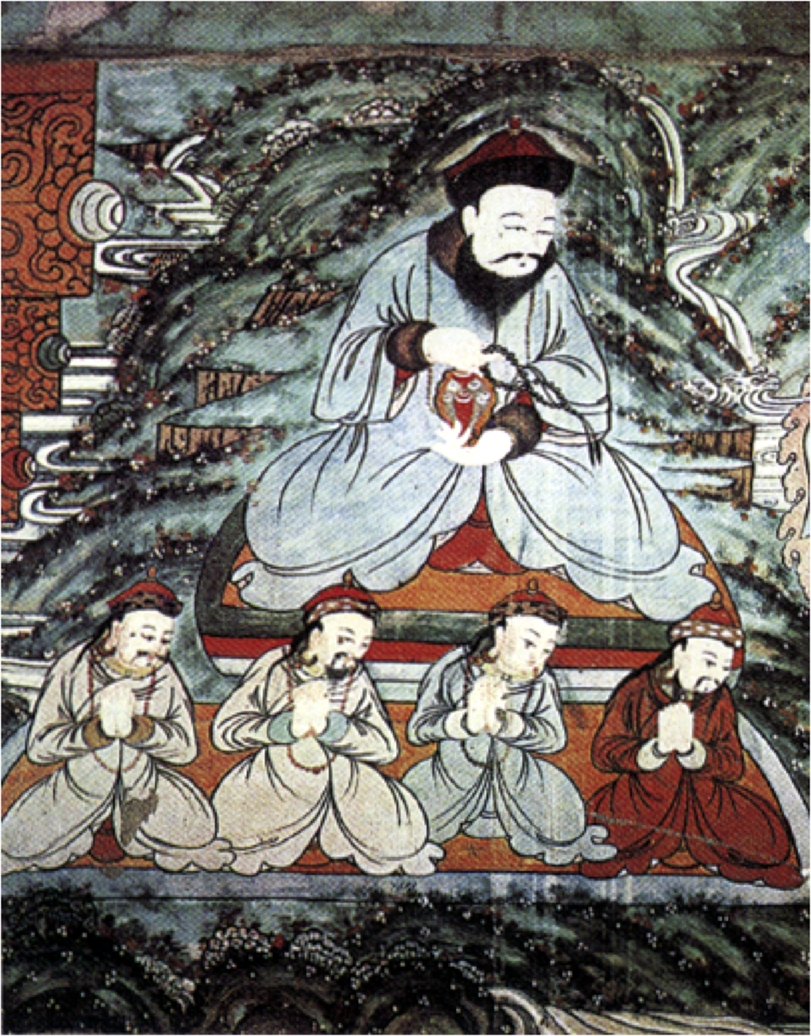
アルタン・ハーン

第36代ボディ・アラク・ハーンのとき、明遠征での功績によりダヤン・ハーンの孫でトゥメト部長であったアルタンは「トゥシェート・セチェン・ハン Tösheetü Sechen Khan」の称号を与えられ（1538年）、ハーンを補佐する次席ハーンとなり、右翼3万戸の最有力指導者となった。アルタン・ハーンはその実力から大ハーンである第37代ダライスン・ゴデン・ハーンをもしのぐ存在となり、彼の死後もハン位の乱立と部族の分裂が進み、大ハーンの権威は薄れ、大ハーンはただチャハル部を領する部族長のような存在となってしまう。

### 滅亡
1538年にアルタン・ハーンが「トゥシェート・セチェン・ハーン」となり、トゥメト部がハーンを名乗ったが、ハラチン部も「クンドゥレン・ハーン」を名乗り、1586年にはハルハ部のアバダイがチベットのダライ・ラマ3世から「ノムン・イェケ・オチル・ハーン」を授かったことにより、ハルハ左翼は「トシェート・ハーン」を名乗るようになる。また、ハルハ右翼は「ジャサクト・ハーン」を名乗るようになり、また別のハルハ左翼では「チェチェン・ハーン」を名乗り、さらにはオイラトのグーシ・ハーン、ジュンガルのガルダン・ハーンなども現れ、これまで唯一無二であったハーン（カアン）位はすっかりバラけてしまった。
そんな中、失いつつあった大ハーン位の再興をもくろんだ第40代リンダン・フトゥクト・ハーンであったが、それまで対等な関係で同盟を結んでいた他のモンゴル諸部は彼の強権を嫌い、ホルチン部においては、いち早く満洲の後金国主ヌルハチと同盟し、その息子ホンタイジ率いる後金軍が内ハルハを支配下に入れたのち、熱河まで進出する事態となった。1627年、後金国のホンタイジの圧迫を受けたリンダン・フトゥクト・ハーンは西方に移動し、1628年にハラチン、トゥメトの両ハーン家を滅ぼしてフヘ・ホト（フフホト）を占領して、河套のオルドス部を服従させ、さらに北モンゴルに勢力を伸ばした。当時、北モンゴルのハルハ部で最も強力であったのは、アバダイ・ハーンの甥のトゥメンケン・チョクト・ホンタイジで、彼はリンダン・フトゥクト・ハーンに忠誠を誓ったため、リンダン・フトゥクト・ハーンは全モンゴルをその支配下に置くことができた。
1634年、44歳のリンダン・フトゥクト・ハーンはチベット遠征に出発し、青海に入ろうとしたが、その途上シャラ・タラの草原（甘粛省武威県、永昌県方面）で病死した。その間、リンダン・フトゥクト・ハーンが不在のモンゴルでは、満洲のホンタイジ率いる後金軍がフヘ・ホトを占領し、翌年（1635年）にはリンダンの遺児エジェイが後金に降り、元朝皇帝に伝わる玉璽「制誥之宝」を後金に献上することとなった。ここに429年間続いたモンゴル帝国は滅亡した。

## 帝国の遺産
大元ウルスが北走してからも14世紀後半には東はモンゴリアの北元から西はイラクのジャライル朝まで大小さまざまなモンゴル帝国の継承政権があり、その政治・社会制度の残滓はそれよりはるか後の時代になってもユーラシアの広い地域で見られた。モンゴルを倒して漢民族王朝を復興したとされる明においてもその国制はおおむね元制の踏襲であり、例えば軍制の衛所制が元の千戸所・万戸府制（後述）の継続であることは明らかである。同じ頃、中央アジアから西アジアに至る大帝国を築き上げたティムールは、先祖がチンギス・カンに仕えた部将に遡るバルラス部の貴族出身であり、その軍隊は全く西チャガタイ・ハン国のものを継承していたのみならず、彼自身やその後継者は国家の君主を名乗らずに、名目上はチャガタイ家当主であるハン（カン）のキュレゲン（女婿）を称した。
そして、チンギス・カンの名とその血統はその後も長らく神聖な存在でありつづける（チンギス統原理）。東ヨーロッパのクリミア半島では1783年まで、中央アジアのホラズムでは1804年まで、インド亜大陸では1857年まで、王家がチンギス・カンの血を引くことを誇りとするモンゴル帝国の継承政権（クリミア・ハン国、シャイバーン朝の後裔ヒヴァ・ハン国、ティムール朝の後身ムガル帝国）が存在した。また、かつてのジョチ・ウルス東部に広がった遊牧民カザフの間ではソビエト連邦が誕生する20世紀初頭までチンギス・カンの末裔が指導者層として社会の各方面で活躍した。
また、2004年にオックスフォード大学の遺伝学研究チームの報告によると、チンギス・カンが最も遺伝子を遺した人物とし、その数はアジア・ヨーロッパを中心に1,600万人いるとされる。（しかしながら、イタリアの集団遺伝学者ルイジ・ルーカ・カヴァッリ＝スフォルツァなどは、Y染色体の広範な分布について、共通の先祖を想定することには同意出来るものの、これを歴史上のある特定の人物の子孫であると特定するには正確さを欠いている、として異議を唱えている。さらに、この研究を主導した一人であるクリス・タイラー＝スミス Chris Tyler-Smith は分布の状況と一夫多妻制に原因をもとめる見方をしているが、これに対しても、カヴァッリ＝スフォルツァはタイラー＝スミスのこの見解を「あまりに短絡的かつ扇情的」であるとして非難している）
モンゴル帝国の故地モンゴリアでは、15世紀の終わりに即位したクビライの末裔ダヤン・ハーンのもとで遊牧部族の再編が行われ、世代を重ねるごとに分家を繰り返したダヤン・ハーンの子孫たちが諸部族の領主として君臨するようになる。17世紀には満洲人の大清がダヤン・ハーンの末裔チャハル部から元の玉璽（ハスボー・タムガ）を譲り受け、大元の権威を継承して満洲・モンゴル・中国の君主となる手続きを取り、孝荘文皇后に代表されるようにボルジギン氏との婚姻も進め、新たにモンゴルの最高支配者となっている。清のもとでもダヤン・ハーンの末裔の王族たちは領主階層として君臨しつづけ、近代にもカザフのチンギス・カンの末裔たちと同様に社会の指導者層として活躍した。現在のモンゴル国や内モンゴルの国境や社会組織は清代のものを継承しており、モンゴル帝国の影響は今も間接的に残っているといえる。

## 社会制度

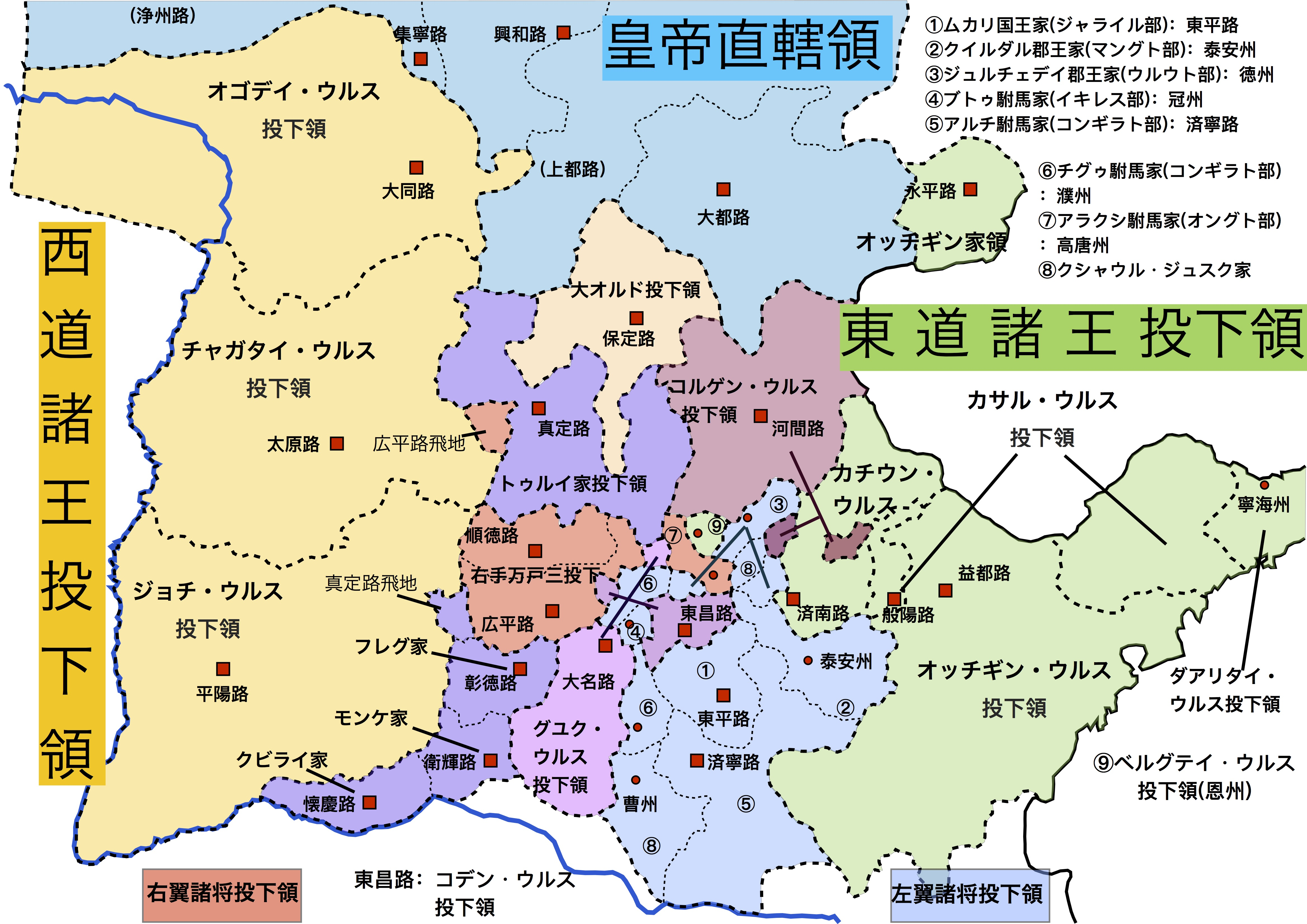
モンゴル時代の華北投下領

モンゴル帝国は匈奴以来のモンゴリアの遊牧国家の伝統に従い、支配下の遊牧民を兵政一帯の社会制度に編成した。モンゴルにおける遊牧集団の基本的な単位は千人隊（千戸）といい、1000人程度の兵士を供出可能な遊牧集団を領する将軍や部族長がその長（千人隊長、千戸長）に任命された。
千人隊の中には100人程度の兵士を供出する百人隊（百戸）、百人隊の中には10人程度の兵士を供出する十人隊（十戸）が置かれ、それぞれの長にはその所属する千人隊長の近親の有力者が指名され、十人隊長以上の遊牧戦士がモンゴル帝国の支配者層である遊牧貴族（ノヤン）となる。千人隊長のうち有力なものは複数の千人隊を束ねる万人隊長（万戸）となり、戦時には方面軍の司令官職を務めた。
チンギス・カンとその弟たちの子孫は「黄金の氏族（アルタン・ウルク）」と呼ばれ、領民（ウルス）として分与された千人隊・百人隊・十人隊集団の上に君臨する上級領主階級となり、モンゴル皇帝であるカアンは大小様々なウルスのうち最も大きい部分をもつ盟主であった。カアンや王族たちの幕営はオルドと呼ばれ、有力な后妃ごとにオルドを持つ。それぞれのオルドにはゲルン・コウン（ゲルの民）と呼ばれる領民がおり、オルドの長である皇后が管理した。
また、モンゴル帝国では征服戦争の結果得た人口・土地はその地を征服した皇族・功臣の所有物とする慣習があり、このような皇族・功臣の所有する領民領地を当時の漢文史料では「投下（モンゴル語ではアイマク）」と呼んでいた。しかし、第4代皇帝モンケ死後の混乱の中で西方の投下はジョチ家、チャガタイ家、フレグ家によって占有され、東方の大元ウルス領でのみ投下制度は本来の形で存続した。そのため、投下に関する記録は東方の漢文史料が圧倒的に多く中国内地特有の制度とみられがちであるが、本来はモンゴル帝国の征服地全体に設定されたものである。

## 行政制度
モンゴル皇帝（カアン）の宮廷にはケシクと呼ばれる皇帝の側臣が仕え、彼らは親衛隊を務めるとともにケシクテン（kešigten）、ケシクテイと呼ばれる家政機関を構成した。ケシクはコルチ（箭筒士）、ウルドゥチ（太刀持ち）、シバウチ（鷹匠）、ビチクチ（書記官）、バルガチ（門衛）、バウルチ（料理番）、ダラチ（掌酒係）、ウラチ（車係）、モリチ（馬係）、スクルチ（衣装係）、テメチ（駱駝飼い）、コニチ（羊飼い）など様々な職制に分かれ、ノヤン（貴族）の子弟や、カアンに個人的に取り立てられた者が属した。この家政制度は他のジョチ家やトルイ家等の王家にも存在し、これらの職種を担ったケシクたちは各王家の当主であるカン（ハン）たちに近侍してウルスにおける諸事を司った。
モンゴル帝国の王侯の軍勢は、チンギス・カン以来、本営である中軍（コル qol ）を中心に、右翼（バラウン・ガル bara'un qar ）・左翼（ジャウン・ガル ja'un qar ）の「三翼構造」を基本としていた。チンギス・カンは1206年の即位以降、129の千戸隊（ミンガン minqan/minγan ）に分ち、自らの本営である大中軍（yeke qol ）を中心とする中軍・腹裏（qol, qol-un ulus ）を中核として、右翼（バラウン・ガル bara'un qar ）をジョチ、チャガタイ、オゴデイらを自らの子息たちを配し、左翼（ジャウン・ガル ja'un qar ）はジョチ・カサル、カチウン（およびその嗣子アルチダイ）、テムゲ・オッチギンら実弟たちのいわゆる「東方三王家」を配した。これらがチンギス・カンより分与された諸千戸隊および牧草地・諸領地（yurt）を統括しておのおのウルス（ulus）を形成し、なおかつモンゴル帝国全体の領域を構成していた。（トルイ自身のウルスがどこに配されていたかがモンゴル帝国研究史上の問題となっており、『集史』等ではチンギス・カンの遺言によりトルイには129の千戸隊のうち101の千戸隊が分与された事が述べられているが、チンギス・カン存命中のトルイ自身が分与・保有していた千戸隊の規模については詳らかではない）
チンギス・カンの本営の場合、『集史』チンギス・カン紀の「チンギス・カンの軍団」の条ではチンギス・カンの中軍（qūl）は「チンギス・カン直属の千戸隊（hazāra-yi khāṣṣ-i Chīnkkīz Khān）」と説明されており、この「チンギス・カン直属の千戸隊」を構成した百戸長（amīr-i ṣada）たちのうち8名を列記している。『元朝秘史』では、夜間勤務の1千の「宿衛（kebte'ül）」、公務時の昼間勤務の「箭筒士（qorči）」が1千、「侍衛（turqa'ud）」8千があって、併せて1万人が親衛隊・ケシク（kešigten）を構成していたといい（巻9 §224）、チンギス・カンを中心として「宿衛（kebte'ül）」「箭筒士（qorči）」「侍衛（turqa'ud）」から構成されるモンゴル帝国の中枢（であるチンギス・カン直属の千戸隊群）が「大中軍（yeke qol）」と称されていたようである（巻7 § 170）。
モンゴル帝国は遊牧民の連合国家ではあるが、中央政府や占領地の統治機関は皇帝の直轄支配下に置かれるので、これらはケシクからの出向者によって形成された。中央ではケシク内のモンゴル貴族から任命されたジャルグチ（断事官）が置かれ、行政実務や訴訟を担当した。その頂点に立つのが大断事官（イェケ・ジャルグチ）で、最初の大断事官はチンギス・カンの妻ボルテの養子シギ・クトクが務めた。地方では多くがモンゴル人から任命されるダルガチ（監督官）が都市ごとに置かれ、占領地の統治を管掌した。
そして、実務においてジャルグチやダルガチを助け、末端の文書・財務行政を担う重要な役職がビチクチ（書記官）である。ビチクチは占領地の現地の言語に通じている必要があるので、漢民族、西夏人、契丹人、女真人などの漢人や、ウイグル人、ムスリム（イスラム教徒）などの色目人出身者が数多く参入した。
モンゴル皇帝であるカアンに仕えるビチクチたちはケシクの一員として主君の側近に仕え、被支配者に対する命令である勅令（ジャルリグ）を記録、翻訳し文書によって発給した。中央から発せられた命令はジャムチと呼ばれる駅伝制によって1日100km以上もの速さで帝国の幹線路を進み、すみやかに帝国細部にまで行き届かせることができた。
さらに、モンゴル帝国は皇帝のみならず、王族や貴族、皇后のオルドにもケシクに準じる組織があり、その将校、領民や出入りの商人に至るまで様々な出自の者が仕えた。彼らの小宮廷にも皇帝と同じような行政機関が生まれ、言葉（ウゲ）と呼ばれる命令を発する権力をもった。また、14世紀の初め頃までは王族たちは自分の所領として分与された定住地帯の都市や農村に自分の宮廷からダルガチや徴税吏を派遣し、その地方行政に関与していた。

## 軍事制度
モンゴル帝国の軍隊は、十進法単位で編成された万人隊（テュメン Tümen ）・千人隊（ミンガン minqan/minγan ）・百人隊（ジャウン ja'un/jaγun ）・十人隊（ハルバン harban またはアルバン arban ）に基づいて形成される。千人隊（ミンガン）は遊牧民の社会単位でもあり、日常から各隊は長の帳幕（ゲル）を中心に部下のゲルが集まって円陣を組むクリエン（küre'en）という社会形態をつくって遊牧生活を送った。彼らは遊牧を共同してを行うとともに、ときに集団で巻狩を行い、団結と規律を高めた。
遠征の実施が決定されると、千人隊単位で一定の兵数の供出が割り当てられ、各兵士は自弁で馬と武具、食料から軍中の日用道具までの一切を用意した。軍団は厳格な上下関係に基づき、兵士は所属する十人隊の長に、十人隊長は所属する百人隊の長に、百人隊長は所属する千人隊の長に絶対服従を求められ、千人隊長は自身を支配するカアンや王族、万人隊長の指示に従う義務を負った。軍規違反に対しては過酷な刑罰が科せられ、革袋に詰めて馬で生きたまま平らになるまで踏みつぶしたり生きたまま釜ゆでにしたりすることもあったという。（反逆した諸将が斬首される例も多くあるため、一律このような処刑法が採られた訳では無い）
このように、モンゴル軍の主力となる軍隊は本来が遊牧民であり遊牧生活を基本としていたので、放牧に適さない南方の多湿地帯や西アジアの砂漠地帯や水上の戦闘では、これを補うためルーシ、アナトリア、イラク、イラン、中央アジア、キプチャク草原、中国などの被支配民族である定住民から適宜徴募した兵士の割合が増加した。
被支配民族の軍は、東アジアの元の場合では、世襲の農地と免税特権を与えられた軍戸に所属する者から徴募された。その軍制は遊牧民による千戸制の仕組みを定住民にあてはめたものであり、軍戸は百戸所、千戸所と呼ばれる集団単位にまとめられ、ある地方に存在する複数の千戸所は万戸府に統括される。兵士の軍役は軍戸数戸ごとに1人が割り当てられ、兵士を出さなかった戸が奥魯（アウルク、後方隊の意）となってその武器や食料をまかなった。

### 編成

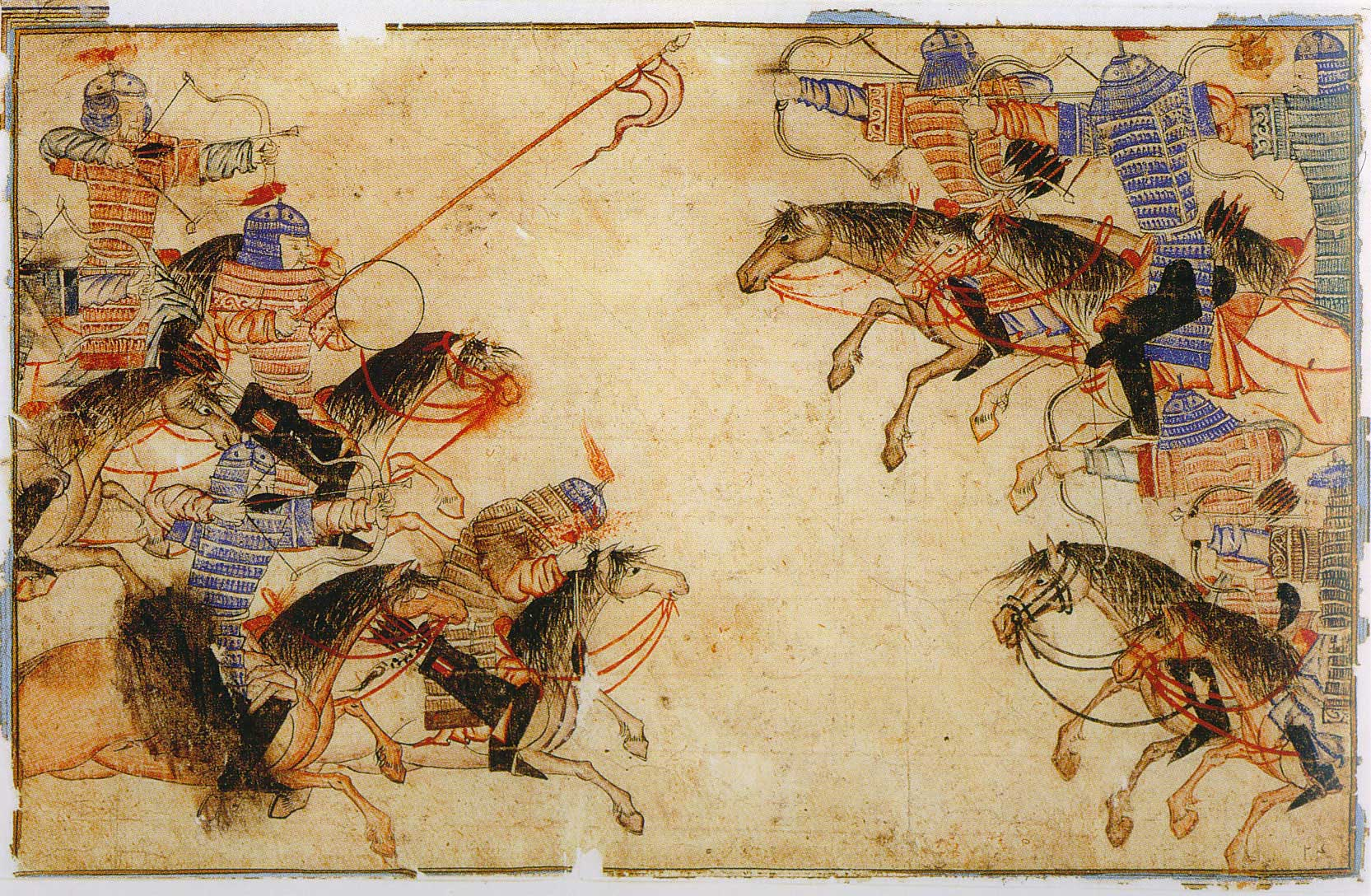
モンゴル系の騎馬部隊同士の会戦（『集史』ベルリン州立図書館蔵本）

モンゴル帝国の王侯の軍勢は、上述のようにチンギス・カン以来、右翼（バルウン・ガル bara'un qar ）・中軍（コル qol ）・左翼（ジャウン・ガル ja'un qar ）の三軍団に分けられ、この「三翼構造」を基本としていた。中軍の中にもそれぞれの右翼と左翼があった。これはモンゴリアにおける平常の遊牧形態を基本としており、中央のカアンが南を向いた状態で西部にある遊牧集団が右翼、東部にある遊牧集団が左翼となる。また、おのおのの軍団は先鋒隊（アルギンチ arginc ）、中軍（コル qol ）、後方輜重隊（アウルク a'uruq/aγuruq ）の三部隊に分けられた。
先鋒隊は機動力に優れた軽装の騎兵中心で編成され、前線の哨戒や遭遇した敵軍の粉砕を目的とする。中軍は先鋒隊が戦力を無力化した後に戦闘地域に入り、拠点の制圧や残存勢力の掃討、そして戦利品の略奪を行う。全軍の最後には、後方隊が家畜の放牧を行いながらゆっくりと後に続き、前線を後方から支えた。後方隊は兵士たちの家族など非戦闘員を擁し、征服が進むと制圧の完了した地域の後方拠点に待機してモンゴリア本土にいたときとほとんど変わらない遊牧生活を送る。前線の部隊は一定の軍事活動が済むといったん後方隊の待つ後方に戻り、補給を受けることができた。部隊の間には騎馬の伝令が行き交い、王族・貴族であっても伝令に会えば道を譲るよう定められた。
個々の兵士は全員が騎馬兵であり、速力が高く射程の長い複合弓を主武器とした。遊牧民は幼少の頃から馬上で弓を射ることに慣れ、強力な弓騎兵となった。兵士は遠征にあたって1人あたり7〜8頭の馬を連れ、頻繁に乗り換えることで驚異的な行軍速度を誇り、軽装騎兵であれば1日70kmを走破することができた（中世ヨーロッパの歩兵の行軍速度は一日20km）。また、衰え弱った馬を解体して食糧（肉、内臓、血）、武器（骨、腱）、衣類（毛皮）と徹底的に利用したため、編成や食糧調達に長い時間を割かれる心配が少なかった。

### 戦闘

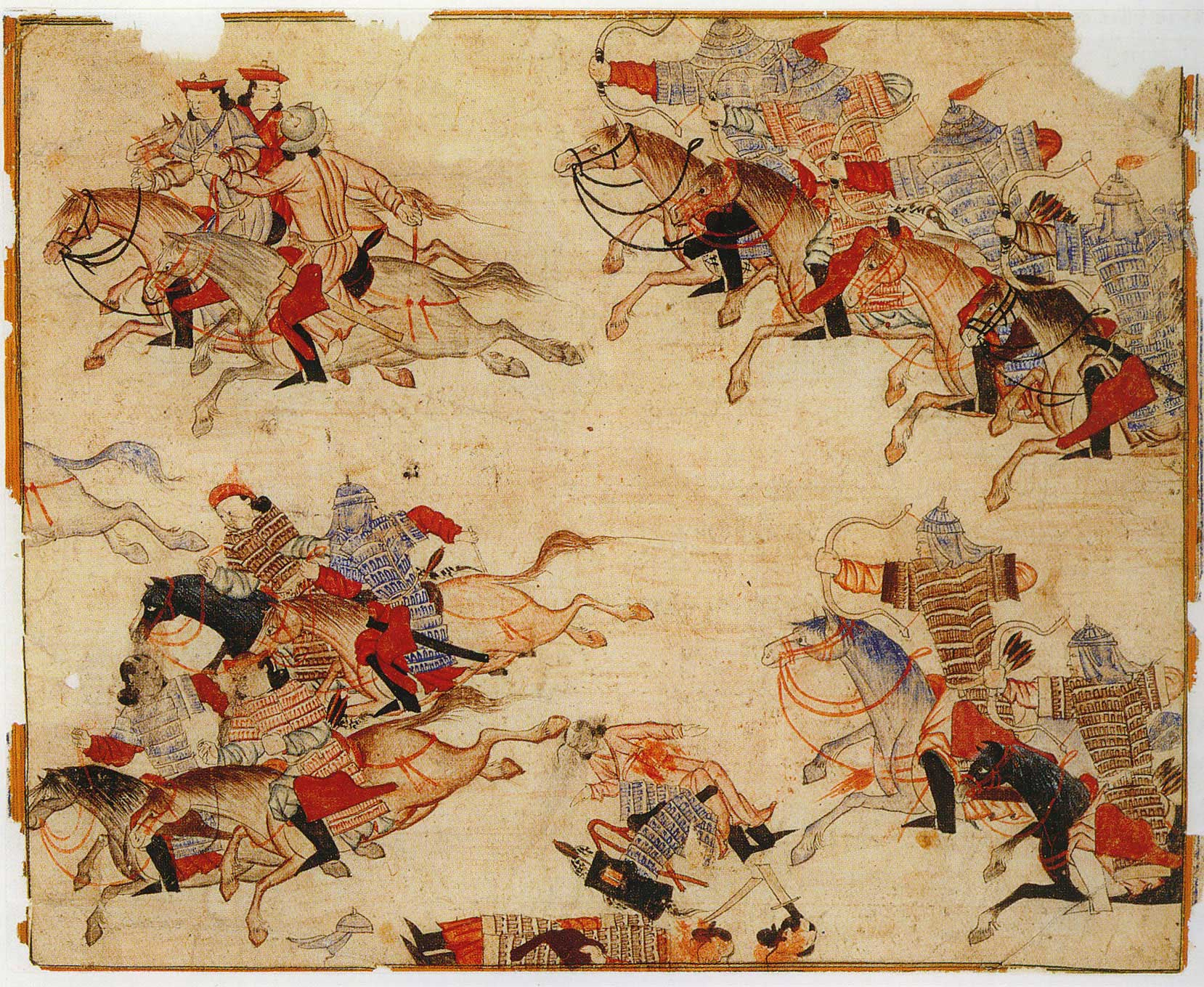
モンゴル系の騎馬兵による追撃戦（『集史』ベルリン州立図書館蔵本）

戦闘では匈奴以来の伝統を引き継ぎ、弓矢と最低限の防具・刀剣で武装した主力の軽装騎兵により敵を遠巻きにしつつ矢を射て白兵戦を避け敵を損耗させた。また、離れた敵を引き寄せて陣形を崩させるために偽装退却もよくとられた。弓の攻撃で敵軍が混乱すると、全身甲冑を着け刀剣（サーベル）、鎚矛（メイス）、戦斧、槍を手にした重装騎兵を先頭に突撃が行われ、敵軍を潰走させた。
追撃の際、兵士が戦利品の略奪に走ると逆襲を受ける危険があったことから、チンギス・カンは戦利品は追撃の後に中軍の制圧部隊が回収し、各千人隊が拠出した兵士の数に応じて公平に分配するよう定めた。
攻城戦はモンゴリアにほとんど都市が存在しないため得意でなかったが、中国や中央アジアの先進的技術と技術者を取り込み対応した。金に対する遠征では、漢人やムスリムの技術者を集め、梯子や楯、土嚢などの攻城兵器が導入され、中央アジア遠征では中国人を主体とする工兵部隊を編成して水攻め、対塁建築、掘り崩し、火薬による破壊といった攻城技術を取り入れた。中央アジア遠征ではサマルカンドで火炎兵器の投擲機、カタパルト式投石機などの最新鋭の城攻兵器の技術を入手するが、これらはホラズムやホラーサーンの諸都市に対する攻撃で早くも使われた。
攻城にあたってはあらかじめ降伏勧告を発し、抵抗した都市は攻略された後に他都市への見せしめのために略奪された。特に、降伏勧告のために派遣した使者が殺害されたり包囲中に主要な将軍が戦死した場合など、報復として降伏した後でも住人が虐殺される例もまま見られた。例えば中央アジアの都市バナーカトの場合、包囲戦ののちモンゴル側に降伏するが、住民は都市外へ連れ出されると、カンクリ部族の守備部隊は住民たちと分離されて全て剣や弓矢で殺害された。市内の職人たちは戦利品として記録された後、戦渦の報償として戦闘に当たったモンゴルの部隊に分配された。戦闘に従事出来そうな壮年や若者たちは、部隊の転戦先で包囲用の戦力として投入されたという。
また、『世界征服者史』に載るチンギス・カンがブハラを制圧する直前のブハラの郊外にあった村落ヌールでの事例によると、のちに初代カシミール鎮守軍司令となるコンゴタン部族出身の将軍タイル・バアトルはこれに降伏勧告を行い、降伏に従った場合の生命の安全と抵抗した場合の報復を伝えた。住民たちは度重なる使者の到来の結果チンギス・カンのもとに献上品を携えて代表者を送り降伏を申し出た。これに応じてスベエデイが派遣され、住民に対してモンゴル軍は住民の生命を保証し家畜、農具は奪わないことを明言したが、住民にはその他の一切の物を携帯せずに村落の外に出ることを命じた。村落が明け渡されるとモンゴル兵によってこれは掠奪された。チンギス・カンがヌール村にやってくると、ホラズム・シャー朝の君主にどれだけの租税を納めていたのか尋ねたところ、住人たちは1,500ディーナールであると答えた。そのため、チンギス・カンはその金額を自らの前衛軍に納付することを命じ、これ以上は徴収しないと保証した、と伝えている。ヌール村に課された租税については、婦女子たちの耳環だけでたちまちその半分の額（750ディーナール）が集まったという。
その攻撃は熾烈を極めチンギス・カンの中央アジア遠征のとき、バーミヤーン、バルフなどの古代都市はほとんど壊滅してその後も再建されず歴史上から姿を消す。反対に降伏した都市に対しては法外でない程度の税金を納めさせ、モンゴルへの臣従を迫り、モンゴル帝国の監察官（ダルガチ）を置く以外は以前と変わらない統治を許しており、住民の宗教に対しても基本的に干渉せず寛容政策を取った。

### 情報戦略

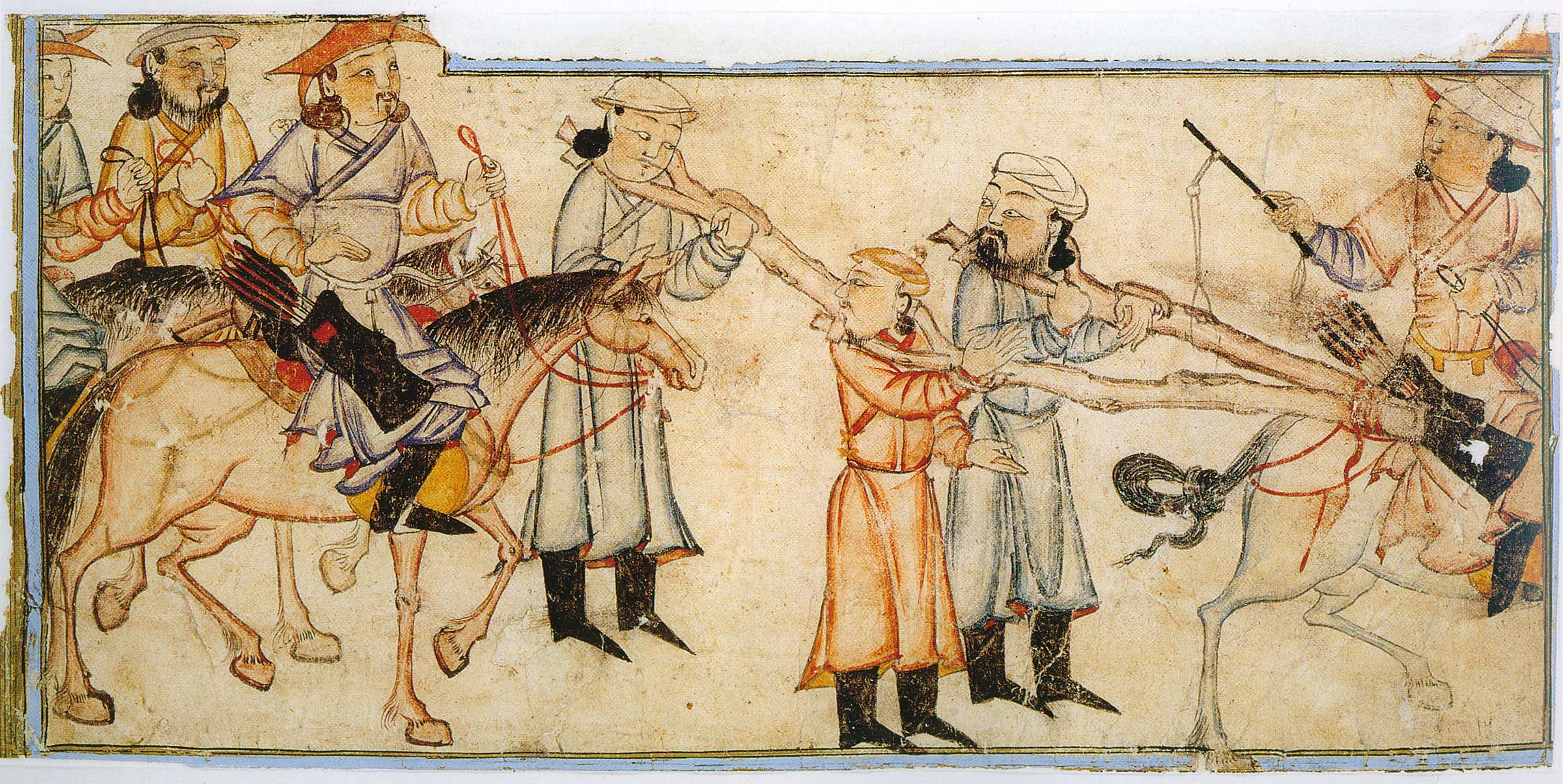
モンゴル王侯に連行される虜囚（『集史』ベルリン州立図書館蔵本）

モンゴル軍の遠征における組織だった軍事行動を支えるためには、敵情の綿密な分析に基づく綿密な作戦計画の策定が必要であり、モンゴルは遠征に先立ってあらかじめ情報を収集した。実戦においても先鋒隊がさらに前方に斥候や哨戒部隊を進めて敵襲に備えるなど、きわめて情報収集に力がいれられる。また、中央アジア遠征ではあらかじめモンゴルに帰服していた中央アジア出身のムスリム商人、ヨーロッパ遠征では母国を追われて東方に亡命したイングランド貴族が斥候に加わり、情報提供や案内役を務めていたことがわかっている。
チンギス・カンの中央アジア遠征の場合、連戦連勝で進んだモンゴル軍はアム川を越えてホラーサーン、アフガニスタンに入るとしばしば敗戦も喫し、無思慮な破壊や虐殺が目立つようになるが、これはホラズム・シャー朝があまりにも急速に崩壊したためにイラン高原以東の展開については事前の作戦計画が立てられないまま戦線を拡大してしまったためと考えられている。
中央アジアの諸都市ではそれぞれで数十万人の住民が虐殺されたとされ、バトゥのヨーロッパ遠征で滅ぼされたルーシの中心都市キエフは陥落後10年経っても人間の姿が見られなかったという。モンゴル軍の残虐さを物語る逸話はユーラシアの各地に数多く残る。日本に対する遠征（元寇）での例では、建治元年（1275年）に書かれた日蓮書簡によれば文永の役において対馬の住民が捕虜となった際に捕らえられた女たちは手に穴を空けられそれに綱を通されて船の側壁にゆわえ付けられたと伝えている。しかし、中央アジアではこの時代のオアシス都市の人口規模としてはありえない数十万人の住民が殺害されたと記録されてしまっており、なおかつそうした都市がしばしばモンゴル帝国統治下で大人口のもと繁栄を続けていることが確認されている。日蓮が伝える文永の役での対馬や壱岐の捕虜の話も、日蓮の建治年間以降の書簡では文永の役での戦渦を語る際に住民が虜囚となって連行されたことは触れられるものの、「手につなを通し」というショッキングな内容にもかかわらず文面に表れなくなり、実際にそのような捕虜の生命や価値を損ねる行為がされたのか疑問視されている。日蓮が不確かな情報を仄聞して記録した可能性もあると考えられている。
現代では抵抗した住民を皆殺しにするというモンゴル軍のイメージは、戦わずして敵を降伏させるためにモンゴル側で積極的に宣伝された情報戦術のひとつだったのではないか、とする分析もあり、言い伝えや歴史記録には大きな誇張が含まれるとされている。実際モンゴル軍は降伏した都市に対しては大抵以前の統治を容認し、モンゴルへの臣従と税金の納入、モンゴル帝国の監察官の配置を求めるぐらいしかしなかった。また服従した吉里迷から骨嵬が侵入しているとの訴えにより樺太へ侵攻するなど属国を保護するために度々遠征を行っている。

## 経済
モンゴル帝国は、先行する遊牧国家と同様に、商業ルートを抑えて国際商業を管理し、経済を活性化させて支配者に利益をあげることを目指す重商主義的な政策をとった。内陸の国や港湾国家は一般に、通過する財貨に関税をかけて国際交易の利益を吸い上げようとするが、モンゴル帝国は商品の最終売却地でのみ商品価格の三十分の一の売却税をかけるように税制を改めた。ジャムチには宿泊施設も整備、安全な交易体制の維持に務めた。ウイグル商人らの間では既に紙幣的なものを使っていたが、南宋を得たのをきっかけに価値が小さいために重くて不便であった銅の宋銭に対し、国家レベルとして初めて紙幣を発行、銀と交換できるとし、流通量も調整し価値を保った。
遊牧民は生活において交易活動が欠かせないため、モンゴル高原には古くからウイグル人やムスリムの商人さらにはヨーロッパ商人も入り込んでいたが、モンゴル帝国の支配者層は彼らを統治下に入れると彼らのオルトク（仲間と言った意味を持つ）と呼ばれる共同事業組織に出資して利益を得た。彼らの一部は元に登用され、財務・経済の助言を得たり、国営工場の経営にあたらせた。占領地の税務行政が銀の取り立てに特化したのも、国際通貨である銀を獲得して国際商業への投資に振り向けるためである。モンゴル帝国の征服がもたらしたジャムチの整備とユーラシア大陸全域を覆う平和も国際商業の振興に役立った。高級織物・宝石・香辛料が主な商品となった。
モンゴル帝国の拡大とともにユーラシアを横断する使節、商人、旅行者の数も増加し、プラノ・カルピニ、ジョヴァンニ・ダ・モンテコルヴィーノ、マルコ・ポーロ、イブン＝バットゥータなどの著名な旅行家たちがあらわれる。クビライの頃には世界一の経済力を持っていたとみられる。

## 文化
モンゴル部族の伝来の宗教は素朴な天に対する信仰を基礎としたシャーマニズムであり、かつ仏教やネストリウス派のキリスト教、イスラム教を信仰する人々とも古くから接してきたため、神を信じる宗教を平等に扱った。このことからモンゴル帝国に服属した宗教教団は保護が与えられて宗教上の自治を享受することとなった（もっとも民衆を扇動してモンゴル帝国への謀反を企てるような宗教集団は別）。また、モンゴル高原を遠く離れて各地を支配したモンゴルの王侯たちは、支配者層ではあったが、人口の上では少数派であったため、現地の文化を徐々に取り入れ、現地の宗教に帰依することも多い。ジョチ・ウルスやクリミア・ハン国ではイスラム教が広がり、ウズベク・ハンなどはイスラム教に帰依した。
モンゴルはチンギス・カンの勅令・ジャサク（ヤサ）と呼ばれる遊牧民の慣習法とチンギス・カンの勅令・訓言を律法として固く守り、少数支配者であってもモンゴルの社会制度を維持した。14世紀に入ると、モンゴル人たちは次第に東方ではチベット仏教、西方ではイスラム教を受け入れていくが、チンギス・カンのジャサクに基づく社会制度は極力維持され、宗教的な寛容は保たれた。
実用に役立つ異文化の摂取については排他性が薄く、学術や技術の東西交流を促進させた。この時代に西アジアには中国から絵画の技法が伝わって細密画（ミニアチュール）が発達する。中国には西アジアから天文学など世界最先端のイスラム科学が伝えられ、投石機などの優れた軍事技術がもたらされた。逆に中国では、モンゴルのケシク制度に適合しない科挙が廃れるなど、儒教があまり重視されなかったが、儒学の中でも実用性を重んじる朱子学が地位を高め、14世紀に科挙が部分復活したとき正式の解釈として採用されるようになる。
バグダッドの戦いにおける知恵の館の消失によって、モンゴル帝国は文明の破壊者というイメージが付きまとっていたが、フレグはニザール派の文書庫をジュヴァイニーに接収させ、またバグダード攻略前後にもイラク周辺でナスィールッディーン・トゥースィーに書物収集を命じてマラーガに建設した天文台とその足下の図書館に収蔵させ、マラーガは東西の学術交流の一大中心地だったことが認識されるようになり、旧来の「破壊者モンゴル」というだけの人種差別的なビジョンは修正されつつある。イルハン朝においてはモンゴル帝国によって東方の極めて優れた技術が西アジアに伝来したことにより、フレグ時代からナスィールッディーン・トゥースィーによるアブドゥッラフマーン・トゥースィーの『星座の書』ペルシア語訳や、ラシードゥッディーンの時代には南宋時代の『王叔和脈訣』や『銅人』を用いた『ヒタイ人の医術なる珍宝の書（Tangsūq Nāma-yi Ṭibb-i Khitā'ī）』、『農桑輯要』を用いた農書など多くの著作がモンゴル帝国の影響を受けてイルハン朝で著された。また一部ではあるが、西アジアから中国への技術伝播も見られ、大元朝でもナスィールッディーン・トゥースィーが注釈を施したプトレマイオスの『アルマゲスト』、『ストイケイア』といった天文学書やアストロラーベなど西方の文物がジャマールッディーンらによって招来された。西方のマラーガ天文台と東方の回回司天台との天文学関係の交流は、やがて西方では正確とは言えないがしかし当時の西アジアの水準からすればそれでも実用的だった『イルハン天文表』が、東方ではグレゴリオ暦に数百年先行して発明された正確な暦である『授時暦』の成立に結実する。ペルシア語・アラビア語の文学作品に挿絵を載せる伝統が本格的に定着するのもモンゴル帝国時代からであり、イランや中央アジアでのミニアチュールが中国絵画の影響を直接受けながらティムール朝やマムルーク朝以降も独自に発展して行った。

### ファッション
元朝では、モンゴルの民族衣装を押し付けることはなかったが、その後の中国のファッションには影響した。元時代の服飾
- ボグトグ帽（英語版） - 貴人女性の帽子。

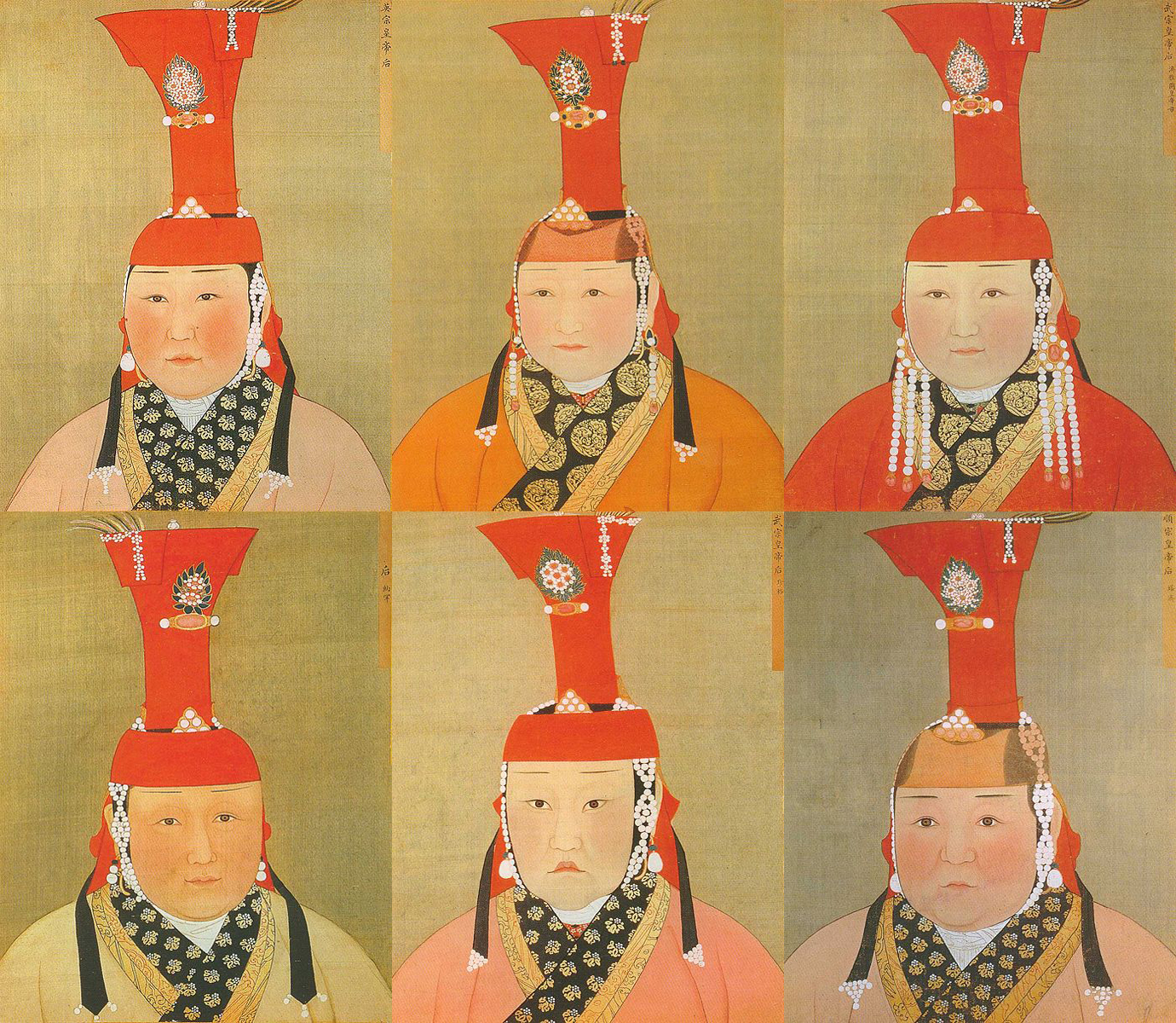
元朝皇后のボグトグ帽
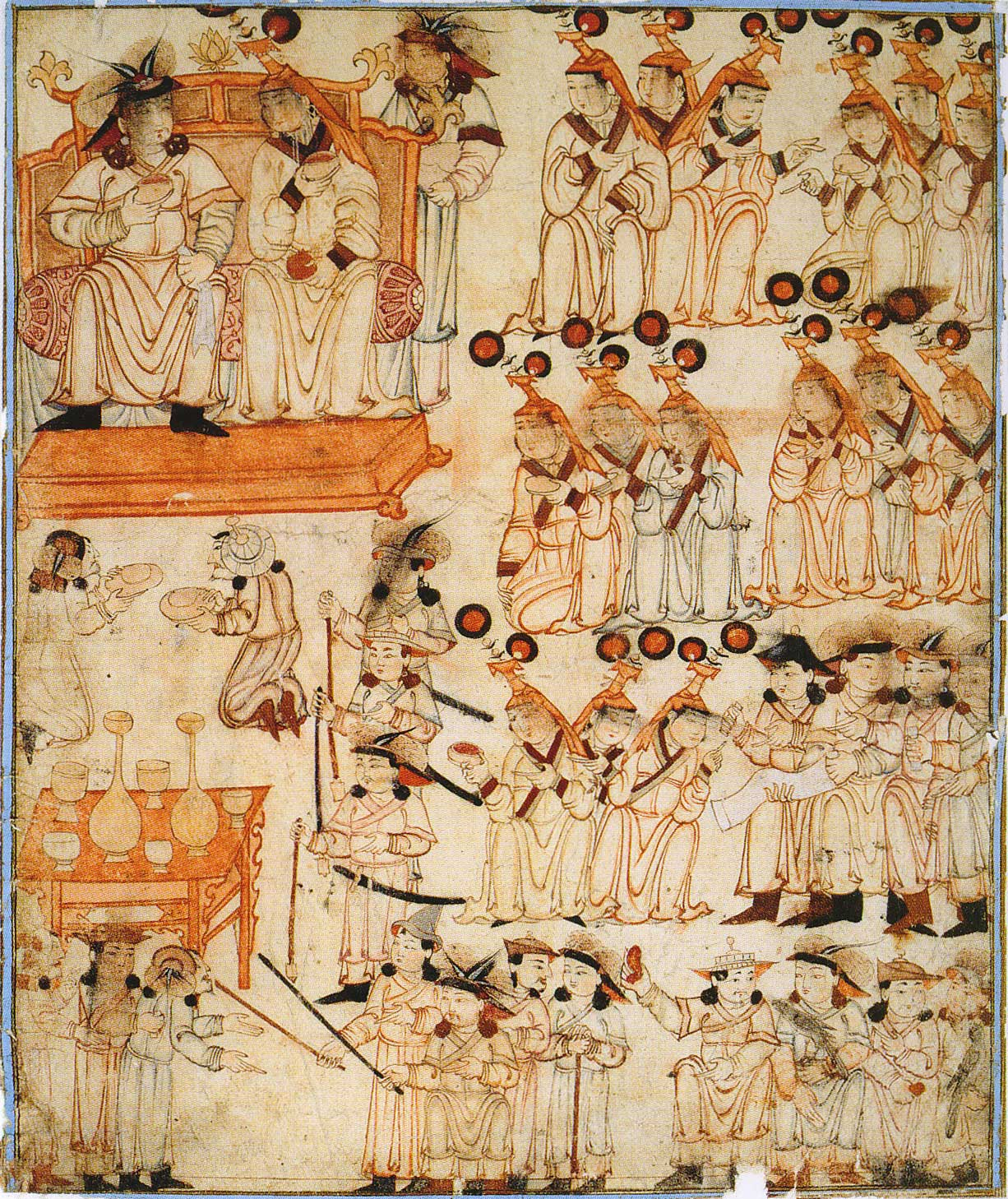
14世紀、モンゴル王の即位式の図。女性がボグトグ帽を身に着けている。
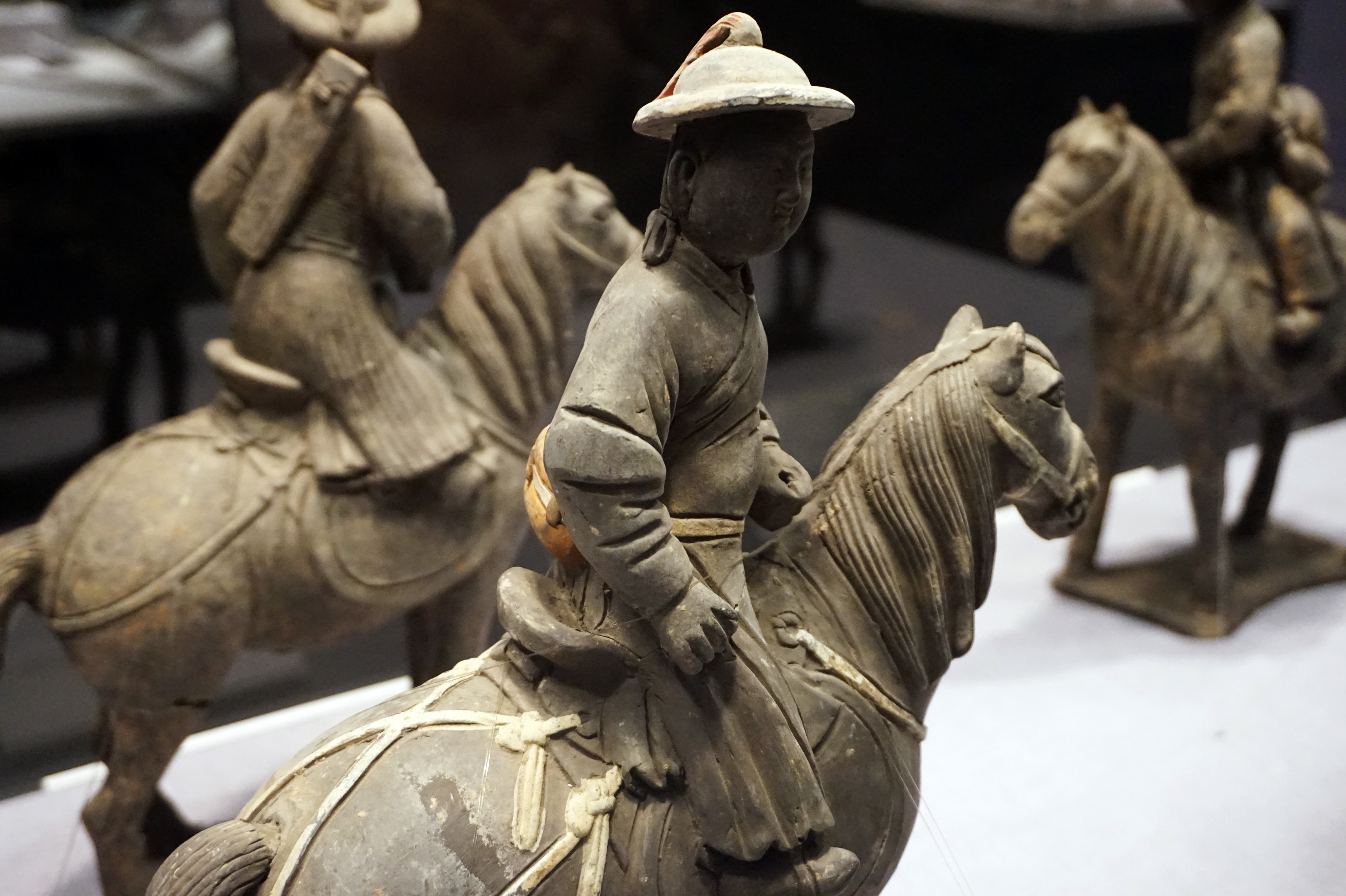
騎乗時でも雨避けとなる钹笠帽という帽子やモンゴルの装束を着たモンゴル人。
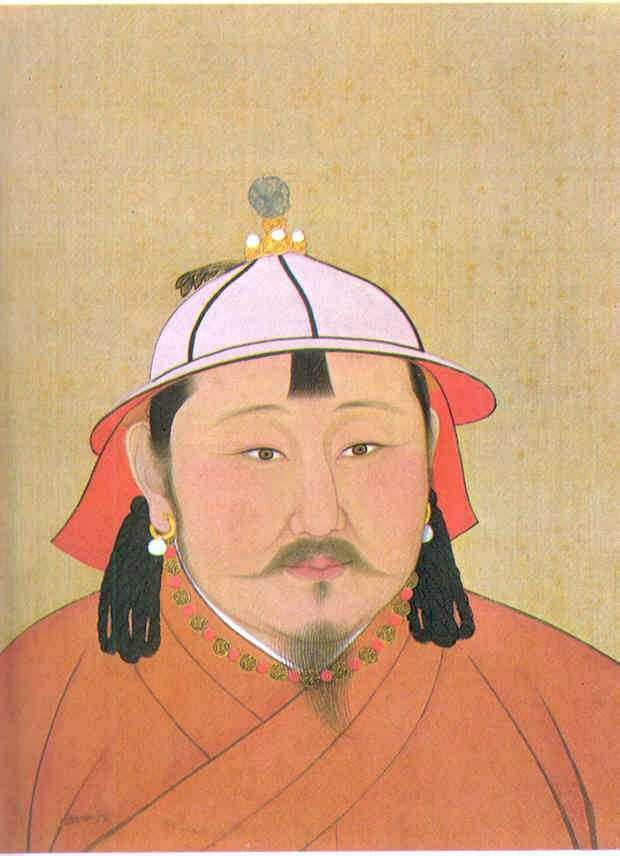
元朝第二代皇帝テムル（成宗）。
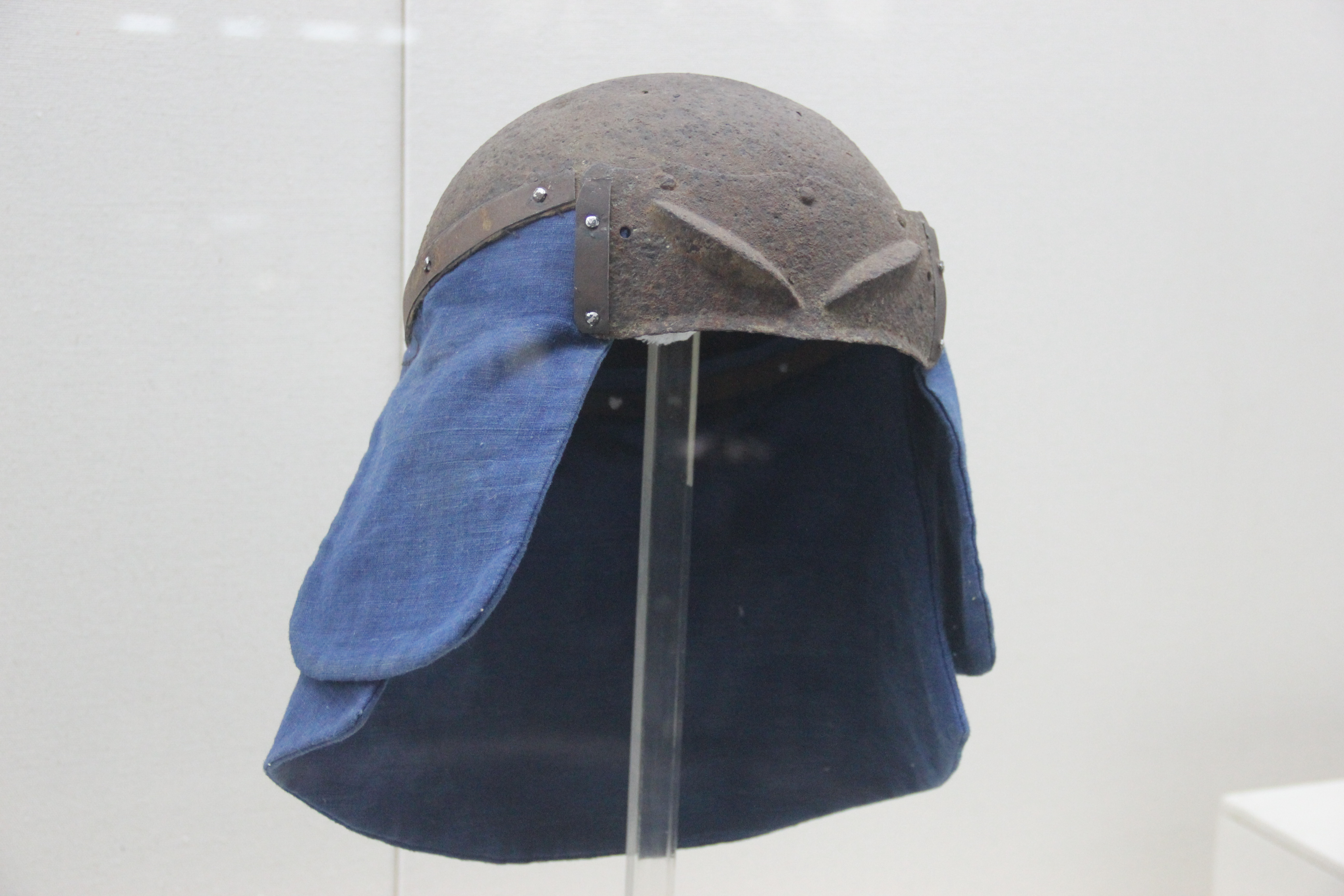
モンゴル帝国の鉄兜。

### その他
- モンゴル帝国の宗教（英語版）
- モンゴル文学

## 歴代皇帝
皇帝号は初代チンギス・カン（Činggis Qan）を除き、基本的にカアン（qa'an）である。カアンは14世紀以降になると音声変化し、ハーン（khaan）となる。
| 代数 | 廟号 | 皇帝号                 | 名前                                 | 在位期間        | 説明                                                         |
| ---- | ---- | ---------------------- | ------------------------------------ | --------------- | ------------------------------------------------------------ |
| 1    | 太祖 | チンギス・カン         | テムジン                             | 1206年 - 1227年 | イェスゲイの長男。大モンゴル国を建国。                       |
| 監国 |      |                        | トルイ                               | 1227年 - 1229年 | チンギス・カンの四男。                                       |
| 2    | 太宗 | カアン                 | オゴデイ                             | 1229年 - 1241年 | チンギス・カンの三男。                                       |
| 監国 |      |                        | ドレゲネ                             | 1241年 - 1246年 | オゴデイの第6夫人。                                          |
| 3    | 定宗 | カン                   | グユク                               | 1246年 - 1248年 | オゴデイの長男。                                             |
| 監国 |      |                        | オグルガイミシュ                     | 1248年 - 1251年 | グユクの皇后。                                               |
| 4    | 憲宗 | カアン                 | モンケ                               | 1251年 - 1259年 | トルイの長男。                                               |
| 5    | 世祖 | セチェン・カアン       | クビライ                             | 1260年 - 1294年 | トルイの四男。国号を大元大モンゴル国に改称。                 |
| 対立 |      | カアン                 | アリクブケ                           | 1260年 - 1264年 | トルイの六男。                                               |
| 6    | 成宗 | オルジェイトゥ・カアン | テムル                               | 1294年 - 1307年 | クビライの次男のチンキム（裕宗）の三男。                     |
| 7    | 武宗 | クルク・カアン         | カイシャン                           | 1307年 - 1311年 | チンキムの次男のダルマバラ（順宗）の子。テムルの甥。         |
| 8    | 仁宗 | ブヤント・カアン       | アユルバルワダ                       | 1311年 - 1320年 | ダルマバラの次男。武宗カイシャンの弟。                       |
| 9    | 英宗 | ゲゲーン・カアン       | シデバラ                             | 1320年 - 1323年 | アユルバルワダの長男。                                       |
| 10   |      | カアン                 | イェスン・テムル(泰定帝)             | 1323年 - 1328年 | チンキムの子のカマラ（顕宗）の長男。                         |
| 11   |      | カアン                 | アリギバ(天順帝)                     | 1328年          | イェスン・テムルの長男。                                     |
| 12   | 文宗 | ジャヤガトゥ・カアン   | トク・テムル                         | 1328年 - 1329年 | カイシャンの次男。                                           |
| 13   | 明宗 | クトクト・カアン       | コシラ                               | 1329年          | カイシャンの長男。トク・テムルの兄。                         |
| 復位 | 文宗 | ジャヤガトゥ・カアン   | トク・テムル                         | 1329年 - 1332年 | カイシャンの次男。                                           |
| 14   | 寧宗 | カアン                 | イリンジバル                         | 1332年          | コシラの次男。                                               |
| 15   | 恵宗 | ウカアト・カアン       | トゴン・テムル                       | 1333年 - 1370年 | コシラの長男。リンチンバルの兄。                             |
| 16   | 昭宗 | ビリクト・ハーン       | アユルシリダラ                       | 1370年 - 1378年 | トゴン・テムルの子。                                         |
| 17   |      | ウスハル・ハーン       | トグス・テムル（天元帝）             | 1378年 - 1388年 | アユルシリダラの弟。                                         |
| 18   |      | ジョリグト・ハーン     | イェスデル                           | 1388年 - 1391年 | アリクブケ家出身。                                           |
| 19   |      | ジョリグト・ハーン     | エンケ                               | 1391年 - 1394年 | イェスデルの長男。オイラトが擁立。                           |
| 20   |      | ニグレスクチ・ハーン   | エルベク                             | 1394年 - 1399年 | アユルシリダラの長男。                                       |
| 21   |      | ハーン                 | クン・テムル                         | 1399年 - 1402年 | アリクブケ家出身。オイラトが擁立。                           |
| 22   |      | ハーン                 | オルク・テムル（鬼力赤）             | 1402年 - 1408年 | オゴデイ家出身。アスト部のアルクタイ・タイシが擁立。         |
| 23   |      | ハーン                 | オルジェイ・テムル（プンヤシュリー） | 1408年 - 1412年 | エルベク・ハーンの長男。                                     |
| 24   |      | ハーン                 | ダルバク                             | 1412年 - 1415年 | オルジェイ・テムル・ハーンの子。オイラトのマフムードが擁立。 |
| 25   |      | ハーン                 | オイラダイ                           | 1415年 - 1425年 | 四オイラトのケレヌート部のオゲチ・ハシハの子。               |
| 26   |      | ハーン                 | アダイ                               | 1425年 - 1438年 | オルク・テムル・ハーンの子。                                 |
| 27   |      | タイスン・ハーン       | トクトア・ブハ                       | 1438年 - 1452年 | アジャイ太子の長男。オイラトのトゴン・タイシが擁立。         |
| 28   |      | ハーン                 | アクバルジ                           | 1452年          | タイスン・ハーンの弟。                                       |
| 29   |      | 大元天盛大可汗         | エセン                               | 1453年 - 1454年 | オイラト出身ながら皇帝位を簒奪。                             |
| 30   |      | ウケクト・ハーン       | マルコルギス                         | 1455年 - 1465年 | タイスン・ハーンの子。ボライ・タイシが擁立。                 |
| 31   |      | ハーン                 | モーラン                             | 1465年 - 1466年 | タイスン・ハーンの子。                                       |
| 32   |      | ハーン                 | マンドゥールン                       | 1475年 - 1479年 | タイスン・ハーン、アクバルジ晋王の弟。                       |
| 33   |      | ハーン                 | バヤン・モンケ                       | 1480年 - 1487年 | アクバルジ晋王の孫。                                         |
| 34   |      | ダヤン・ハーン         | バトゥ・モンケ                       | 1487年 - 1524年 | ボルフ晋王の子。イスマイル・タイシが擁立。                   |
| 35   |      | サイン・アラク・ハーン | バルス・ボラト                       | 1524年          | ダヤン・ハーンの三男。                                       |
| 36   |      | アラク・ハーン         | ボディ                               | 1524年 - 1547年 | ダヤン・ハーンの孫。ここからはチャハル部長。                 |
| 37   |      | ゴデン・ハーン         | ダライスン                           | 1548年 - 1557年 | ボディ・アラクの長男。                                       |
| 38   |      | ジャサクト・ハーン     | トゥメン                             | 1558年 - 1592年 | ダライスンの長男。                                           |
| 39   |      | セチェン・ハーン       | ブヤン                               | 1593年 - 1603年 | トゥメンの長男。                                             |
| 40   |      | フトゥクト・ハーン     | リンダン                             | 1603年 - 1634年 | ブヤンの孫。                                                 |
| 41   |      | ホンゴル・ハーン       | エジェイ                             | 1634年 - 1635年 | リンダン・ハーンの子。                                       |

### 系図
|  |  |                |                |                |                |                |                |  |  | ボルジギン氏                          |                                       |                                       |                                       |                                       |                                       |  |  |                               |                               |                               |                               |                               |                               |  |  |                                         |                                         |                                         |                                         |                                         |                                         |                             |                             |                                     |                                     |                                     |                                     |                                     |                                     |                                     |                                     |                                                          |                                                          |                                                          |                                                          |                                                                |                                                                |                                                                |                                                                |                                                                |                                                                |                                                            |                                                            |                                                            |                                                            |                         |                         |                                                  |                                                  |                                                  |                                                  |                                                  |                                                  |                  |                  |                                               |                                               |                                               |                                               |                                               |                                               |  |  |                                     |                                     |                                     |                                     |                                     |                                     |  |  |  |  |  |  |  |  |  |  |  |  |  |  |  |  |  |  |  |  |  |  |  |  |  |  |  |  |  |  |  |  |  |  |  |  |  |  |  |  |  |  |  |  |  |  |  |  |  |  |  |  |  |  |  |  |  |  |
|  |  |                |                |                |                |                |                |  |  |                                       |                                       |                                       |                                       |                                       |                                       |  |  |                               |                               |                               |                               |                               |                               |  |  |                                         |                                         |                                         |                                         |                                         |                                         |                             |                             |                                     |                                     |                                     |                                     |                                     |                                     |                                     |                                     |                                                          |                                                          |                                                          |                                                          |                                                                |                                                                |                                                                |                                                                |                                                                |                                                                |                                                            |                                                            |                                                            |                                                            |                         |                         |                                                  |                                                  |                                                  |                                                  |                                                  |                                                  |                  |                  |                                               |                                               |                                               |                                               |                                               |                                               |  |  |                                     |                                     |                                     |                                     |                                     |                                     |  |  |  |  |  |  |  |  |  |  |  |  |  |  |  |  |  |  |  |  |  |  |  |  |  |  |  |  |  |  |  |  |  |  |  |  |  |  |  |  |  |  |  |  |  |  |  |  |  |  |  |  |  |  |  |  |  |  |
|  |  |                |                |                |                |                |                |  |  | イェスゲイ 【バアトル】 （烈祖）      |                                       |                                       |                                       |                                       |                                       |  |  |                               |                               |                               |                               |                               |                               |  |  |                                         |                                         |                                         |                                         |                                         |                                         |                             |                             |                                     |                                     |                                     |                                     |                                     |                                     |                                     |                                     |                                                          |                                                          |                                                          |                                                          |                                                                |                                                                |                                                                |                                                                |                                                                |                                                                |                                                            |                                                            |                                                            |                                                            |                         |                         |                                                  |                                                  |                                                  |                                                  |                                                  |                                                  |                  |                  |                                               |                                               |                                               |                                               |                                               |                                               |  |  |                                     |                                     |                                     |                                     |                                     |                                     |  |  |  |  |  |  |  |  |  |  |  |  |  |  |  |  |  |  |  |  |  |  |  |  |  |  |  |  |  |  |  |  |  |  |  |  |  |  |  |  |  |  |  |  |  |  |  |  |  |  |  |  |  |  |  |  |  |  |
|  |  |                |                |                |                |                |                |  |  |                                       |                                       |                                       |                                       |                                       |                                       |  |  |                               |                               |                               |                               |                               |                               |  |  |                                         |                                         |                                         |                                         |                                         |                                         |                             |                             |                                     |                                     |                                     |                                     |                                     |                                     |                                     |                                     |                                                          |                                                          |                                                          |                                                          |                                                                |                                                                |                                                                |                                                                |                                                                |                                                                |                                                            |                                                            |                                                            |                                                            |                         |                         |                                                  |                                                  |                                                  |                                                  |                                                  |                                                  |                  |                  |                                               |                                               |                                               |                                               |                                               |                                               |  |  |                                     |                                     |                                     |                                     |                                     |                                     |  |  |  |  |  |  |  |  |  |  |  |  |  |  |  |  |  |  |  |  |  |  |  |  |  |  |  |  |  |  |  |  |  |  |  |  |  |  |  |  |  |  |  |  |  |  |  |  |  |  |  |  |  |  |  |  |  |  |
|  |  |                |                |                |                |                |                |  |  |                                       |                                       |                                       |                                       |                                       |                                       |  |  |                               |                               |                               |                               |                               |                               |  |  |                                         |                                         |                                         |                                         |                                         |                                         |                             |                             |                                     |                                     |                                     |                                     |                                     |                                     |                                     |                                     |                                                          |                                                          |                                                          |                                                          |                                                                |                                                                |                                                                |                                                                |                                                                |                                                                |                                                            |                                                            |                                                            |                                                            |                         |                         |                                                  |                                                  |                                                  |                                                  |                                                  |                                                  |                  |                  |                                               |                                               |                                               |                                               |                                               |                                               |  |  |                                     |                                     |                                     |                                     |                                     |                                     |  |  |  |  |  |  |  |  |  |  |  |  |  |  |  |  |  |  |  |  |  |  |  |  |  |  |  |  |  |  |  |  |  |  |  |  |  |  |  |  |  |  |  |  |  |  |  |  |  |  |  |  |  |  |  |  |  |  |
|  |  |                |                |                |                |                |                |  |  | テムジン1 【チンギス・カン】 （太祖） | テムジン1 【チンギス・カン】 （太祖） | テムジン1 【チンギス・カン】 （太祖） | テムジン1 【チンギス・カン】 （太祖） | テムジン1 【チンギス・カン】 （太祖） | テムジン1 【チンギス・カン】 （太祖） |  |  |                               |                               |                               |                               |                               |                               |  |  |                                         |                                         |                                         |                                         |                                         |                                         |                             |                             |                                     |                                     |                                     |                                     |                                     |                                     |                                     |                                     |                                                          |                                                          |                                                          |                                                          |                                                                |                                                                |                                                                |                                                                |                                                                |                                                                |                                                            |                                                            |                                                            |                                                            |                         |                         |                                                  |                                                  |                                                  |                                                  |                                                  |                                                  |                  |                  |                                               |                                               |                                               |                                               |                                               |                                               |  |  | ジョチ・カサル                      | ジョチ・カサル                      | ジョチ・カサル                      | ジョチ・カサル                      | ジョチ・カサル                      | ジョチ・カサル                      |  |  |  |  |  |  |  |  |  |  |  |  |  |  |  |  |  |  |  |  |  |  |  |  |  |  |  |  |  |  |  |  |  |  |  |  |  |  |  |  |  |  |  |  |  |  |  |  |  |  |  |  |  |  |  |  |  |  |
|  |  |                |                |                |                |                |                |  |  | テムジン1 【チンギス・カン】 （太祖） | テムジン1 【チンギス・カン】 （太祖） | テムジン1 【チンギス・カン】 （太祖） | テムジン1 【チンギス・カン】 （太祖） | テムジン1 【チンギス・カン】 （太祖） | テムジン1 【チンギス・カン】 （太祖） |  |  |                               |                               |                               |                               |                               |                               |  |  |                                         |                                         |                                         |                                         |                                         |                                         |                             |                             |                                     |                                     |                                     |                                     |                                     |                                     |                                     |                                     |                                                          |                                                          |                                                          |                                                          |                                                                |                                                                |                                                                |                                                                |                                                                |                                                                |                                                            |                                                            |                                                            |                                                            |                         |                         |                                                  |                                                  |                                                  |                                                  |                                                  |                                                  |                  |                  |                                               |                                               |                                               |                                               |                                               |                                               |  |  | ジョチ・カサル                      | ジョチ・カサル                      | ジョチ・カサル                      | ジョチ・カサル                      | ジョチ・カサル                      | ジョチ・カサル                      |  |  |  |  |  |  |  |  |  |  |  |  |  |  |  |  |  |  |  |  |  |  |  |  |  |  |  |  |  |  |  |  |  |  |  |  |  |  |  |  |  |  |  |  |  |  |  |  |  |  |  |  |  |  |  |  |  |  |
|  |  |                |                |                |                |                |                |  |  |                                       |                                       |                                       |                                       |                                       |                                       |  |  |                               |                               |                               |                               |                               |                               |  |  |                                         |                                         |                                         |                                         |                                         |                                         |                             |                             |                                     |                                     |                                     |                                     |                                     |                                     |                                     |                                     |                                                          |                                                          |                                                          |                                                          |                                                                |                                                                |                                                                |                                                                |                                                                |                                                                |                                                            |                                                            |                                                            |                                                            |                         |                         |                                                  |                                                  |                                                  |                                                  |                                                  |                                                  |                  |                  |                                               |                                               |                                               |                                               |                                               |                                               |  |  |                                     |                                     |                                     |                                     |                                     |                                     |  |  |  |  |  |  |  |  |  |  |  |  |  |  |  |  |  |  |  |  |  |  |  |  |  |  |  |  |  |  |  |  |  |  |  |  |  |  |  |  |  |  |  |  |  |  |  |  |  |  |  |  |  |  |  |  |  |  |
|  |  | ジョチ         | ジョチ         | ジョチ         | ジョチ         | ジョチ         | ジョチ         |  |  | チャガタイ                            | チャガタイ                            | チャガタイ                            | チャガタイ                            | チャガタイ                            | チャガタイ                            |  |  | オゴデイ2 【カアン】 （太宗） | オゴデイ2 【カアン】 （太宗） | オゴデイ2 【カアン】 （太宗） | オゴデイ2 【カアン】 （太宗） | オゴデイ2 【カアン】 （太宗） | オゴデイ2 【カアン】 （太宗） |  |  |                                         |                                         |                                         |                                         |                                         |                                         |                             |                             |                                     |                                     |                                     |                                     |                                     |                                     |                                     |                                     |                                                          |                                                          |                                                          |                                                          |                                                                |                                                                |                                                                |                                                                | トルイ                                                         | トルイ                                                         | トルイ                                                     | トルイ                                                     | トルイ                                                     | トルイ                                                     |                         |                         |                                                  |                                                  |                                                  |                                                  |                                                  |                                                  |                  |                  |                                               |                                               |                                               |                                               |                                               |                                               |  |  |                                     |                                     |                                     |                                     |                                     |                                     |  |  |  |  |  |  |  |  |  |  |  |  |  |  |  |  |  |  |  |  |  |  |  |  |  |  |  |  |  |  |  |  |  |  |  |  |  |  |  |  |  |  |  |  |  |  |  |  |  |  |  |  |  |  |  |  |  |  |
|  |  | ジョチ         | ジョチ         | ジョチ         | ジョチ         | ジョチ         | ジョチ         |  |  | チャガタイ                            | チャガタイ                            | チャガタイ                            | チャガタイ                            | チャガタイ                            | チャガタイ                            |  |  | オゴデイ2 【カアン】 （太宗） | オゴデイ2 【カアン】 （太宗） | オゴデイ2 【カアン】 （太宗） | オゴデイ2 【カアン】 （太宗） | オゴデイ2 【カアン】 （太宗） | オゴデイ2 【カアン】 （太宗） |  |  |                                         |                                         |                                         |                                         |                                         |                                         |                             |                             |                                     |                                     |                                     |                                     |                                     |                                     |                                     |                                     |                                                          |                                                          |                                                          |                                                          |                                                                |                                                                |                                                                |                                                                | トルイ                                                         | トルイ                                                         | トルイ                                                     | トルイ                                                     | トルイ                                                     | トルイ                                                     |                         |                         |                                                  |                                                  |                                                  |                                                  |                                                  |                                                  |                  |                  |                                               |                                               |                                               |                                               |                                               |                                               |  |  |                                     |                                     |                                     |                                     |                                     |                                     |  |  |  |  |  |  |  |  |  |  |  |  |  |  |  |  |  |  |  |  |  |  |  |  |  |  |  |  |  |  |  |  |  |  |  |  |  |  |  |  |  |  |  |  |  |  |  |  |  |  |  |  |  |  |  |  |  |  |
|  |  |                |                |                |                |                |                |  |  |                                       |                                       |                                       |                                       |                                       |                                       |  |  |                               |                               |                               |                               |                               |                               |  |  |                                         |                                         |                                         |                                         |                                         |                                         |                             |                             |                                     |                                     |                                     |                                     |                                     |                                     |                                     |                                     |                                                          |                                                          |                                                          |                                                          |                                                                |                                                                |                                                                |                                                                |                                                                |                                                                |                                                            |                                                            |                                                            |                                                            |                         |                         |                                                  |                                                  |                                                  |                                                  |                                                  |                                                  |                  |                  |                                               |                                               |                                               |                                               |                                               |                                               |  |  |                                     |                                     |                                     |                                     |                                     |                                     |  |  |  |  |  |  |  |  |  |  |  |  |  |  |  |  |  |  |  |  |  |  |  |  |  |  |  |  |  |  |  |  |  |  |  |  |  |  |  |  |  |  |  |  |  |  |  |  |  |  |  |  |  |  |  |  |  |  |
|  |  | バトゥ         | バトゥ         | バトゥ         | バトゥ         | バトゥ         | バトゥ         |  |  | チャガタイ・ハン国                    | チャガタイ・ハン国                    | チャガタイ・ハン国                    | チャガタイ・ハン国                    | チャガタイ・ハン国                    | チャガタイ・ハン国                    |  |  | グユク3 【カン】 （定宗）     | グユク3 【カン】 （定宗）     | グユク3 【カン】 （定宗）     | グユク3 【カン】 （定宗）     | グユク3 【カン】 （定宗）     | グユク3 【カン】 （定宗）     |  |  | カシン                                  | カシン                                  | カシン                                  | カシン                                  | カシン                                  | カシン                                  |                             |                             |                                     |                                     |                                     |                                     |                                     |                                     |                                     |                                     | モンケ4 【カアン】 （憲宗）                              | モンケ4 【カアン】 （憲宗）                              | モンケ4 【カアン】 （憲宗）                              | モンケ4 【カアン】 （憲宗）                              | モンケ4 【カアン】 （憲宗）                                    | モンケ4 【カアン】 （憲宗）                                    |                                                                |                                                                | クビライ5 【セチェン・カアン】 （世祖）                        | クビライ5 【セチェン・カアン】 （世祖）                        | クビライ5 【セチェン・カアン】 （世祖）                    | クビライ5 【セチェン・カアン】 （世祖）                    | クビライ5 【セチェン・カアン】 （世祖）                    | クビライ5 【セチェン・カアン】 （世祖）                    |                         |                         |                                                  |                                                  |                                                  |                                                  |                                                  |                                                  |                  |                  | フレグ                                        | フレグ                                        | フレグ                                        | フレグ                                        | フレグ                                        | フレグ                                        |  |  | アリクブケ                          | アリクブケ                          | アリクブケ                          | アリクブケ                          | アリクブケ                          | アリクブケ                          |  |  |  |  |  |  |  |  |  |  |  |  |  |  |  |  |  |  |  |  |  |  |  |  |  |  |  |  |  |  |  |  |  |  |  |  |  |  |  |  |  |  |  |  |  |  |  |  |  |  |  |  |  |  |  |  |  |  |
|  |  | バトゥ         | バトゥ         | バトゥ         | バトゥ         | バトゥ         | バトゥ         |  |  | チャガタイ・ハン国                    | チャガタイ・ハン国                    | チャガタイ・ハン国                    | チャガタイ・ハン国                    | チャガタイ・ハン国                    | チャガタイ・ハン国                    |  |  | グユク3 【カン】 （定宗）     | グユク3 【カン】 （定宗）     | グユク3 【カン】 （定宗）     | グユク3 【カン】 （定宗）     | グユク3 【カン】 （定宗）     | グユク3 【カン】 （定宗）     |  |  | カシン                                  | カシン                                  | カシン                                  | カシン                                  | カシン                                  | カシン                                  |                             |                             |                                     |                                     |                                     |                                     |                                     |                                     |                                     |                                     | モンケ4 【カアン】 （憲宗）                              | モンケ4 【カアン】 （憲宗）                              | モンケ4 【カアン】 （憲宗）                              | モンケ4 【カアン】 （憲宗）                              | モンケ4 【カアン】 （憲宗）                                    | モンケ4 【カアン】 （憲宗）                                    |                                                                |                                                                | クビライ5 【セチェン・カアン】 （世祖）                        | クビライ5 【セチェン・カアン】 （世祖）                        | クビライ5 【セチェン・カアン】 （世祖）                    | クビライ5 【セチェン・カアン】 （世祖）                    | クビライ5 【セチェン・カアン】 （世祖）                    | クビライ5 【セチェン・カアン】 （世祖）                    |                         |                         |                                                  |                                                  |                                                  |                                                  |                                                  |                                                  |                  |                  | フレグ                                        | フレグ                                        | フレグ                                        | フレグ                                        | フレグ                                        | フレグ                                        |  |  | アリクブケ                          | アリクブケ                          | アリクブケ                          | アリクブケ                          | アリクブケ                          | アリクブケ                          |  |  |  |  |  |  |  |  |  |  |  |  |  |  |  |  |  |  |  |  |  |  |  |  |  |  |  |  |  |  |  |  |  |  |  |  |  |  |  |  |  |  |  |  |  |  |  |  |  |  |  |  |  |  |  |  |  |  |
|  |  |                |                |                |                |                |                |  |  |                                       |                                       |                                       |                                       |                                       |                                       |  |  |                               |                               |                               |                               |                               |                               |  |  |                                         |                                         |                                         |                                         |                                         |                                         |                             |                             |                                     |                                     |                                     |                                     |                                     |                                     |                                     |                                     |                                                          |                                                          |                                                          |                                                          |                                                                |                                                                |                                                                |                                                                |                                                                |                                                                |                                                            |                                                            |                                                            |                                                            |                         |                         |                                                  |                                                  |                                                  |                                                  |                                                  |                                                  |                  |                  |                                               |                                               |                                               |                                               |                                               |                                               |  |  |                                     |                                     |                                     |                                     |                                     |                                     |  |  |  |  |  |  |  |  |  |  |  |  |  |  |  |  |  |  |  |  |  |  |  |  |  |  |  |  |  |  |  |  |  |  |  |  |  |  |  |  |  |  |  |  |  |  |  |  |  |  |  |  |  |  |  |  |  |  |
|  |  | ジョチ・ウルス | ジョチ・ウルス | ジョチ・ウルス | ジョチ・ウルス | ジョチ・ウルス | ジョチ・ウルス |  |  |                                       |                                       |                                       |                                       |                                       |                                       |  |  |                               |                               |                               |                               |                               |                               |  |  | カイドゥ                                | カイドゥ                                | カイドゥ                                | カイドゥ                                | カイドゥ                                | カイドゥ                                |                             |                             |                                     |                                     |                                     |                                     |                                     |                                     |                                     |                                     |                                                          |                                                          |                                                          |                                                          |                                                                |                                                                |                                                                |                                                                | チンキム                                                       | チンキム                                                       | チンキム                                                   | チンキム                                                   | チンキム                                                   | チンキム                                                   |                         |                         |                                                  |                                                  |                                                  |                                                  |                                                  |                                                  |                  |                  | イルハン朝                                    | イルハン朝                                    | イルハン朝                                    | イルハン朝                                    | イルハン朝                                    | イルハン朝                                    |  |  |                                     |                                     |                                     |                                     |                                     |                                     |  |  |  |  |  |  |  |  |  |  |  |  |  |  |  |  |  |  |  |  |  |  |  |  |  |  |  |  |  |  |  |  |  |  |  |  |  |  |  |  |  |  |  |  |  |  |  |  |  |  |  |  |  |  |  |  |  |  |
|  |  | ジョチ・ウルス | ジョチ・ウルス | ジョチ・ウルス | ジョチ・ウルス | ジョチ・ウルス | ジョチ・ウルス |  |  |                                       |                                       |                                       |                                       |                                       |                                       |  |  |                               |                               |                               |                               |                               |                               |  |  | カイドゥ                                | カイドゥ                                | カイドゥ                                | カイドゥ                                | カイドゥ                                | カイドゥ                                |                             |                             |                                     |                                     |                                     |                                     |                                     |                                     |                                     |                                     |                                                          |                                                          |                                                          |                                                          |                                                                |                                                                |                                                                |                                                                | チンキム                                                       | チンキム                                                       | チンキム                                                   | チンキム                                                   | チンキム                                                   | チンキム                                                   |                         |                         |                                                  |                                                  |                                                  |                                                  |                                                  |                                                  |                  |                  | イルハン朝                                    | イルハン朝                                    | イルハン朝                                    | イルハン朝                                    | イルハン朝                                    | イルハン朝                                    |  |  |                                     |                                     |                                     |                                     |                                     |                                     |  |  |  |  |  |  |  |  |  |  |  |  |  |  |  |  |  |  |  |  |  |  |  |  |  |  |  |  |  |  |  |  |  |  |  |  |  |  |  |  |  |  |  |  |  |  |  |  |  |  |  |  |  |  |  |  |  |  |
|  |  |                |                |                |                |                |                |  |  |                                       |                                       |                                       |                                       |                                       |                                       |  |  |                               |                               |                               |                               |                               |                               |  |  |                                         |                                         |                                         |                                         |                                         |                                         |                             |                             |                                     |                                     |                                     |                                     |                                     |                                     |                                     |                                     |                                                          |                                                          |                                                          |                                                          |                                                                |                                                                |                                                                |                                                                |                                                                |                                                                |                                                            |                                                            |                                                            |                                                            |                         |                         |                                                  |                                                  |                                                  |                                                  |                                                  |                                                  |                  |                  |                                               |                                               |                                               |                                               |                                               |                                               |  |  |                                     |                                     |                                     |                                     |                                     |                                     |  |  |  |  |  |  |  |  |  |  |  |  |  |  |  |  |  |  |  |  |  |  |  |  |  |  |  |  |  |  |  |  |  |  |  |  |  |  |  |  |  |  |  |  |  |  |  |  |  |  |  |  |  |  |  |  |  |  |
|  |  |                |                |                |                |                |                |  |  |                                       |                                       |                                       |                                       |                                       |                                       |  |  |                               |                               |                               |                               |                               |                               |  |  | チャパル                                | チャパル                                | チャパル                                | チャパル                                | チャパル                                | チャパル                                |                             |                             |                                     |                                     |                                     |                                     |                                     |                                     |                                     |                                     | カマラ                                                   | カマラ                                                   | カマラ                                                   | カマラ                                                   | カマラ                                                         | カマラ                                                         |                                                                |                                                                |                                                                |                                                                |                                                            |                                                            |                                                            |                                                            |                         |                         | ダルマバラ                                       | ダルマバラ                                       | ダルマバラ                                       | ダルマバラ                                       | ダルマバラ                                       | ダルマバラ                                       |                  |                  | テムル6 【オルジェイトゥ・カアン】 （成宗）   | テムル6 【オルジェイトゥ・カアン】 （成宗）   | テムル6 【オルジェイトゥ・カアン】 （成宗）   | テムル6 【オルジェイトゥ・カアン】 （成宗）   | テムル6 【オルジェイトゥ・カアン】 （成宗）   | テムル6 【オルジェイトゥ・カアン】 （成宗）   |  |  |                                     |                                     |                                     |                                     |                                     |                                     |  |  |  |  |  |  |  |  |  |  |  |  |  |  |  |  |  |  |  |  |  |  |  |  |  |  |  |  |  |  |  |  |  |  |  |  |  |  |  |  |  |  |  |  |  |  |  |  |  |  |  |  |  |  |  |  |  |  |
|  |  |                |                |                |                |                |                |  |  |                                       |                                       |                                       |                                       |                                       |                                       |  |  |                               |                               |                               |                               |                               |                               |  |  | チャパル                                | チャパル                                | チャパル                                | チャパル                                | チャパル                                | チャパル                                |                             |                             |                                     |                                     |                                     |                                     |                                     |                                     |                                     |                                     | カマラ                                                   | カマラ                                                   | カマラ                                                   | カマラ                                                   | カマラ                                                         | カマラ                                                         |                                                                |                                                                |                                                                |                                                                |                                                            |                                                            |                                                            |                                                            |                         |                         | ダルマバラ                                       | ダルマバラ                                       | ダルマバラ                                       | ダルマバラ                                       | ダルマバラ                                       | ダルマバラ                                       |                  |                  | テムル6 【オルジェイトゥ・カアン】 （成宗）   | テムル6 【オルジェイトゥ・カアン】 （成宗）   | テムル6 【オルジェイトゥ・カアン】 （成宗）   | テムル6 【オルジェイトゥ・カアン】 （成宗）   | テムル6 【オルジェイトゥ・カアン】 （成宗）   | テムル6 【オルジェイトゥ・カアン】 （成宗）   |  |  |                                     |                                     |                                     |                                     |                                     |                                     |  |  |  |  |  |  |  |  |  |  |  |  |  |  |  |  |  |  |  |  |  |  |  |  |  |  |  |  |  |  |  |  |  |  |  |  |  |  |  |  |  |  |  |  |  |  |  |  |  |  |  |  |  |  |  |  |  |  |
|  |  |                |                |                |                |                |                |  |  |                                       |                                       |                                       |                                       |                                       |                                       |  |  |                               |                               |                               |                               |                               |                               |  |  |                                         |                                         |                                         |                                         |                                         |                                         |                             |                             |                                     |                                     |                                     |                                     |                                     |                                     |                                     |                                     |                                                          |                                                          |                                                          |                                                          |                                                                |                                                                |                                                                |                                                                |                                                                |                                                                |                                                            |                                                            |                                                            |                                                            |                         |                         |                                                  |                                                  |                                                  |                                                  |                                                  |                                                  |                  |                  |                                               |                                               |                                               |                                               |                                               |                                               |  |  |                                     |                                     |                                     |                                     |                                     |                                     |  |  |  |  |  |  |  |  |  |  |  |  |  |  |  |  |  |  |  |  |  |  |  |  |  |  |  |  |  |  |  |  |  |  |  |  |  |  |  |  |  |  |  |  |  |  |  |  |  |  |  |  |  |  |  |  |  |  |
|  |  |                |                |                |                |                |                |  |  |                                       |                                       |                                       |                                       |                                       |                                       |  |  |                               |                               |                               |                               |                               |                               |  |  |                                         |                                         |                                         |                                         |                                         |                                         |                             |                             |                                     |                                     |                                     |                                     |                                     |                                     |                                     |                                     | イェスン・テムル10 （泰定帝）                            | イェスン・テムル10 （泰定帝）                            | イェスン・テムル10 （泰定帝）                            | イェスン・テムル10 （泰定帝）                            | イェスン・テムル10 （泰定帝）                                  | イェスン・テムル10 （泰定帝）                                  |                                                                |                                                                | カイシャン7 【クルク・カアン】 （武宗）                        | カイシャン7 【クルク・カアン】 （武宗）                        | カイシャン7 【クルク・カアン】 （武宗）                    | カイシャン7 【クルク・カアン】 （武宗）                    | カイシャン7 【クルク・カアン】 （武宗）                    | カイシャン7 【クルク・カアン】 （武宗）                    |                         |                         |                                                  |                                                  |                                                  |                                                  |                                                  |                                                  |                  |                  | アユルバルワダ8 【ブヤント・カアン】 （仁宗） | アユルバルワダ8 【ブヤント・カアン】 （仁宗） | アユルバルワダ8 【ブヤント・カアン】 （仁宗） | アユルバルワダ8 【ブヤント・カアン】 （仁宗） | アユルバルワダ8 【ブヤント・カアン】 （仁宗） | アユルバルワダ8 【ブヤント・カアン】 （仁宗） |  |  |                                     |                                     |                                     |                                     |                                     |                                     |  |  |  |  |  |  |  |  |  |  |  |  |  |  |  |  |  |  |  |  |  |  |  |  |  |  |  |  |  |  |  |  |  |  |  |  |  |  |  |  |  |  |  |  |  |  |  |  |  |  |  |  |  |  |  |  |  |  |
|  |  |                |                |                |                |                |                |  |  |                                       |                                       |                                       |                                       |                                       |                                       |  |  |                               |                               |                               |                               |                               |                               |  |  |                                         |                                         |                                         |                                         |                                         |                                         |                             |                             |                                     |                                     |                                     |                                     |                                     |                                     |                                     |                                     | イェスン・テムル10 （泰定帝）                            | イェスン・テムル10 （泰定帝）                            | イェスン・テムル10 （泰定帝）                            | イェスン・テムル10 （泰定帝）                            | イェスン・テムル10 （泰定帝）                                  | イェスン・テムル10 （泰定帝）                                  |                                                                |                                                                | カイシャン7 【クルク・カアン】 （武宗）                        | カイシャン7 【クルク・カアン】 （武宗）                        | カイシャン7 【クルク・カアン】 （武宗）                    | カイシャン7 【クルク・カアン】 （武宗）                    | カイシャン7 【クルク・カアン】 （武宗）                    | カイシャン7 【クルク・カアン】 （武宗）                    |                         |                         |                                                  |                                                  |                                                  |                                                  |                                                  |                                                  |                  |                  | アユルバルワダ8 【ブヤント・カアン】 （仁宗） | アユルバルワダ8 【ブヤント・カアン】 （仁宗） | アユルバルワダ8 【ブヤント・カアン】 （仁宗） | アユルバルワダ8 【ブヤント・カアン】 （仁宗） | アユルバルワダ8 【ブヤント・カアン】 （仁宗） | アユルバルワダ8 【ブヤント・カアン】 （仁宗） |  |  |                                     |                                     |                                     |                                     |                                     |                                     |  |  |  |  |  |  |  |  |  |  |  |  |  |  |  |  |  |  |  |  |  |  |  |  |  |  |  |  |  |  |  |  |  |  |  |  |  |  |  |  |  |  |  |  |  |  |  |  |  |  |  |  |  |  |  |  |  |  |
|  |  |                |                |                |                |                |                |  |  |                                       |                                       |                                       |                                       |                                       |                                       |  |  |                               |                               |                               |                               |                               |                               |  |  |                                         |                                         |                                         |                                         |                                         |                                         |                             |                             |                                     |                                     |                                     |                                     |                                     |                                     |                                     |                                     |                                                          |                                                          |                                                          |                                                          |                                                                |                                                                |                                                                |                                                                |                                                                |                                                                |                                                            |                                                            |                                                            |                                                            |                         |                         |                                                  |                                                  |                                                  |                                                  |                                                  |                                                  |                  |                  |                                               |                                               |                                               |                                               |                                               |                                               |  |  |                                     |                                     |                                     |                                     |                                     |                                     |  |  |  |  |  |  |  |  |  |  |  |  |  |  |  |  |  |  |  |  |  |  |  |  |  |  |  |  |  |  |  |  |  |  |  |  |  |  |  |  |  |  |  |  |  |  |  |  |  |  |  |  |  |  |  |  |  |  |
|  |  |                |                |                |                |                |                |  |  |                                       |                                       |                                       |                                       |                                       |                                       |  |  |                               |                               |                               |                               |                               |                               |  |  |                                         |                                         |                                         |                                         |                                         |                                         |                             |                             |                                     |                                     |                                     |                                     |                                     |                                     |                                     |                                     | アリギバ11 （天準帝）                                    | アリギバ11 （天準帝）                                    | アリギバ11 （天準帝）                                    | アリギバ11 （天準帝）                                    | アリギバ11 （天準帝）                                          | アリギバ11 （天準帝）                                          |                                                                |                                                                | コシラ13 【クトクト・カアン】 （明宗）                         | コシラ13 【クトクト・カアン】 （明宗）                         | コシラ13 【クトクト・カアン】 （明宗）                     | コシラ13 【クトクト・カアン】 （明宗）                     | コシラ13 【クトクト・カアン】 （明宗）                     | コシラ13 【クトクト・カアン】 （明宗）                     |                         |                         | トク・テムル12 【ジャヤガトゥ・カアン】 （文宗） | トク・テムル12 【ジャヤガトゥ・カアン】 （文宗） | トク・テムル12 【ジャヤガトゥ・カアン】 （文宗） | トク・テムル12 【ジャヤガトゥ・カアン】 （文宗） | トク・テムル12 【ジャヤガトゥ・カアン】 （文宗） | トク・テムル12 【ジャヤガトゥ・カアン】 （文宗） |                  |                  | シデバラ9 【ゲゲーン・カアン】 （英宗）       | シデバラ9 【ゲゲーン・カアン】 （英宗）       | シデバラ9 【ゲゲーン・カアン】 （英宗）       | シデバラ9 【ゲゲーン・カアン】 （英宗）       | シデバラ9 【ゲゲーン・カアン】 （英宗）       | シデバラ9 【ゲゲーン・カアン】 （英宗）       |  |  |                                     |                                     |                                     |                                     |                                     |                                     |  |  |  |  |  |  |  |  |  |  |  |  |  |  |  |  |  |  |  |  |  |  |  |  |  |  |  |  |  |  |  |  |  |  |  |  |  |  |  |  |  |  |  |  |  |  |  |  |  |  |  |  |  |  |  |  |  |  |
|  |  |                |                |                |                |                |                |  |  |                                       |                                       |                                       |                                       |                                       |                                       |  |  |                               |                               |                               |                               |                               |                               |  |  |                                         |                                         |                                         |                                         |                                         |                                         |                             |                             |                                     |                                     |                                     |                                     |                                     |                                     |                                     |                                     | アリギバ11 （天準帝）                                    | アリギバ11 （天準帝）                                    | アリギバ11 （天準帝）                                    | アリギバ11 （天準帝）                                    | アリギバ11 （天準帝）                                          | アリギバ11 （天準帝）                                          |                                                                |                                                                | コシラ13 【クトクト・カアン】 （明宗）                         | コシラ13 【クトクト・カアン】 （明宗）                         | コシラ13 【クトクト・カアン】 （明宗）                     | コシラ13 【クトクト・カアン】 （明宗）                     | コシラ13 【クトクト・カアン】 （明宗）                     | コシラ13 【クトクト・カアン】 （明宗）                     |                         |                         | トク・テムル12 【ジャヤガトゥ・カアン】 （文宗） | トク・テムル12 【ジャヤガトゥ・カアン】 （文宗） | トク・テムル12 【ジャヤガトゥ・カアン】 （文宗） | トク・テムル12 【ジャヤガトゥ・カアン】 （文宗） | トク・テムル12 【ジャヤガトゥ・カアン】 （文宗） | トク・テムル12 【ジャヤガトゥ・カアン】 （文宗） |                  |                  | シデバラ9 【ゲゲーン・カアン】 （英宗）       | シデバラ9 【ゲゲーン・カアン】 （英宗）       | シデバラ9 【ゲゲーン・カアン】 （英宗）       | シデバラ9 【ゲゲーン・カアン】 （英宗）       | シデバラ9 【ゲゲーン・カアン】 （英宗）       | シデバラ9 【ゲゲーン・カアン】 （英宗）       |  |  |                                     |                                     |                                     |                                     |                                     |                                     |  |  |  |  |  |  |  |  |  |  |  |  |  |  |  |  |  |  |  |  |  |  |  |  |  |  |  |  |  |  |  |  |  |  |  |  |  |  |  |  |  |  |  |  |  |  |  |  |  |  |  |  |  |  |  |  |  |  |
|  |  |                |                |                |                |                |                |  |  |                                       |                                       |                                       |                                       |                                       |                                       |  |  |                               |                               |                               |                               |                               |                               |  |  |                                         |                                         |                                         |                                         |                                         |                                         |                             |                             |                                     |                                     |                                     |                                     |                                     |                                     |                                     |                                     |                                                          |                                                          |                                                          |                                                          |                                                                |                                                                |                                                                |                                                                |                                                                |                                                                |                                                            |                                                            |                                                            |                                                            |                         |                         |                                                  |                                                  |                                                  |                                                  |                                                  |                                                  |                  |                  |                                               |                                               |                                               |                                               |                                               |                                               |  |  |                                     |                                     |                                     |                                     |                                     |                                     |  |  |  |  |  |  |  |  |  |  |  |  |  |  |  |  |  |  |  |  |  |  |  |  |  |  |  |  |  |  |  |  |  |  |  |  |  |  |  |  |  |  |  |  |  |  |  |  |  |  |  |  |  |  |  |  |  |  |
|  |  |                |                |                |                |                |                |  |  |                                       |                                       |                                       |                                       |                                       |                                       |  |  |                               |                               |                               |                               |                               |                               |  |  |                                         |                                         |                                         |                                         |                                         |                                         |                             |                             |                                     |                                     |                                     |                                     |                                     |                                     |                                     |                                     |                                                          |                                                          |                                                          |                                                          | トゴン・テムル15 【ウカアト・カアン】 北元皇帝1 （恵宗・順帝） | トゴン・テムル15 【ウカアト・カアン】 北元皇帝1 （恵宗・順帝） | トゴン・テムル15 【ウカアト・カアン】 北元皇帝1 （恵宗・順帝） | トゴン・テムル15 【ウカアト・カアン】 北元皇帝1 （恵宗・順帝） | トゴン・テムル15 【ウカアト・カアン】 北元皇帝1 （恵宗・順帝） | トゴン・テムル15 【ウカアト・カアン】 北元皇帝1 （恵宗・順帝） |                                                            |                                                            | リンチンバル14 （寧宗）                                    | リンチンバル14 （寧宗）                                    | リンチンバル14 （寧宗） | リンチンバル14 （寧宗） | リンチンバル14 （寧宗）                          | リンチンバル14 （寧宗）                          |                                                  |                                                  |                                                  |                                                  |                  |                  |                                               |                                               |                                               |                                               |                                               |                                               |  |  | イェスデル18 【ジョリグト・ハーン】 | イェスデル18 【ジョリグト・ハーン】 | イェスデル18 【ジョリグト・ハーン】 | イェスデル18 【ジョリグト・ハーン】 | イェスデル18 【ジョリグト・ハーン】 | イェスデル18 【ジョリグト・ハーン】 |  |  |  |  |  |  |  |  |  |  |  |  |  |  |  |  |  |  |  |  |  |  |  |  |  |  |  |  |  |  |  |  |  |  |  |  |  |  |  |  |  |  |  |  |  |  |  |  |  |  |  |  |  |  |  |  |  |  |
|  |  |                |                |                |                |                |                |  |  |                                       |                                       |                                       |                                       |                                       |                                       |  |  |                               |                               |                               |                               |                               |                               |  |  |                                         |                                         |                                         |                                         |                                         |                                         |                             |                             |                                     |                                     |                                     |                                     |                                     |                                     |                                     |                                     |                                                          |                                                          |                                                          |                                                          | トゴン・テムル15 【ウカアト・カアン】 北元皇帝1 （恵宗・順帝） | トゴン・テムル15 【ウカアト・カアン】 北元皇帝1 （恵宗・順帝） | トゴン・テムル15 【ウカアト・カアン】 北元皇帝1 （恵宗・順帝） | トゴン・テムル15 【ウカアト・カアン】 北元皇帝1 （恵宗・順帝） | トゴン・テムル15 【ウカアト・カアン】 北元皇帝1 （恵宗・順帝） | トゴン・テムル15 【ウカアト・カアン】 北元皇帝1 （恵宗・順帝） |                                                            |                                                            | リンチンバル14 （寧宗）                                    | リンチンバル14 （寧宗）                                    | リンチンバル14 （寧宗） | リンチンバル14 （寧宗） | リンチンバル14 （寧宗）                          | リンチンバル14 （寧宗）                          |                                                  |                                                  |                                                  |                                                  |                  |                  |                                               |                                               |                                               |                                               |                                               |                                               |  |  | イェスデル18 【ジョリグト・ハーン】 | イェスデル18 【ジョリグト・ハーン】 | イェスデル18 【ジョリグト・ハーン】 | イェスデル18 【ジョリグト・ハーン】 | イェスデル18 【ジョリグト・ハーン】 | イェスデル18 【ジョリグト・ハーン】 |  |  |  |  |  |  |  |  |  |  |  |  |  |  |  |  |  |  |  |  |  |  |  |  |  |  |  |  |  |  |  |  |  |  |  |  |  |  |  |  |  |  |  |  |  |  |  |  |  |  |  |  |  |  |  |  |  |  |
|  |  |                |                |                |                |                |                |  |  |                                       |                                       |                                       |                                       |                                       |                                       |  |  |                               |                               |                               |                               |                               |                               |  |  |                                         |                                         |                                         |                                         |                                         |                                         |                             |                             |                                     |                                     |                                     |                                     |                                     |                                     |                                     |                                     |                                                          |                                                          |                                                          |                                                          |                                                                |                                                                |                                                                |                                                                |                                                                |                                                                |                                                            |                                                            |                                                            |                                                            |                         |                         |                                                  |                                                  |                                                  |                                                  |                                                  |                                                  |                  |                  |                                               |                                               |                                               |                                               |                                               |                                               |  |  |                                     |                                     |                                     |                                     |                                     |                                     |  |  |  |  |  |  |  |  |  |  |  |  |  |  |  |  |  |  |  |  |  |  |  |  |  |  |  |  |  |  |  |  |  |  |  |  |  |  |  |  |  |  |  |  |  |  |  |  |  |  |  |  |  |  |  |  |  |  |
|  |  |                |                |                |                |                |                |  |  |                                       |                                       |                                       |                                       |                                       |                                       |  |  |                               |                               |                               |                               |                               |                               |  |  |                                         |                                         |                                         |                                         |                                         |                                         |                             |                             |                                     |                                     |                                     |                                     |                                     |                                     |                                     |                                     | アユルシリダラ16 【ビリクト・ハーン】 北元皇帝2 （昭宗） | アユルシリダラ16 【ビリクト・ハーン】 北元皇帝2 （昭宗） | アユルシリダラ16 【ビリクト・ハーン】 北元皇帝2 （昭宗） | アユルシリダラ16 【ビリクト・ハーン】 北元皇帝2 （昭宗） | アユルシリダラ16 【ビリクト・ハーン】 北元皇帝2 （昭宗）       | アユルシリダラ16 【ビリクト・ハーン】 北元皇帝2 （昭宗）       |                                                                |                                                                | トグス・テムル17 【ウスハル・ハーン】 北元皇帝3 （天元帝）     | トグス・テムル17 【ウスハル・ハーン】 北元皇帝3 （天元帝）     | トグス・テムル17 【ウスハル・ハーン】 北元皇帝3 （天元帝） | トグス・テムル17 【ウスハル・ハーン】 北元皇帝3 （天元帝） | トグス・テムル17 【ウスハル・ハーン】 北元皇帝3 （天元帝） | トグス・テムル17 【ウスハル・ハーン】 北元皇帝3 （天元帝） |                         |                         |                                                  |                                                  |                                                  |                                                  |                                                  |                                                  |                  |                  |                                               |                                               |                                               |                                               |                                               |                                               |  |  | エンケ19                            | エンケ19                            | エンケ19                            | エンケ19                            | エンケ19                            | エンケ19                            |  |  |  |  |  |  |  |  |  |  |  |  |  |  |  |  |  |  |  |  |  |  |  |  |  |  |  |  |  |  |  |  |  |  |  |  |  |  |  |  |  |  |  |  |  |  |  |  |  |  |  |  |  |  |  |  |  |  |
|  |  |                |                |                |                |                |                |  |  |                                       |                                       |                                       |                                       |                                       |                                       |  |  |                               |                               |                               |                               |                               |                               |  |  |                                         |                                         |                                         |                                         |                                         |                                         |                             |                             |                                     |                                     |                                     |                                     |                                     |                                     |                                     |                                     | アユルシリダラ16 【ビリクト・ハーン】 北元皇帝2 （昭宗） | アユルシリダラ16 【ビリクト・ハーン】 北元皇帝2 （昭宗） | アユルシリダラ16 【ビリクト・ハーン】 北元皇帝2 （昭宗） | アユルシリダラ16 【ビリクト・ハーン】 北元皇帝2 （昭宗） | アユルシリダラ16 【ビリクト・ハーン】 北元皇帝2 （昭宗）       | アユルシリダラ16 【ビリクト・ハーン】 北元皇帝2 （昭宗）       |                                                                |                                                                | トグス・テムル17 【ウスハル・ハーン】 北元皇帝3 （天元帝）     | トグス・テムル17 【ウスハル・ハーン】 北元皇帝3 （天元帝）     | トグス・テムル17 【ウスハル・ハーン】 北元皇帝3 （天元帝） | トグス・テムル17 【ウスハル・ハーン】 北元皇帝3 （天元帝） | トグス・テムル17 【ウスハル・ハーン】 北元皇帝3 （天元帝） | トグス・テムル17 【ウスハル・ハーン】 北元皇帝3 （天元帝） |                         |                         |                                                  |                                                  |                                                  |                                                  |                                                  |                                                  |                  |                  |                                               |                                               |                                               |                                               |                                               |                                               |  |  | エンケ19                            | エンケ19                            | エンケ19                            | エンケ19                            | エンケ19                            | エンケ19                            |  |  |  |  |  |  |  |  |  |  |  |  |  |  |  |  |  |  |  |  |  |  |  |  |  |  |  |  |  |  |  |  |  |  |  |  |  |  |  |  |  |  |  |  |  |  |  |  |  |  |  |  |  |  |  |  |  |  |
|  |  |                |                |                |                |                |                |  |  |                                       |                                       |                                       |                                       |                                       |                                       |  |  |                               |                               |                               |                               |                               |                               |  |  |                                         |                                         |                                         |                                         |                                         |                                         |                             |                             |                                     |                                     |                                     |                                     |                                     |                                     |                                     |                                     |                                                          |                                                          |                                                          |                                                          |                                                                |                                                                |                                                                |                                                                |                                                                |                                                                |                                                            |                                                            |                                                            |                                                            |                         |                         |                                                  |                                                  |                                                  |                                                  |                                                  |                                                  |                  |                  |                                               |                                               |                                               |                                               |                                               |                                               |  |  |                                     |                                     |                                     |                                     |                                     |                                     |  |  |  |  |  |  |  |  |  |  |  |  |  |  |  |  |  |  |  |  |  |  |  |  |  |  |  |  |  |  |  |  |  |  |  |  |  |  |  |  |  |  |  |  |  |  |  |  |  |  |  |  |  |  |  |  |  |  |
|  |  |                |                |                |                |                |                |  |  |                                       |                                       |                                       |                                       |                                       |                                       |  |  |                               |                               |                               |                               |                               |                               |  |  |                                         |                                         |                                         |                                         |                                         |                                         |                             |                             |                                     |                                     |                                     |                                     |                                     |                                     |                                     |                                     | エルベク20 【ニグレスクチ・ハーン】 マイダリ・バラ?      |                                                          |                                                          |                                                          |                                                                |                                                                |                                                                |                                                                |                                                                |                                                                |                                                            |                                                            |                                                            |                                                            |                         |                         |                                                  |                                                  |                                                  |                                                  |                                                  |                                                  |                  |                  |                                               |                                               |                                               |                                               |                                               |                                               |  |  |                                     |                                     |                                     |                                     |                                     |                                     |  |  |  |  |  |  |  |  |  |  |  |  |  |  |  |  |  |  |  |  |  |  |  |  |  |  |  |  |  |  |  |  |  |  |  |  |  |  |  |  |  |  |  |  |  |  |  |  |  |  |  |  |  |  |  |  |  |  |
|  |  |                |                |                |                |                |                |  |  |                                       |                                       |                                       |                                       |                                       |                                       |  |  |                               |                               |                               |                               |                               |                               |  |  |                                         |                                         |                                         |                                         |                                         |                                         |                             |                             |                                     |                                     |                                     |                                     |                                     |                                     |                                     |                                     |                                                          |                                                          |                                                          |                                                          |                                                                |                                                                |                                                                |                                                                |                                                                |                                                                |                                                            |                                                            |                                                            |                                                            |                         |                         |                                                  |                                                  |                                                  |                                                  |                                                  |                                                  |                  |                  |                                               |                                               |                                               |                                               |                                               |                                               |  |  |                                     |                                     |                                     |                                     |                                     |                                     |  |  |  |  |  |  |  |  |  |  |  |  |  |  |  |  |  |  |  |  |  |  |  |  |  |  |  |  |  |  |  |  |  |  |  |  |  |  |  |  |  |  |  |  |  |  |  |  |  |  |  |  |  |  |  |  |  |  |
|  |  |                |                |                |                |                |                |  |  |                                       |                                       |                                       |                                       |                                       |                                       |  |  |                               |                               |                               |                               |                               |                               |  |  |                                         |                                         |                                         |                                         |                                         |                                         |                             |                             |                                     |                                     |                                     |                                     |                                     |                                     |                                     |                                     |                                                          |                                                          |                                                          |                                                          |                                                                |                                                                |                                                                |                                                                |                                                                |                                                                |                                                            |                                                            |                                                            |                                                            |                         |                         |                                                  |                                                  |                                                  |                                                  |                                                  |                                                  |                  |                  |                                               |                                               |                                               |                                               |                                               |                                               |  |  |                                     |                                     |                                     |                                     |                                     |                                     |  |  |  |  |  |  |  |  |  |  |  |  |  |  |  |  |  |  |  |  |  |  |  |  |  |  |  |  |  |  |  |  |  |  |  |  |  |  |  |  |  |  |  |  |  |  |  |  |  |  |  |  |  |  |  |  |  |  |
|  |  |                |                |                |                |                |                |  |  |                                       |                                       |                                       |                                       |                                       |                                       |  |  |                               |                               |                               |                               |                               |                               |  |  |                                         |                                         |                                         |                                         |                                         |                                         |                             |                             | オルク・テムル22 鬼力赤（グイリチ） | オルク・テムル22 鬼力赤（グイリチ） | オルク・テムル22 鬼力赤（グイリチ） | オルク・テムル22 鬼力赤（グイリチ） | オルク・テムル22 鬼力赤（グイリチ） | オルク・テムル22 鬼力赤（グイリチ） |                                     |                                     | オルジェイ・テムル23                                     | オルジェイ・テムル23                                     | オルジェイ・テムル23                                     | オルジェイ・テムル23                                     | オルジェイ・テムル23                                           | オルジェイ・テムル23                                           |                                                                |                                                                | ハルグチュク 【ホンタイジ】                                    | ハルグチュク 【ホンタイジ】                                    | ハルグチュク 【ホンタイジ】                                | ハルグチュク 【ホンタイジ】                                | ハルグチュク 【ホンタイジ】                                | ハルグチュク 【ホンタイジ】                                |                         |                         | オルジェイト 皇后妃子                            | オルジェイト 皇后妃子                            | オルジェイト 皇后妃子                            | オルジェイト 皇后妃子                            | オルジェイト 皇后妃子                            | オルジェイト 皇后妃子                            |                  |                  | オゲチ・ハシハ モンケ・テムル? オイラト王     | オゲチ・ハシハ モンケ・テムル? オイラト王     | オゲチ・ハシハ モンケ・テムル? オイラト王     | オゲチ・ハシハ モンケ・テムル? オイラト王     | オゲチ・ハシハ モンケ・テムル? オイラト王     | オゲチ・ハシハ モンケ・テムル? オイラト王     |  |  | クン・テムル21                      | クン・テムル21                      | クン・テムル21                      | クン・テムル21                      | クン・テムル21                      | クン・テムル21                      |  |  |  |  |  |  |  |  |  |  |  |  |  |  |  |  |  |  |  |  |  |  |  |  |  |  |  |  |  |  |  |  |  |  |  |  |  |  |  |  |  |  |  |  |  |  |  |  |  |  |  |  |  |  |  |  |  |  |
|  |  |                |                |                |                |                |                |  |  |                                       |                                       |                                       |                                       |                                       |                                       |  |  |                               |                               |                               |                               |                               |                               |  |  |                                         |                                         |                                         |                                         |                                         |                                         |                             |                             | オルク・テムル22 鬼力赤（グイリチ） | オルク・テムル22 鬼力赤（グイリチ） | オルク・テムル22 鬼力赤（グイリチ） | オルク・テムル22 鬼力赤（グイリチ） | オルク・テムル22 鬼力赤（グイリチ） | オルク・テムル22 鬼力赤（グイリチ） |                                     |                                     | オルジェイ・テムル23                                     | オルジェイ・テムル23                                     | オルジェイ・テムル23                                     | オルジェイ・テムル23                                     | オルジェイ・テムル23                                           | オルジェイ・テムル23                                           |                                                                |                                                                | ハルグチュク 【ホンタイジ】                                    | ハルグチュク 【ホンタイジ】                                    | ハルグチュク 【ホンタイジ】                                | ハルグチュク 【ホンタイジ】                                | ハルグチュク 【ホンタイジ】                                | ハルグチュク 【ホンタイジ】                                |                         |                         | オルジェイト 皇后妃子                            | オルジェイト 皇后妃子                            | オルジェイト 皇后妃子                            | オルジェイト 皇后妃子                            | オルジェイト 皇后妃子                            | オルジェイト 皇后妃子                            |                  |                  | オゲチ・ハシハ モンケ・テムル? オイラト王     | オゲチ・ハシハ モンケ・テムル? オイラト王     | オゲチ・ハシハ モンケ・テムル? オイラト王     | オゲチ・ハシハ モンケ・テムル? オイラト王     | オゲチ・ハシハ モンケ・テムル? オイラト王     | オゲチ・ハシハ モンケ・テムル? オイラト王     |  |  | クン・テムル21                      | クン・テムル21                      | クン・テムル21                      | クン・テムル21                      | クン・テムル21                      | クン・テムル21                      |  |  |  |  |  |  |  |  |  |  |  |  |  |  |  |  |  |  |  |  |  |  |  |  |  |  |  |  |  |  |  |  |  |  |  |  |  |  |  |  |  |  |  |  |  |  |  |  |  |  |  |  |  |  |  |  |  |  |
|  |  |                |                |                |                |                |                |  |  |                                       |                                       |                                       |                                       |                                       |                                       |  |  |                               |                               |                               |                               |                               |                               |  |  |                                         |                                         |                                         |                                         |                                         |                                         |                             |                             |                                     |                                     |                                     |                                     |                                     |                                     |                                     |                                     |                                                          |                                                          |                                                          |                                                          |                                                                |                                                                |                                                                |                                                                |                                                                |                                                                |                                                            |                                                            |                                                            |                                                            |                         |                         |                                                  |                                                  |                                                  |                                                  |                                                  |                                                  |                  |                  |                                               |                                               |                                               |                                               |                                               |                                               |  |  |                                     |                                     |                                     |                                     |                                     |                                     |  |  |  |  |  |  |  |  |  |  |  |  |  |  |  |  |  |  |  |  |  |  |  |  |  |  |  |  |  |  |  |  |  |  |  |  |  |  |  |  |  |  |  |  |  |  |  |  |  |  |  |  |  |  |  |  |  |  |
|  |  |                |                |                |                |                |                |  |  |                                       |                                       |                                       |                                       |                                       |                                       |  |  |                               |                               |                               |                               |                               |                               |  |  |                                         |                                         |                                         |                                         |                                         |                                         |                             |                             | アダイ26                            | アダイ26                            | アダイ26                            | アダイ26                            | アダイ26                            | アダイ26                            |                                     |                                     | ダルバク24                                               | ダルバク24                                               | ダルバク24                                               | ダルバク24                                               | ダルバク24                                                     | ダルバク24                                                     |                                                                |                                                                |                                                                |                                                                |                                                            |                                                            | アジャイ 太子                                              | アジャイ 太子                                              | アジャイ 太子           | アジャイ 太子           | アジャイ 太子                                    | アジャイ 太子                                    |                                                  |                                                  |                                                  |                                                  |                  |                  | オイラダイ25 エセク?                          | オイラダイ25 エセク?                          | オイラダイ25 エセク?                          | オイラダイ25 エセク?                          | オイラダイ25 エセク?                          | オイラダイ25 エセク?                          |  |  |                                     |                                     |                                     |                                     |                                     |                                     |  |  |  |  |  |  |  |  |  |  |  |  |  |  |  |  |  |  |  |  |  |  |  |  |  |  |  |  |  |  |  |  |  |  |  |  |  |  |  |  |  |  |  |  |  |  |  |  |  |  |  |  |  |  |  |  |  |  |
|  |  |                |                |                |                |                |                |  |  |                                       |                                       |                                       |                                       |                                       |                                       |  |  |                               |                               |                               |                               |                               |                               |  |  |                                         |                                         |                                         |                                         |                                         |                                         |                             |                             | アダイ26                            | アダイ26                            | アダイ26                            | アダイ26                            | アダイ26                            | アダイ26                            |                                     |                                     | ダルバク24                                               | ダルバク24                                               | ダルバク24                                               | ダルバク24                                               | ダルバク24                                                     | ダルバク24                                                     |                                                                |                                                                |                                                                |                                                                |                                                            |                                                            | アジャイ 太子                                              | アジャイ 太子                                              | アジャイ 太子           | アジャイ 太子           | アジャイ 太子                                    | アジャイ 太子                                    |                                                  |                                                  |                                                  |                                                  |                  |                  | オイラダイ25 エセク?                          | オイラダイ25 エセク?                          | オイラダイ25 エセク?                          | オイラダイ25 エセク?                          | オイラダイ25 エセク?                          | オイラダイ25 エセク?                          |  |  |                                     |                                     |                                     |                                     |                                     |                                     |  |  |  |  |  |  |  |  |  |  |  |  |  |  |  |  |  |  |  |  |  |  |  |  |  |  |  |  |  |  |  |  |  |  |  |  |  |  |  |  |  |  |  |  |  |  |  |  |  |  |  |  |  |  |  |  |  |  |
|  |  |                |                |                |                |                |                |  |  |                                       |                                       |                                       |                                       |                                       |                                       |  |  |                               |                               |                               |                               |                               |                               |  |  |                                         |                                         |                                         |                                         |                                         |                                         |                             |                             |                                     |                                     |                                     |                                     |                                     |                                     |                                     |                                     |                                                          |                                                          |                                                          |                                                          |                                                                |                                                                |                                                                |                                                                |                                                                |                                                                |                                                            |                                                            |                                                            |                                                            |                         |                         |                                                  |                                                  |                                                  |                                                  |                                                  |                                                  |                  |                  |                                               |                                               |                                               |                                               |                                               |                                               |  |  |                                     |                                     |                                     |                                     |                                     |                                     |  |  |  |  |  |  |  |  |  |  |  |  |  |  |  |  |  |  |  |  |  |  |  |  |  |  |  |  |  |  |  |  |  |  |  |  |  |  |  |  |  |  |  |  |  |  |  |  |  |  |  |  |  |  |  |  |  |  |
|  |  |                |                |                |                |                |                |  |  |                                       |                                       |                                       |                                       |                                       |                                       |  |  |                               |                               |                               |                               |                               |                               |  |  |                                         |                                         |                                         |                                         | エセン29 （大元天盛大可汗）             | エセン29 （大元天盛大可汗）             | エセン29 （大元天盛大可汗） | エセン29 （大元天盛大可汗） | エセン29 （大元天盛大可汗）         | エセン29 （大元天盛大可汗）         |                                     |                                     | サムル 皇后                         | サムル 皇后                         | サムル 皇后                         | サムル 皇后                         | サムル 皇后                                              | サムル 皇后                                              |                                                          |                                                          | トクトア・ブハ27 【タイスン・ハーン】                          | トクトア・ブハ27 【タイスン・ハーン】                          | トクトア・ブハ27 【タイスン・ハーン】                          | トクトア・ブハ27 【タイスン・ハーン】                          | トクトア・ブハ27 【タイスン・ハーン】                          | トクトア・ブハ27 【タイスン・ハーン】                          |                                                            |                                                            | アクバルジ28 【晋王】                                      | アクバルジ28 【晋王】                                      | アクバルジ28 【晋王】   | アクバルジ28 【晋王】   | アクバルジ28 【晋王】                            | アクバルジ28 【晋王】                            |                                                  |                                                  | マンドゥールン32                                 | マンドゥールン32                                 | マンドゥールン32 | マンドゥールン32 | マンドゥールン32                              | マンドゥールン32                              |                                               |                                               |                                               |                                               |  |  |                                     |                                     |                                     |                                     |                                     |                                     |  |  |  |  |  |  |  |  |  |  |  |  |  |  |  |  |  |  |  |  |  |  |  |  |  |  |  |  |  |  |  |  |  |  |  |  |  |  |  |  |  |  |  |  |  |  |  |  |  |  |  |  |  |  |  |  |  |  |
|  |  |                |                |                |                |                |                |  |  |                                       |                                       |                                       |                                       |                                       |                                       |  |  |                               |                               |                               |                               |                               |                               |  |  |                                         |                                         |                                         |                                         | エセン29 （大元天盛大可汗）             | エセン29 （大元天盛大可汗）             | エセン29 （大元天盛大可汗） | エセン29 （大元天盛大可汗） | エセン29 （大元天盛大可汗）         | エセン29 （大元天盛大可汗）         |                                     |                                     | サムル 皇后                         | サムル 皇后                         | サムル 皇后                         | サムル 皇后                         | サムル 皇后                                              | サムル 皇后                                              |                                                          |                                                          | トクトア・ブハ27 【タイスン・ハーン】                          | トクトア・ブハ27 【タイスン・ハーン】                          | トクトア・ブハ27 【タイスン・ハーン】                          | トクトア・ブハ27 【タイスン・ハーン】                          | トクトア・ブハ27 【タイスン・ハーン】                          | トクトア・ブハ27 【タイスン・ハーン】                          |                                                            |                                                            | アクバルジ28 【晋王】                                      | アクバルジ28 【晋王】                                      | アクバルジ28 【晋王】   | アクバルジ28 【晋王】   | アクバルジ28 【晋王】                            | アクバルジ28 【晋王】                            |                                                  |                                                  | マンドゥールン32                                 | マンドゥールン32                                 | マンドゥールン32 | マンドゥールン32 | マンドゥールン32                              | マンドゥールン32                              |                                               |                                               |                                               |                                               |  |  |                                     |                                     |                                     |                                     |                                     |                                     |  |  |  |  |  |  |  |  |  |  |  |  |  |  |  |  |  |  |  |  |  |  |  |  |  |  |  |  |  |  |  |  |  |  |  |  |  |  |  |  |  |  |  |  |  |  |  |  |  |  |  |  |  |  |  |  |  |  |
|  |  |                |                |                |                |                |                |  |  |                                       |                                       |                                       |                                       |                                       |                                       |  |  |                               |                               |                               |                               |                               |                               |  |  |                                         |                                         |                                         |                                         |                                         |                                         |                             |                             |                                     |                                     |                                     |                                     |                                     |                                     |                                     |                                     |                                                          |                                                          |                                                          |                                                          |                                                                |                                                                |                                                                |                                                                |                                                                |                                                                |                                                            |                                                            |                                                            |                                                            |                         |                         |                                                  |                                                  |                                                  |                                                  |                                                  |                                                  |                  |                  |                                               |                                               |                                               |                                               |                                               |                                               |  |  |                                     |                                     |                                     |                                     |                                     |                                     |  |  |  |  |  |  |  |  |  |  |  |  |  |  |  |  |  |  |  |  |  |  |  |  |  |  |  |  |  |  |  |  |  |  |  |  |  |  |  |  |  |  |  |  |  |  |  |  |  |  |  |  |  |  |  |  |  |  |
|  |  |                |                |                |                |                |                |  |  |                                       |                                       |                                       |                                       |                                       |                                       |  |  |                               |                               |                               |                               |                               |                               |  |  |                                         |                                         |                                         |                                         |                                         |                                         |                             |                             |                                     |                                     |                                     |                                     |                                     |                                     |                                     |                                     |                                                          |                                                          |                                                          |                                                          |                                                                |                                                                |                                                                |                                                                |                                                                |                                                                |                                                            |                                                            |                                                            |                                                            |                         |                         |                                                  |                                                  |                                                  |                                                  |                                                  |                                                  |                  |                  |                                               |                                               |                                               |                                               |                                               |                                               |  |  |                                     |                                     |                                     |                                     |                                     |                                     |  |  |  |  |  |  |  |  |  |  |  |  |  |  |  |  |  |  |  |  |  |  |  |  |  |  |  |  |  |  |  |  |  |  |  |  |  |  |  |  |  |  |  |  |  |  |  |  |  |  |  |  |  |  |  |  |  |  |
|  |  |                |                |                |                |                |                |  |  |                                       |                                       |                                       |                                       |                                       |                                       |  |  |                               |                               |                               |                               |                               |                               |  |  |                                         |                                         |                                         |                                         | セチェク 妃子                           | セチェク 妃子                           | セチェク 妃子               | セチェク 妃子               | セチェク 妃子                       | セチェク 妃子                       |                                     |                                     | マルコルギス30 【ウケクト・ハーン】 | マルコルギス30 【ウケクト・ハーン】 | マルコルギス30 【ウケクト・ハーン】 | マルコルギス30 【ウケクト・ハーン】 | マルコルギス30 【ウケクト・ハーン】                      | マルコルギス30 【ウケクト・ハーン】                      |                                                          |                                                          | モーラン31                                                     | モーラン31                                                     | モーラン31                                                     | モーラン31                                                     | モーラン31                                                     | モーラン31                                                     |                                                            |                                                            | ハルグチュク 太子                                          | ハルグチュク 太子                                          | ハルグチュク 太子       | ハルグチュク 太子       | ハルグチュク 太子                                | ハルグチュク 太子                                |                                                  |                                                  |                                                  |                                                  |                  |                  |                                               |                                               |                                               |                                               |                                               |                                               |  |  |                                     |                                     |                                     |                                     |                                     |                                     |  |  |  |  |  |  |  |  |  |  |  |  |  |  |  |  |  |  |  |  |  |  |  |  |  |  |  |  |  |  |  |  |  |  |  |  |  |  |  |  |  |  |  |  |  |  |  |  |  |  |  |  |  |  |  |  |  |  |
|  |  |                |                |                |                |                |                |  |  |                                       |                                       |                                       |                                       |                                       |                                       |  |  |                               |                               |                               |                               |                               |                               |  |  |                                         |                                         |                                         |                                         | セチェク 妃子                           | セチェク 妃子                           | セチェク 妃子               | セチェク 妃子               | セチェク 妃子                       | セチェク 妃子                       |                                     |                                     | マルコルギス30 【ウケクト・ハーン】 | マルコルギス30 【ウケクト・ハーン】 | マルコルギス30 【ウケクト・ハーン】 | マルコルギス30 【ウケクト・ハーン】 | マルコルギス30 【ウケクト・ハーン】                      | マルコルギス30 【ウケクト・ハーン】                      |                                                          |                                                          | モーラン31                                                     | モーラン31                                                     | モーラン31                                                     | モーラン31                                                     | モーラン31                                                     | モーラン31                                                     |                                                            |                                                            | ハルグチュク 太子                                          | ハルグチュク 太子                                          | ハルグチュク 太子       | ハルグチュク 太子       | ハルグチュク 太子                                | ハルグチュク 太子                                |                                                  |                                                  |                                                  |                                                  |                  |                  |                                               |                                               |                                               |                                               |                                               |                                               |  |  |                                     |                                     |                                     |                                     |                                     |                                     |  |  |  |  |  |  |  |  |  |  |  |  |  |  |  |  |  |  |  |  |  |  |  |  |  |  |  |  |  |  |  |  |  |  |  |  |  |  |  |  |  |  |  |  |  |  |  |  |  |  |  |  |  |  |  |  |  |  |
|  |  |                |                |                |                |                |                |  |  |                                       |                                       |                                       |                                       |                                       |                                       |  |  |                               |                               |                               |                               |                               |                               |  |  |                                         |                                         |                                         |                                         |                                         |                                         |                             |                             |                                     |                                     |                                     |                                     |                                     |                                     |                                     |                                     |                                                          |                                                          |                                                          |                                                          |                                                                |                                                                |                                                                |                                                                |                                                                |                                                                |                                                            |                                                            |                                                            |                                                            |                         |                         |                                                  |                                                  |                                                  |                                                  |                                                  |                                                  |                  |                  |                                               |                                               |                                               |                                               |                                               |                                               |  |  |                                     |                                     |                                     |                                     |                                     |                                     |  |  |  |  |  |  |  |  |  |  |  |  |  |  |  |  |  |  |  |  |  |  |  |  |  |  |  |  |  |  |  |  |  |  |  |  |  |  |  |  |  |  |  |  |  |  |  |  |  |  |  |  |  |  |  |  |  |  |
|  |  |                |                |                |                |                |                |  |  |                                       |                                       |                                       |                                       |                                       |                                       |  |  |                               |                               |                               |                               |                               |                               |  |  |                                         |                                         |                                         |                                         |                                         |                                         |                             |                             |                                     |                                     |                                     |                                     |                                     |                                     |                                     |                                     | バヤン・モンケ33 【ボルフ晋王】                          |                                                          |                                                          |                                                          |                                                                |                                                                |                                                                |                                                                |                                                                |                                                                |                                                            |                                                            |                                                            |                                                            |                         |                         |                                                  |                                                  |                                                  |                                                  |                                                  |                                                  |                  |                  |                                               |                                               |                                               |                                               |                                               |                                               |  |  |                                     |                                     |                                     |                                     |                                     |                                     |  |  |  |  |  |  |  |  |  |  |  |  |  |  |  |  |  |  |  |  |  |  |  |  |  |  |  |  |  |  |  |  |  |  |  |  |  |  |  |  |  |  |  |  |  |  |  |  |  |  |  |  |  |  |  |  |  |  |
|  |  |                |                |                |                |                |                |  |  |                                       |                                       |                                       |                                       |                                       |                                       |  |  |                               |                               |                               |                               |                               |                               |  |  |                                         |                                         |                                         |                                         |                                         |                                         |                             |                             |                                     |                                     |                                     |                                     |                                     |                                     |                                     |                                     |                                                          |                                                          |                                                          |                                                          |                                                                |                                                                |                                                                |                                                                |                                                                |                                                                |                                                            |                                                            |                                                            |                                                            |                         |                         |                                                  |                                                  |                                                  |                                                  |                                                  |                                                  |                  |                  |                                               |                                               |                                               |                                               |                                               |                                               |  |  |                                     |                                     |                                     |                                     |                                     |                                     |  |  |  |  |  |  |  |  |  |  |  |  |  |  |  |  |  |  |  |  |  |  |  |  |  |  |  |  |  |  |  |  |  |  |  |  |  |  |  |  |  |  |  |  |  |  |  |  |  |  |  |  |  |  |  |  |  |  |
|  |  |                |                |                |                |                |                |  |  |                                       |                                       |                                       |                                       |                                       |                                       |  |  |                               |                               |                               |                               |                               |                               |  |  |                                         |                                         |                                         |                                         |                                         |                                         |                             |                             |                                     |                                     |                                     |                                     |                                     |                                     |                                     |                                     | バトゥ・モンケ34 【ダヤン・ハーン】                      |                                                          |                                                          |                                                          |                                                                |                                                                |                                                                |                                                                |                                                                |                                                                |                                                            |                                                            |                                                            |                                                            |                         |                         |                                                  |                                                  |                                                  |                                                  |                                                  |                                                  |                  |                  |                                               |                                               |                                               |                                               |                                               |                                               |  |  |                                     |                                     |                                     |                                     |                                     |                                     |  |  |  |  |  |  |  |  |  |  |  |  |  |  |  |  |  |  |  |  |  |  |  |  |  |  |  |  |  |  |  |  |  |  |  |  |  |  |  |  |  |  |  |  |  |  |  |  |  |  |  |  |  |  |  |  |  |  |
|  |  |                |                |                |                |                |                |  |  |                                       |                                       |                                       |                                       |                                       |                                       |  |  |                               |                               |                               |                               |                               |                               |  |  |                                         |                                         |                                         |                                         |                                         |                                         |                             |                             |                                     |                                     |                                     |                                     |                                     |                                     |                                     |                                     |                                                          |                                                          |                                                          |                                                          |                                                                |                                                                |                                                                |                                                                |                                                                |                                                                |                                                            |                                                            |                                                            |                                                            |                         |                         |                                                  |                                                  |                                                  |                                                  |                                                  |                                                  |                  |                  |                                               |                                               |                                               |                                               |                                               |                                               |  |  |                                     |                                     |                                     |                                     |                                     |                                     |  |  |  |  |  |  |  |  |  |  |  |  |  |  |  |  |  |  |  |  |  |  |  |  |  |  |  |  |  |  |  |  |  |  |  |  |  |  |  |  |  |  |  |  |  |  |  |  |  |  |  |  |  |  |  |  |  |  |
|  |  |                |                |                |                |                |                |  |  |                                       |                                       |                                       |                                       |                                       |                                       |  |  |                               |                               |                               |                               |                               |                               |  |  |                                         |                                         |                                         |                                         |                                         |                                         |                             |                             |                                     |                                     |                                     |                                     |                                     |                                     |                                     |                                     |                                                          |                                                          |                                                          |                                                          |                                                                |                                                                |                                                                |                                                                |                                                                |                                                                |                                                            |                                                            |                                                            |                                                            |                         |                         |                                                  |                                                  |                                                  |                                                  |                                                  |                                                  |                  |                  |                                               |                                               |                                               |                                               |                                               |                                               |  |  |                                     |                                     |                                     |                                     |                                     |                                     |  |  |  |  |  |  |  |  |  |  |  |  |  |  |  |  |  |  |  |  |  |  |  |  |  |  |  |  |  |  |  |  |  |  |  |  |  |  |  |  |  |  |  |  |  |  |  |  |  |  |  |  |  |  |  |  |  |  |
|  |  |                |                |                |                |                |                |  |  |                                       |                                       |                                       |                                       |                                       |                                       |  |  |                               |                               |                               |                               |                               |                               |  |  | バルス・ボラト35 【サイン・アラク晋王】 | バルス・ボラト35 【サイン・アラク晋王】 | バルス・ボラト35 【サイン・アラク晋王】 | バルス・ボラト35 【サイン・アラク晋王】 | バルス・ボラト35 【サイン・アラク晋王】 | バルス・ボラト35 【サイン・アラク晋王】 |                             |                             | アル・ボラト                        | アル・ボラト                        | アル・ボラト                        | アル・ボラト                        | アル・ボラト                        | アル・ボラト                        |                                     |                                     | トロ・ボラト チャハル部                                  | トロ・ボラト チャハル部                                  | トロ・ボラト チャハル部                                  | トロ・ボラト チャハル部                                  | トロ・ボラト チャハル部                                        | トロ・ボラト チャハル部                                        |                                                                |                                                                | アルチュ・ボラト                                               | アルチュ・ボラト                                               | アルチュ・ボラト                                           | アルチュ・ボラト                                           | アルチュ・ボラト                                           | アルチュ・ボラト                                           |                         |                         | ゲレセンジェ 外ハルハ部                          | ゲレセンジェ 外ハルハ部                          | ゲレセンジェ 外ハルハ部                          | ゲレセンジェ 外ハルハ部                          | ゲレセンジェ 外ハルハ部                          | ゲレセンジェ 外ハルハ部                          |                  |                  |                                               |                                               |                                               |                                               |                                               |                                               |  |  |                                     |                                     |                                     |                                     |                                     |                                     |  |  |  |  |  |  |  |  |  |  |  |  |  |  |  |  |  |  |  |  |  |  |  |  |  |  |  |  |  |  |  |  |  |  |  |  |  |  |  |  |  |  |  |  |  |  |  |  |  |  |  |  |  |  |  |  |  |  |
|  |  |                |                |                |                |                |                |  |  |                                       |                                       |                                       |                                       |                                       |                                       |  |  |                               |                               |                               |                               |                               |                               |  |  | バルス・ボラト35 【サイン・アラク晋王】 | バルス・ボラト35 【サイン・アラク晋王】 | バルス・ボラト35 【サイン・アラク晋王】 | バルス・ボラト35 【サイン・アラク晋王】 | バルス・ボラト35 【サイン・アラク晋王】 | バルス・ボラト35 【サイン・アラク晋王】 |                             |                             | アル・ボラト                        | アル・ボラト                        | アル・ボラト                        | アル・ボラト                        | アル・ボラト                        | アル・ボラト                        |                                     |                                     | トロ・ボラト チャハル部                                  | トロ・ボラト チャハル部                                  | トロ・ボラト チャハル部                                  | トロ・ボラト チャハル部                                  | トロ・ボラト チャハル部                                        | トロ・ボラト チャハル部                                        |                                                                |                                                                | アルチュ・ボラト                                               | アルチュ・ボラト                                               | アルチュ・ボラト                                           | アルチュ・ボラト                                           | アルチュ・ボラト                                           | アルチュ・ボラト                                           |                         |                         | ゲレセンジェ 外ハルハ部                          | ゲレセンジェ 外ハルハ部                          | ゲレセンジェ 外ハルハ部                          | ゲレセンジェ 外ハルハ部                          | ゲレセンジェ 外ハルハ部                          | ゲレセンジェ 外ハルハ部                          |                  |                  |                                               |                                               |                                               |                                               |                                               |                                               |  |  |                                     |                                     |                                     |                                     |                                     |                                     |  |  |  |  |  |  |  |  |  |  |  |  |  |  |  |  |  |  |  |  |  |  |  |  |  |  |  |  |  |  |  |  |  |  |  |  |  |  |  |  |  |  |  |  |  |  |  |  |  |  |  |  |  |  |  |  |  |  |
|  |  |                |                |                |                |                |                |  |  |                                       |                                       |                                       |                                       |                                       |                                       |  |  |                               |                               |                               |                               |                               |                               |  |  |                                         |                                         |                                         |                                         |                                         |                                         |                             |                             |                                     |                                     |                                     |                                     |                                     |                                     |                                     |                                     |                                                          |                                                          |                                                          |                                                          |                                                                |                                                                |                                                                |                                                                |                                                                |                                                                |                                                            |                                                            |                                                            |                                                            |                         |                         |                                                  |                                                  |                                                  |                                                  |                                                  |                                                  |                  |                  |                                               |                                               |                                               |                                               |                                               |                                               |  |  |                                     |                                     |                                     |                                     |                                     |                                     |  |  |  |  |  |  |  |  |  |  |  |  |  |  |  |  |  |  |  |  |  |  |  |  |  |  |  |  |  |  |  |  |  |  |  |  |  |  |  |  |  |  |  |  |  |  |  |  |  |  |  |  |  |  |  |  |  |  |
|  |  |                |                |                |                |                |                |  |  | グン・ビリク メルゲン晋王             | グン・ビリク メルゲン晋王             | グン・ビリク メルゲン晋王             | グン・ビリク メルゲン晋王             | グン・ビリク メルゲン晋王             | グン・ビリク メルゲン晋王             |  |  | アルタン・ハーン              | アルタン・ハーン              | アルタン・ハーン              | アルタン・ハーン              | アルタン・ハーン              | アルタン・ハーン              |  |  | ボディダラ                              | ボディダラ                              | ボディダラ                              | ボディダラ                              | ボディダラ                              | ボディダラ                              |                             |                             | ヨンシエブ部                        | ヨンシエブ部                        | ヨンシエブ部                        | ヨンシエブ部                        | ヨンシエブ部                        | ヨンシエブ部                        |                                     |                                     | ボディ36 【アラク・ハーン】                              | ボディ36 【アラク・ハーン】                              | ボディ36 【アラク・ハーン】                              | ボディ36 【アラク・ハーン】                              | ボディ36 【アラク・ハーン】                                    | ボディ36 【アラク・ハーン】                                    |                                                                |                                                                | 内ハルハ部                                                     | 内ハルハ部                                                     | 内ハルハ部                                                 | 内ハルハ部                                                 | 内ハルハ部                                                 | 内ハルハ部                                                 |                         |                         | アシハイ                                         | アシハイ                                         | アシハイ                                         | アシハイ                                         | アシハイ                                         | アシハイ                                         |                  |                  | ノーノホ                                      | ノーノホ                                      | ノーノホ                                      | ノーノホ                                      | ノーノホ                                      | ノーノホ                                      |  |  | アミンドラル                        | アミンドラル                        | アミンドラル                        | アミンドラル                        | アミンドラル                        | アミンドラル                        |  |  |  |  |  |  |  |  |  |  |  |  |  |  |  |  |  |  |  |  |  |  |  |  |  |  |  |  |  |  |  |  |  |  |  |  |  |  |  |  |  |  |  |  |  |  |  |  |  |  |  |  |  |  |  |  |  |  |
|  |  |                |                |                |                |                |                |  |  | グン・ビリク メルゲン晋王             | グン・ビリク メルゲン晋王             | グン・ビリク メルゲン晋王             | グン・ビリク メルゲン晋王             | グン・ビリク メルゲン晋王             | グン・ビリク メルゲン晋王             |  |  | アルタン・ハーン              | アルタン・ハーン              | アルタン・ハーン              | アルタン・ハーン              | アルタン・ハーン              | アルタン・ハーン              |  |  | ボディダラ                              | ボディダラ                              | ボディダラ                              | ボディダラ                              | ボディダラ                              | ボディダラ                              |                             |                             | ヨンシエブ部                        | ヨンシエブ部                        | ヨンシエブ部                        | ヨンシエブ部                        | ヨンシエブ部                        | ヨンシエブ部                        |                                     |                                     | ボディ36 【アラク・ハーン】                              | ボディ36 【アラク・ハーン】                              | ボディ36 【アラク・ハーン】                              | ボディ36 【アラク・ハーン】                              | ボディ36 【アラク・ハーン】                                    | ボディ36 【アラク・ハーン】                                    |                                                                |                                                                | 内ハルハ部                                                     | 内ハルハ部                                                     | 内ハルハ部                                                 | 内ハルハ部                                                 | 内ハルハ部                                                 | 内ハルハ部                                                 |                         |                         | アシハイ                                         | アシハイ                                         | アシハイ                                         | アシハイ                                         | アシハイ                                         | アシハイ                                         |                  |                  | ノーノホ                                      | ノーノホ                                      | ノーノホ                                      | ノーノホ                                      | ノーノホ                                      | ノーノホ                                      |  |  | アミンドラル                        | アミンドラル                        | アミンドラル                        | アミンドラル                        | アミンドラル                        | アミンドラル                        |  |  |  |  |  |  |  |  |  |  |  |  |  |  |  |  |  |  |  |  |  |  |  |  |  |  |  |  |  |  |  |  |  |  |  |  |  |  |  |  |  |  |  |  |  |  |  |  |  |  |  |  |  |  |  |  |  |  |
|  |  |                |                |                |                |                |                |  |  |                                       |                                       |                                       |                                       |                                       |                                       |  |  |                               |                               |                               |                               |                               |                               |  |  |                                         |                                         |                                         |                                         |                                         |                                         |                             |                             |                                     |                                     |                                     |                                     |                                     |                                     |                                     |                                     |                                                          |                                                          |                                                          |                                                          |                                                                |                                                                |                                                                |                                                                |                                                                |                                                                |                                                            |                                                            |                                                            |                                                            |                         |                         |                                                  |                                                  |                                                  |                                                  |                                                  |                                                  |                  |                  |                                               |                                               |                                               |                                               |                                               |                                               |  |  |                                     |                                     |                                     |                                     |                                     |                                     |  |  |  |  |  |  |  |  |  |  |  |  |  |  |  |  |  |  |  |  |  |  |  |  |  |  |  |  |  |  |  |  |  |  |  |  |  |  |  |  |  |  |  |  |  |  |  |  |  |  |  |  |  |  |  |  |  |  |
|  |  |                |                |                |                |                |                |  |  | オルドス部                            | オルドス部                            | オルドス部                            | オルドス部                            | オルドス部                            | オルドス部                            |  |  | トゥメト部                    | トゥメト部                    | トゥメト部                    | トゥメト部                    | トゥメト部                    | トゥメト部                    |  |  | ハラチン部                              | ハラチン部                              | ハラチン部                              | ハラチン部                              | ハラチン部                              | ハラチン部                              |                             |                             |                                     |                                     |                                     |                                     |                                     |                                     |                                     |                                     | ダライスン37 【コデン・ハーン】                          | ダライスン37 【コデン・ハーン】                          | ダライスン37 【コデン・ハーン】                          | ダライスン37 【コデン・ハーン】                          | ダライスン37 【コデン・ハーン】                                | ダライスン37 【コデン・ハーン】                                |                                                                |                                                                | トゥメンダラ                                                   | トゥメンダラ                                                   | トゥメンダラ                                               | トゥメンダラ                                               | トゥメンダラ                                               | トゥメンダラ                                               |                         |                         | バヤンダラ                                       | バヤンダラ                                       | バヤンダラ                                       | バヤンダラ                                       | バヤンダラ                                       | バヤンダラ                                       |                  |                  | エリエイ                                      | エリエイ                                      | エリエイ                                      | エリエイ                                      | エリエイ                                      | エリエイ                                      |  |  | モーロボイマ                        | モーロボイマ                        | モーロボイマ                        | モーロボイマ                        | モーロボイマ                        | モーロボイマ                        |  |  |  |  |  |  |  |  |  |  |  |  |  |  |  |  |  |  |  |  |  |  |  |  |  |  |  |  |  |  |  |  |  |  |  |  |  |  |  |  |  |  |  |  |  |  |  |  |  |  |  |  |  |  |  |  |  |  |
|  |  |                |                |                |                |                |                |  |  | オルドス部                            | オルドス部                            | オルドス部                            | オルドス部                            | オルドス部                            | オルドス部                            |  |  | トゥメト部                    | トゥメト部                    | トゥメト部                    | トゥメト部                    | トゥメト部                    | トゥメト部                    |  |  | ハラチン部                              | ハラチン部                              | ハラチン部                              | ハラチン部                              | ハラチン部                              | ハラチン部                              |                             |                             |                                     |                                     |                                     |                                     |                                     |                                     |                                     |                                     | ダライスン37 【コデン・ハーン】                          | ダライスン37 【コデン・ハーン】                          | ダライスン37 【コデン・ハーン】                          | ダライスン37 【コデン・ハーン】                          | ダライスン37 【コデン・ハーン】                                | ダライスン37 【コデン・ハーン】                                |                                                                |                                                                | トゥメンダラ                                                   | トゥメンダラ                                                   | トゥメンダラ                                               | トゥメンダラ                                               | トゥメンダラ                                               | トゥメンダラ                                               |                         |                         | バヤンダラ                                       | バヤンダラ                                       | バヤンダラ                                       | バヤンダラ                                       | バヤンダラ                                       | バヤンダラ                                       |                  |                  | エリエイ                                      | エリエイ                                      | エリエイ                                      | エリエイ                                      | エリエイ                                      | エリエイ                                      |  |  | モーロボイマ                        | モーロボイマ                        | モーロボイマ                        | モーロボイマ                        | モーロボイマ                        | モーロボイマ                        |  |  |  |  |  |  |  |  |  |  |  |  |  |  |  |  |  |  |  |  |  |  |  |  |  |  |  |  |  |  |  |  |  |  |  |  |  |  |  |  |  |  |  |  |  |  |  |  |  |  |  |  |  |  |  |  |  |  |
|  |  |                |                |                |                |                |                |  |  |                                       |                                       |                                       |                                       |                                       |                                       |  |  |                               |                               |                               |                               |                               |                               |  |  |                                         |                                         |                                         |                                         |                                         |                                         |                             |                             |                                     |                                     |                                     |                                     |                                     |                                     |                                     |                                     | トゥメン38 【ジャサクト・ハーン】                        | トゥメン38 【ジャサクト・ハーン】                        | トゥメン38 【ジャサクト・ハーン】                        | トゥメン38 【ジャサクト・ハーン】                        | トゥメン38 【ジャサクト・ハーン】                              | トゥメン38 【ジャサクト・ハーン】                              |                                                                |                                                                | ショロイ 【ウバシ・ホンタイジ】 アルタン・ハーン1              | ショロイ 【ウバシ・ホンタイジ】 アルタン・ハーン1              | ショロイ 【ウバシ・ホンタイジ】 アルタン・ハーン1          | ショロイ 【ウバシ・ホンタイジ】 アルタン・ハーン1          | ショロイ 【ウバシ・ホンタイジ】 アルタン・ハーン1          | ショロイ 【ウバシ・ホンタイジ】 アルタン・ハーン1          |                         |                         | ライフル 【ハーン】                              | ライフル 【ハーン】                              | ライフル 【ハーン】                              | ライフル 【ハーン】                              | ライフル 【ハーン】                              | ライフル 【ハーン】                              |                  |                  | トシェート・ハーン家                          | トシェート・ハーン家                          | トシェート・ハーン家                          | トシェート・ハーン家                          | トシェート・ハーン家                          | トシェート・ハーン家                          |  |  | チェチェン・ハーン家                | チェチェン・ハーン家                | チェチェン・ハーン家                | チェチェン・ハーン家                | チェチェン・ハーン家                | チェチェン・ハーン家                |  |  |  |  |  |  |  |  |  |  |  |  |  |  |  |  |  |  |  |  |  |  |  |  |  |  |  |  |  |  |  |  |  |  |  |  |  |  |  |  |  |  |  |  |  |  |  |  |  |  |  |  |  |  |  |  |  |  |
|  |  |                |                |                |                |                |                |  |  |                                       |                                       |                                       |                                       |                                       |                                       |  |  |                               |                               |                               |                               |                               |                               |  |  |                                         |                                         |                                         |                                         |                                         |                                         |                             |                             |                                     |                                     |                                     |                                     |                                     |                                     |                                     |                                     | トゥメン38 【ジャサクト・ハーン】                        | トゥメン38 【ジャサクト・ハーン】                        | トゥメン38 【ジャサクト・ハーン】                        | トゥメン38 【ジャサクト・ハーン】                        | トゥメン38 【ジャサクト・ハーン】                              | トゥメン38 【ジャサクト・ハーン】                              |                                                                |                                                                | ショロイ 【ウバシ・ホンタイジ】 アルタン・ハーン1              | ショロイ 【ウバシ・ホンタイジ】 アルタン・ハーン1              | ショロイ 【ウバシ・ホンタイジ】 アルタン・ハーン1          | ショロイ 【ウバシ・ホンタイジ】 アルタン・ハーン1          | ショロイ 【ウバシ・ホンタイジ】 アルタン・ハーン1          | ショロイ 【ウバシ・ホンタイジ】 アルタン・ハーン1          |                         |                         | ライフル 【ハーン】                              | ライフル 【ハーン】                              | ライフル 【ハーン】                              | ライフル 【ハーン】                              | ライフル 【ハーン】                              | ライフル 【ハーン】                              |                  |                  | トシェート・ハーン家                          | トシェート・ハーン家                          | トシェート・ハーン家                          | トシェート・ハーン家                          | トシェート・ハーン家                          | トシェート・ハーン家                          |  |  | チェチェン・ハーン家                | チェチェン・ハーン家                | チェチェン・ハーン家                | チェチェン・ハーン家                | チェチェン・ハーン家                | チェチェン・ハーン家                |  |  |  |  |  |  |  |  |  |  |  |  |  |  |  |  |  |  |  |  |  |  |  |  |  |  |  |  |  |  |  |  |  |  |  |  |  |  |  |  |  |  |  |  |  |  |  |  |  |  |  |  |  |  |  |  |  |  |
|  |  |                |                |                |                |                |                |  |  |                                       |                                       |                                       |                                       |                                       |                                       |  |  |                               |                               |                               |                               |                               |                               |  |  |                                         |                                         |                                         |                                         |                                         |                                         |                             |                             |                                     |                                     |                                     |                                     |                                     |                                     |                                     |                                     | ブヤン39 【セチェン・ハーン】                            | ブヤン39 【セチェン・ハーン】                            | ブヤン39 【セチェン・ハーン】                            | ブヤン39 【セチェン・ハーン】                            | ブヤン39 【セチェン・ハーン】                                  | ブヤン39 【セチェン・ハーン】                                  |                                                                |                                                                | バトマ 【エルデニ・ホンタイジ】 アルタン・ハーン2              | バトマ 【エルデニ・ホンタイジ】 アルタン・ハーン2              | バトマ 【エルデニ・ホンタイジ】 アルタン・ハーン2          | バトマ 【エルデニ・ホンタイジ】 アルタン・ハーン2          | バトマ 【エルデニ・ホンタイジ】 アルタン・ハーン2          | バトマ 【エルデニ・ホンタイジ】 アルタン・ハーン2          |                         |                         | ジャサクト・ハーン家                             | ジャサクト・ハーン家                             | ジャサクト・ハーン家                             | ジャサクト・ハーン家                             | ジャサクト・ハーン家                             | ジャサクト・ハーン家                             |                  |                  |                                               |                                               |                                               |                                               |                                               |                                               |  |  |                                     |                                     |                                     |                                     |                                     |                                     |  |  |  |  |  |  |  |  |  |  |  |  |  |  |  |  |  |  |  |  |  |  |  |  |  |  |  |  |  |  |  |  |  |  |  |  |  |  |  |  |  |  |  |  |  |  |  |  |  |  |  |  |  |  |  |  |  |  |
|  |  |                |                |                |                |                |                |  |  |                                       |                                       |                                       |                                       |                                       |                                       |  |  |                               |                               |                               |                               |                               |                               |  |  |                                         |                                         |                                         |                                         |                                         |                                         |                             |                             |                                     |                                     |                                     |                                     |                                     |                                     |                                     |                                     | ブヤン39 【セチェン・ハーン】                            | ブヤン39 【セチェン・ハーン】                            | ブヤン39 【セチェン・ハーン】                            | ブヤン39 【セチェン・ハーン】                            | ブヤン39 【セチェン・ハーン】                                  | ブヤン39 【セチェン・ハーン】                                  |                                                                |                                                                | バトマ 【エルデニ・ホンタイジ】 アルタン・ハーン2              | バトマ 【エルデニ・ホンタイジ】 アルタン・ハーン2              | バトマ 【エルデニ・ホンタイジ】 アルタン・ハーン2          | バトマ 【エルデニ・ホンタイジ】 アルタン・ハーン2          | バトマ 【エルデニ・ホンタイジ】 アルタン・ハーン2          | バトマ 【エルデニ・ホンタイジ】 アルタン・ハーン2          |                         |                         | ジャサクト・ハーン家                             | ジャサクト・ハーン家                             | ジャサクト・ハーン家                             | ジャサクト・ハーン家                             | ジャサクト・ハーン家                             | ジャサクト・ハーン家                             |                  |                  |                                               |                                               |                                               |                                               |                                               |                                               |  |  |                                     |                                     |                                     |                                     |                                     |                                     |  |  |  |  |  |  |  |  |  |  |  |  |  |  |  |  |  |  |  |  |  |  |  |  |  |  |  |  |  |  |  |  |  |  |  |  |  |  |  |  |  |  |  |  |  |  |  |  |  |  |  |  |  |  |  |  |  |  |
|  |  |                |                |                |                |                |                |  |  |                                       |                                       |                                       |                                       |                                       |                                       |  |  |                               |                               |                               |                               |                               |                               |  |  |                                         |                                         |                                         |                                         |                                         |                                         |                             |                             |                                     |                                     |                                     |                                     |                                     |                                     |                                     |                                     | マングス 太子                                            | マングス 太子                                            | マングス 太子                                            | マングス 太子                                            | マングス 太子                                                  | マングス 太子                                                  |                                                                |                                                                | エリンチン 【ロブザン・タイジ】 アルタン・ハーン3              | エリンチン 【ロブザン・タイジ】 アルタン・ハーン3              | エリンチン 【ロブザン・タイジ】 アルタン・ハーン3          | エリンチン 【ロブザン・タイジ】 アルタン・ハーン3          | エリンチン 【ロブザン・タイジ】 アルタン・ハーン3          | エリンチン 【ロブザン・タイジ】 アルタン・ハーン3          |                         |                         |                                                  |                                                  |                                                  |                                                  |                                                  |                                                  |                  |                  |                                               |                                               |                                               |                                               |                                               |                                               |  |  |                                     |                                     |                                     |                                     |                                     |                                     |  |  |  |  |  |  |  |  |  |  |  |  |  |  |  |  |  |  |  |  |  |  |  |  |  |  |  |  |  |  |  |  |  |  |  |  |  |  |  |  |  |  |  |  |  |  |  |  |  |  |  |  |  |  |  |  |  |  |
|  |  |                |                |                |                |                |                |  |  |                                       |                                       |                                       |                                       |                                       |                                       |  |  |                               |                               |                               |                               |                               |                               |  |  |                                         |                                         |                                         |                                         |                                         |                                         |                             |                             |                                     |                                     |                                     |                                     |                                     |                                     |                                     |                                     | マングス 太子                                            | マングス 太子                                            | マングス 太子                                            | マングス 太子                                            | マングス 太子                                                  | マングス 太子                                                  |                                                                |                                                                | エリンチン 【ロブザン・タイジ】 アルタン・ハーン3              | エリンチン 【ロブザン・タイジ】 アルタン・ハーン3              | エリンチン 【ロブザン・タイジ】 アルタン・ハーン3          | エリンチン 【ロブザン・タイジ】 アルタン・ハーン3          | エリンチン 【ロブザン・タイジ】 アルタン・ハーン3          | エリンチン 【ロブザン・タイジ】 アルタン・ハーン3          |                         |                         |                                                  |                                                  |                                                  |                                                  |                                                  |                                                  |                  |                  |                                               |                                               |                                               |                                               |                                               |                                               |  |  |                                     |                                     |                                     |                                     |                                     |                                     |  |  |  |  |  |  |  |  |  |  |  |  |  |  |  |  |  |  |  |  |  |  |  |  |  |  |  |  |  |  |  |  |  |  |  |  |  |  |  |  |  |  |  |  |  |  |  |  |  |  |  |  |  |  |  |  |  |  |
|  |  |                |                |                |                |                |                |  |  |                                       |                                       |                                       |                                       |                                       |                                       |  |  |                               |                               |                               |                               |                               |                               |  |  |                                         |                                         |                                         |                                         |                                         |                                         |                             |                             |                                     |                                     |                                     |                                     |                                     |                                     |                                     |                                     | リンダン40 【フトゥクト・ハーン】                        |                                                          |                                                          |                                                          |                                                                |                                                                |                                                                |                                                                |                                                                |                                                                |                                                            |                                                            |                                                            |                                                            |                         |                         |                                                  |                                                  |                                                  |                                                  |                                                  |                                                  |                  |                  |                                               |                                               |                                               |                                               |                                               |                                               |  |  |                                     |                                     |                                     |                                     |                                     |                                     |  |  |  |  |  |  |  |  |  |  |  |  |  |  |  |  |  |  |  |  |  |  |  |  |  |  |  |  |  |  |  |  |  |  |  |  |  |  |  |  |  |  |  |  |  |  |  |  |  |  |  |  |  |  |  |  |  |  |
|  |  |                |                |                |                |                |                |  |  |                                       |                                       |                                       |                                       |                                       |                                       |  |  |                               |                               |                               |                               |                               |                               |  |  |                                         |                                         |                                         |                                         |                                         |                                         |                             |                             |                                     |                                     |                                     |                                     |                                     |                                     |                                     |                                     |                                                          |                                                          |                                                          |                                                          |                                                                |                                                                |                                                                |                                                                |                                                                |                                                                |                                                            |                                                            |                                                            |                                                            |                         |                         |                                                  |                                                  |                                                  |                                                  |                                                  |                                                  |                  |                  |                                               |                                               |                                               |                                               |                                               |                                               |  |  |                                     |                                     |                                     |                                     |                                     |                                     |  |  |  |  |  |  |  |  |  |  |  |  |  |  |  |  |  |  |  |  |  |  |  |  |  |  |  |  |  |  |  |  |  |  |  |  |  |  |  |  |  |  |  |  |  |  |  |  |  |  |  |  |  |  |  |  |  |  |
|  |  |                |                |                |                |                |                |  |  |                                       |                                       |                                       |                                       |                                       |                                       |  |  |                               |                               |                               |                               |                               |                               |  |  |                                         |                                         |                                         |                                         |                                         |                                         |                             |                             |                                     |                                     |                                     |                                     |                                     |                                     |                                     |                                     | エジェイ41                                               |                                                          |                                                          |                                                          |                                                                |                                                                |                                                                |                                                                |                                                                |                                                                |                                                            |                                                            |                                                            |                                                            |                         |                         |                                                  |                                                  |                                                  |                                                  |                                                  |                                                  |                  |                  |                                               |                                               |                                               |                                               |                                               |                                               |  |  |                                     |                                     |                                     |                                     |                                     |                                     |  |  |  |  |  |  |  |  |  |  |  |  |  |  |  |  |  |  |  |  |  |  |  |  |  |  |  |  |  |  |  |  |  |  |  |  |  |  |  |  |  |  |  |  |  |  |  |  |  |  |  |  |  |  |  |  |  |  |

## モンゴル帝国が侵攻した国
敗北し支配下・宗主権を認めた国
- コンギラト
- オングト
- オイラト
- カルルク
- 天山ウイグル王国
- ルーム・セルジューク朝
- トレビゾンド帝国
- 大アルメニア王国
- キリキア・アルメニア王国
- グルジア王国 - 領土には含まれなかった
- ファールスのセルジューク朝系サルグル族（英語版）[注釈 10]のアタベク政権サルグル朝（Salgurlular State）
- ケルマーンのカラヒタイ朝（西遼の将軍バラク・ハージブが建国）
- ロレスターンのアタベク政権ホルシーディー朝（英語版）
- 西ギーラーンのシャーフィイー派ダイラム人のアスパーフバド朝（英語版、ペルシア語版）
- マーザンダラーンのバーワンド朝（英語版、フランス語版）
- ホラーサーンのクルト朝
- ノヴゴロド公国
- モスクワ公国
- チベット
- 高麗

滅ぼされた国
- 1202年 タタル部
- 1203年 ケレイト
- 1204年 ジャダラン
- 1208年 メルキト
- 1218年　ナイマン
- 1218年　西遼
- 1227年　西夏
- 1231年　ホラズム・シャー朝
- 1233年　大真国
- 1234年　金
- 1240年　ルーシ大公国
- 1254年　大理国 - 大理国王家はクビライに降伏し、その子フゲチに仕えた。
- 1258年　アッバース朝
- 1279年　南宋

侵攻を退けたが臣従を認めた国
- 陳朝
- マジャパヒト王国
- パガン朝

 敗北したが臣従しなかった国 
- 奴隷王朝 - 国境付近が征服される。
- ハルジー朝 - 国境付近が征服される。
- ポーランド王国・神聖ローマ帝国とその他諸国、騎士団 - ポーランド王ヘンリク2世が敗死（ワールシュタットの戦い）するなど大敗を喫したが、モンゴル軍は占領せず撤退した。

侵攻を退けた国
- 日本（鎌倉幕府） - 対馬・壱岐への侵攻を許すも、1回目の文永の役では内陸部の侵攻を阻止し、2回目の弘安の役では九州の武士団の奮戦や台風もあり侵攻を退けた。鎌倉幕府の執権・北条時宗が派遣した6万人の援軍は間に合わなかった。
- マムルーク朝 - バイバルスの活躍(1260年のアイン・ジャールートの戦いなど)でアラブにおけるモンゴル帝国の西進を阻止した。

## モンゴル帝国の継承政権

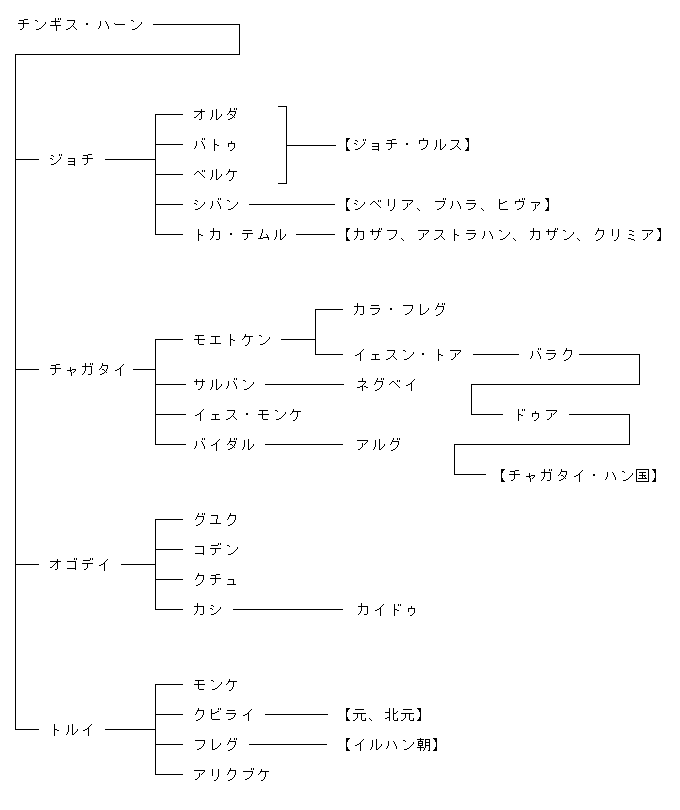
チンギス・カン家の略系図

| 番号                            | 名称 (別名)                                     | 成立年   | 滅亡年 | 備考 |
| ------------------------------- | ----------------------------------------------- | -------- | ------ | --- |
| 1                               | モンゴル帝国（大モンゴル国)                     | 1206年   | 1635年 | チンギス・カンが創建し、ユーラシア全域に拡大。1271年に「大元モンゴル国に改名」。1635年後金によって滅亡。                             |
| チャガタイ=ハン国とその継承政権 |                                                 |          |        | |
| 2                               | チャガタイ・ハン国 (チャガタイ・ウルス)         | 1225年   | 1340年 | モンゴル帝国の中央アジアを支配。1340年に東西に分裂。                                                                                 |
| 3                               | モグーリスタン・ハン国 （東チャガタイ・ハン国） | 1347年   | 1680年 | チャガタイ・ハン国の東部を継承。1508年カザフ・ハン国に滅ぼされる。                                                                   |
| 4                               | ヤルカンド・ハン国                              | 1514年   | 1705年 | モグーリスタン・ハン国の後継王朝。ジュンガルによって衰退し、1705年に断絶。                                                           |
| 5                               | 西チャガタイ・ハン国                            | 1370年   | 1510年 | チャガタイ・ハン国の後継。1402年に滅亡。                                                                                             |
| ジョチ・ウルスとその継承政権    |                                                 |          |        | |
| 6                               | ジョチ・ウルス（金帳汗国）                      | 1240年   | 1502年 | モンゴル帝国の西部（ロシア・ウクライナ）を支配。1502年にクリミア・ハン国やモスクワ大公国により滅亡。                                 |
| 7                               | 大オルダ (Great Horde)                          | 1430年   | 1502年 | ジョチ・ウルスの後継政権の一つ。1502年にクリミア・ハン国により滅亡。                                                                 |
| 8                               | カザン・ハン国 (Kazan Khanate)                  | 1438年   | 1552年 | ジョチ・ウルスの後継としてヴォルガ川流域を支配。1552年にロシア帝国に征服され滅亡。                                                   |
| 9                               | ノガイ・オルダ (Nogai Horde)                    | 1440年   | 1634年 | ジョチ・ウルスの遊牧民が独立。1634年にロシアとカザフ・ハン国に滅ぼされる。                                                           |
| 10                              | クリミア・ハン国 (Crimean Khanate)              | 1441年   | 1783年 | ジョチ・ウルスの後継としてクリミア半島を支配。1783年にロシア帝国に併合され滅亡。                                                     |
| 11                              | カザフ・ハン国 (Kazakh Khanate)                 | 1465年   | 1847年 | ジョチ・ウルスの王族がカザフスタンを支配。1847年にロシア帝国に併合され滅亡。                                                         |
| 12                              | アストラハン・ハン国 (Astrakhan Khanate)        | 1466年   | 1556年 | ジョチ・ウルスの後継としてカスピ海北岸を支配。1556年にロシア帝国に征服され滅亡。                                                     |
| 13                              | シビル・ハン国 (Siberian Khanate)               | 1490年代 | 1598年 | ジョチ・ウルスの後継としてシベリア西部を支配。1598年にロシア帝国により滅亡。                                                         |
| 14                              | ヒヴァ・ハン国                                  | 1512年   | 1920年 | ジョチ・ウルスの後継。1920年にロシア帝国により滅亡。                                                                                 |
| 15                              | シャイバーニー朝（ウズベク・ハン国）            | 1500年   | 1598年 | ジョチ・ウルスの王族が中央アジア（ウズベキスタン）を支配。1557年にブハラに遷都。以後はジャーン朝とともにブハラ・ハン国とも呼ばれる。 |
| 16                              | ジャーン朝 (アストラハン朝)                     | 1598年   | 1785年 | シャイバーニー・ハン国の後継。1785年にマンギト朝により滅亡。                                                                         |
| イル=ハン国とその継承政権       |                                                 |          |        | |
| 17                              | イルハン朝 (フレグ・ウルス)                     | 1256年   | 1335年 | モンゴル帝国の西部（イラン・イラク）を支配。1335年に断絶。                                                                           |
| 18                              | ジャライル朝                                    | 1336年   | 1432年 | イルハン朝の後継王朝。1432年白羊朝により滅亡。                                                                                       |